# Espanyolisme
|  | Aquest article tracta sobre al terme polític. Vegeu-ne altres significats a «Reial Club Deportiu Espanyol». |

|  | No s'ha de confondre amb Unionisme espanyol. |

L'espanyolisme o nacionalisme espanyol és el moviment que defensa l'existència d'una nació  espanyola i, conseqüentment, la integritat territorial de l'actual Regne d'Espanya, partidari de l'uniformisme polític, i d'una cultura homogènia de matriu castellana.

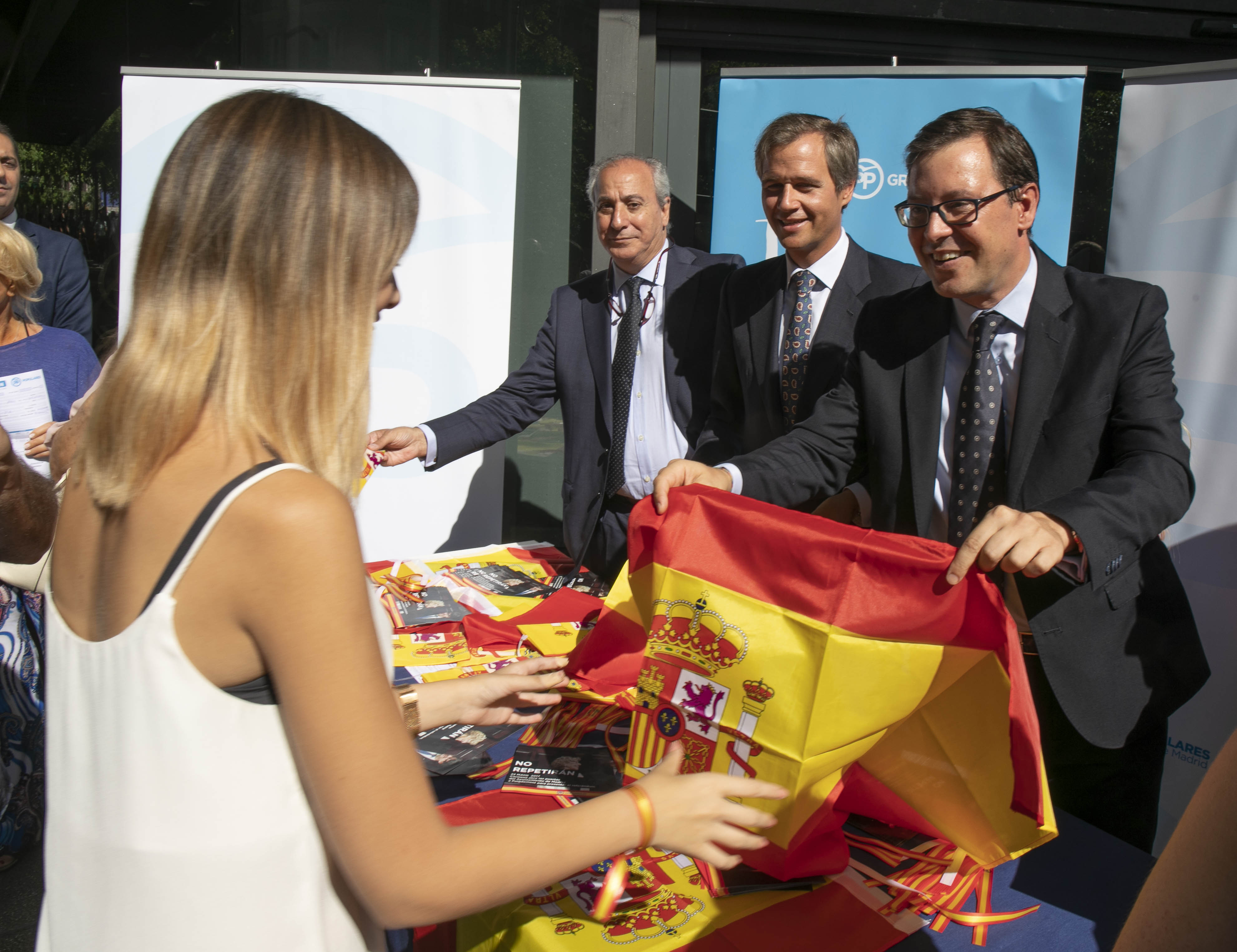
Campanya "Pon una bandera en tu balcón". 2018

D'acord amb els postulats de l'espanyolisme, l'Estat espanyol s'hauria d'articular com una nació unitària fonamentada en una llengua (la castellana), un dret i unes institucions comunes. És un moviment fort i transversal ideològicament, que pot ser rígid davant els canvis socials i entra en conflicte amb els altres nacionalismes del territori de l'estat nació. En el seu corrent majoritari considera que la sobirania recau de manera exclusiva al conjunt del poble espanyol, vivint dins les fronteres actuals. Es contraposa i combat els anomenats nacionalismes perifèrics (català, basc, gallec, aragonès, asturià, etc.) presents dins les fronteres de l'estat.
Tot i que hi ha arrels anteriors, els historiadors generalment situen l'inici del nacionalisme espanyol a primers del segle xix, i particularment com a reacció durant la Guerra del francès, i amb l'efímera Constitució de 1812 com a destacat carreu legal. Pel seu costat, els nacionalismes perifèrics s'haurien desenvolupat a darrers del mateix segle, com a reacció al nacionalisme espanyol de matriu castellana, però també amb relació a un moviment de modernització i renaixença de la societat, tot i que l'allistament de soldats a les guerres carlines com a mitjà per recuperar els Furs indicarien un sentiment previ. Cal recordar que fins als s. XVIII - XIX el terme espanyol encara venia a representar totes les cultures del territori estatal, essent l'espanyolisme un sentiment inclusiu, mentre que després l'Estat promogué la correlació excloent espanyol = castellà.
Com tots els nacionalismes europeus, al llarg del temps el nacionalisme espanyol ha tingut èpoques de caràcter més radical i èpoques de caràcter més cívic.

## Definició, origen, i característiques

### Definició i origen
El nacionalisme espanyol és el moviment social, polític i ideològic que des del segle xix intenta conformar una identitat nacional espanyola basat en una matriu castellana, en enfrontament a altres nacions històriques de l'Estat, esdevingudes minories nacionals no reconegudes.
Com va passar a altres estats nació d'Europa Occidental (França, la Gran Bretanya, etc.), a Espanya la conformació d'una monarquia autoritària des de finals de l'edat mitjana va produir el desenvolupament secular paral·lel de l'Estat sota les successives conformacions territorials de la Monarquia Hispànica.
Però, després de la Guerra de successió, format un Estat sota un únic govern, lleis i usos, es procedí a construir la nació, i en conseqüència l'estat nació. Com a França, és l'estat qui crea la nació i el nacionalisme, i no el procés contrari. Això implica també la imposició del castellà des del primer moment, amb el Decret de nova planta i successives lleis. Coincidint amb la Primavera de les nacions, al llarg del s. XIX s'intensifica aquest procés.

Cent anys després, la creació de la nació des de l'Estat (les seves elits) també és descrita pel falangista José Pemartín:
«Existeix un íntim i decisiu dualisme, tant en el feixisme italià com en el nacional-socialisme alemany. D'una banda s'aferma la doctrina hegeliana de l'absolutisme de l'Estat. L'Estat origina a la Nació, educa i forma la mentalitat de l'individu; és, segons l'expressió de Mussolini, l'ànima de l'ànima»
I, dos-cents anys després, pel socialista Josep Borrell:
La història moderna d´Espanya és una història desafortunada que va fer que no consolidem un Estat modern. Els independentistes pensen que la nació fa l'Estat. Jo penso el contrari. L'Estat fa la nació. Un Estat fort, que imposa la seva llengua, cultura, educació.

### Característiques
El nacionalisme espanyol ha combinat el liberalisme amb les actituds autoritàries de l'Antic Règim (el centralisme liberal, hereu de la política castellanitzadora impulsada pel Felip V, segons en Joaquín Varela Suanzes-Carpegna catedràtic de Dret Constitucional), i el jacobinisme de polítics com Antonio Alcalá Galiano, així com amb la simbologia catòlica. Amb la influència liberal provinent del període de Josep I, i dels afrancesats, alhora que a l'ombra de la guerra del francès, la Constitució espanyola del 1812, volent sustentar la sobirania en la nació i no en la monarquia, dibuixa un Estat nació uniforme i castellà, refractari a algunes aspiracions d'autogovern de les llavors províncies ultramarines i dels antics regnes de la Monarquia Hispànica. Esdevé una primera formulació legal de l'espanyolisme modern (nacionalisme espanyol de matriu castellana).
Les bases jurídiques ideològiques de l'estat espanyol modern beuen del model francès, i el nacionalisme espanyol també s'ajusta al nacionalisme francès: fa del dret estatal el creador i garant de la nació. Alhora, el nacionalisme espanyol es basa en idees indiscutibles que incideixen en la manera de classificar “llengua comuna” i “llengua pròpia”, i que es resumeixen en dos axiomes:
- La nació espanyola és indivisible;
- La sobirania només pertany al poble espanyol.

Aquests dos principis estan recollits als articles 1 i 2 de la Constitució de 1978. Aquestes afirmacions, però, té una altra cara que no s'expressa de manera explícita, com apunta Juan Carlos Moreno Cabrera: la negació dels drets fonamentals d'altres nacions dins l'estat:
- No hi ha cap nació catalana, gallega o basca a l'alçada d'Espanya (i, per tant, no té dret a la sobirania);
- Catalans, gallecs i bascos mai podrem formar una nació amb poders i drets com Espanya.[24]

Per negar aquests drets, però, també han de negar que són pobles o nacions. Es tracta d'una vulneració d'un dret reconegut internacionalment, com apunta Moreno Cabrera. Aquests axiomes nacionalistes oficials inclouen una tercera afirmació sobre la llengua, consagrat a l'article 3 de la Constitució espanyola: " El castellà és la llengua oficial d'Espanya". L'article 3 de l'article 2 combina la unitat indivisible de la nació espanyola amb la llengua espanyola com a component lingüístic de la indivisibilitat d'aquesta nació.
El nacionalisme espanyol és una justificació de l'estat espanyol centralista, segons en Borja de Riquer. En aquest sentit, és el resultat històric d'interessos polític-ideològic-econòmics molt coneguts, de la ment d'alguns grups de pressió, entre els quals esmenta moltes elits dels "pobles hispans".

#### Estat radial i jerarquitzat
Copiant França, l'Espanyolisme té com a model un estat radial, amb una capital centre i origen de tot, on viuen i treballen les elits "nacionals", que decideix sobre el conjunt del país, i unes perifèries que en depenen, el que durant el franquisme en deien "províncias" en contraposició a la capital. La seva concepció econòmica, de transports i comunicacions, i cultural, segueix aquest patró, molt sovint amb criteris que perjudiquen l'economia i el benestar del conjunt de l'estat. A més, sovint també s'hi superposa un criteri ètnic, com testimonien nombrosos estudis econòmics, o diversos testimonis, entre els que es poden escollir, per la seva concisió, les paraules del secretari general tècnic del Ministeri de Comerç franquista, Florencio Sánchez, recollides a les memòries del Manuel Ortínez:"a aquests catalans cal ofegar-los econòmicament".

#### Nacionalisme piramidal
En ser un nacionalisme d'Estat promogut des de les elits per aconseguir un estat nació uniforme, la seva difusió és necessàriament piramidal. Això comporta decisions originades als despatxos no naturals amb la pluralitat de la societat espanyola, però també un risc de corrupció i malversació sistèmics.

##### Pronunciaments / Cops d'Estat
El sistema polític menat pel nacionalisme espanyol ha patit històricament fortes tensions polítiques i territorials, que s'han traduit en nombroses rebel·lions i pronunciaments durant el s. XIX, cops d'estat (s. XIX i XX), i dictadures (s. XX).

#### Nacionalisme espanyol excloent
S'entén per nacionalisme excloent aquell que nega qualsevol possibilitat de l'existència d'una nació alternativa a la pròpia, en aquest cas Espanya, dins del mateix territori i la reivindicació de què és quelcom impossible per definició. Aquesta argumentació se sol emparar sobretot en la història i el Dret Internacional.
- Des del punt de vista històric, defensa la perspectiva que la nació més antiga possible és Espanya, ja que segons la majoria d'historiadors aquesta nasqué en el casament dels Reis Catòlics i segons els més radicals a partir del Regne de Toledo o la província Hispànica romana. El nacionalismes perifèrics serien doncs invents més recents i sense lògica històrica. Sovint impera la creença que és un sentiment imposat des dels poders fàctics territorials com ara la burgesia i les institucions de les Comunitats Autònomes amb la finalitat d'obtenir recursos econòmics, però que no és ni pot ser un sentiment real.

- Des del punt de vista del Dret Internacional, l'argumentació és que "nació" és igual a "estat independent" (nació en sentit positiu).

Ha estat tradicionalment el corrent de pensament majoritari dins l'espanyolisme, i s'ha desenvolupat en polítiques concretes que perseguien l'assimilació de les identitats no castellanes de l'Estat, més o menys subtils.

#### Nacionalisme espanyol no excloent
El nacionalisme espanyol no excloent accepta en el seu discurs que dins d'Espanya hi puguin conviure d'altres sentiments identitaris com el català o el basc, sense que això hagi de significar necessàriament l'acceptació de processos d'autodeterminació d'aquests o altres territoris. Algun president del govern espanyol ha fet discursos defensant aquesta concepció d'Espanya com Rodríguez Zapatero o el president de la II República espanyola Azaña, ambdós situats en l'àmbit de l'esquerra, tot i que a l'hora de la veritat els fets no han acompanyat les paraules. Des de la dreta, l'única personalitat que ha defensat aquesta visió no excloent de manera clara és el ponent de la Constitució espanyola i membre de la Unión del Centro Democrático (UCD), Miguel Herrero y Rodríguez de Miñón. Tanmateix, aquest corrent ha estat clarament minoritari dins l'espanyolisme, tant en l'àmbit de la dreta com de l'esquerra.
El nacionalisme espanyol no excloent destaca pel fet de no atacar directament els nacionalismes "perifèrics", sinó folkloritzar-los en una acció lentament erosiva. Aquesta concepció d'Espanya és present en diversos corrents polítics -per bé que no tots- del PSOE, del PSC i del PSE, per exemple. Des d'aquesta òptica no es considera una amenaça per a Espanya enfortir els governs autonòmics, sinó que pot servir per a un equilibri territorial que n'enforteixi la convivència i, per tant, la unitat.
Amb tot, hi ha hagut intel·lectuals catalans que s'han manifestat diverses vegades a favor d'una concepció plural d'Espanya. Destaquen l'Oda a Espanya de Joan Maragall o la cèlebre frase Volem una Espanya no castellana de Víctor Balaguer. En el cas de Maragall, emperò, el seu anhel de construcció d'una nació espanyola en què hi tinguessin cabuda les nacions no castellanes de l'Estat topà amb la realitat històrica de l'espanyolisme, que s'ha estructurat a partir de la idea d'assimilació i no pas d'integració de les diferents identitats no castellanes de l'Estat. Això va derivar en el desencís del poeta.

#### Espanyolisme i catolicisme
Una de les característiques del nacionalisme espanyol, més acusada en els partits de dreta, és el catolicisme. De fet dos dels mites nacionalistes són els regnats cristians dels reis visigots, i la Reconquesta cristiana de la Península ibèrica. Per exemple, en Ramiro de Maeztu a "Defensa de la Hispanidad", declara que "España empieza a ser al convertirse Recaredo a la religión católica el año 586".
El lligam s'intensifica durant la dictadura de Primo de Rivera, i especialment el nacionalcatolicisme de la dictadura franquista. Amb diferent intensitat, continua com a característica en els partits de dreta durant la democràcia.
I de forma recíproca, l'església catòlica espanyola, amb profundes relacions amb la política, a part de gaudir de diversos privilegis, especialment intensos durant les dictadures, considera que l'estat nació espanyol és un bé moral.

##### Antisemitisme
El nacionalisme espanyol beu de precedents antics, com ara els regnes visigots, o el regnat dels reis catòlics, i en tota aquesta història hi ha un antisemitisme que es transmet, fins al punt de incidir en la identitat espanyola, i que roman present amb més o menys força, com ara durant el primer terç del segle XX i la guerra civil.

##### La Carta col·lectiva dels bisbes espanyols durant la guerra civil
La Carta col·lectiva dels bisbes espanyols als bisbes del món sencer amb motiu de la guerra a Espanya va ser una maniobra de propaganda internacional dels bisbes espanyols, amb el qual volien informar els catòlics d'arreu del món de la postura de l'Església Catòlica en la Guerra Civil. A més del castellà, va ser publicada en francès, italià i anglès el 1r de juliol de 1937. No era un producte d'una espontània voluntat de la jerarquia eclesiàstica espanyola, sinó que va ser escrita davant la petició formal del general insurrecte Francisco Franco.
Amb aquesta carta, els bisbes espanyols es posicionaren al costat dels "nacionals" contra l'"antiespanya".

#### Antieuropeisme
El nacionalisme espanyol, tant per tradició històrica contrareformista com per tradició autàrquica, té característiques antieuropeistes, més acusades segons el moment històric, com ara en el pensament de la generació del 98, o durant la dictadura franquista.

#### Espanyolisme lingüístic
Segons l’espanyolisme lingüístic la llengua espanyola s'ha convertit en llengua comuna d'Espanya gràcies a un procés natural de propagació i acceptació. Aquest pensament és una constant de l'ideari monolingüista espanyol, que no només no es reconeix com a absolutista, sinó lliure de l'antipatriotisme dels que defensen les llengües pròpies de minories nacionals, com ara catalans, gallecs, bascs, asturians, aragonesos. I en aquest sentit, l’espanyolisme lingüístic exalta el concepte llengua comuna en contraposició del concepte llengua pròpia.
Segons el lingüista Moreno Cabrera, el nacionalisme lingüístic espanyol es fonamenta en tres idees principals:
- El castellà no s'ha imposat mai.
- Qualsevol acció de foment i enfortiment del castellà és legítima i necessària, atès ser la llengua nacional i comuna.
- Cap acció a favor del castellà és impositiva ni vulnera cap dret.

Per a l’espanyolisme lingüístic, col·locar alguna llengua cooficial al mateix nivell que la llengua nacional, el castellà, condueix a la disgregació i, per tant, vers la dissolució de la nació espanyola, i, emprant la Constitució de 1978, s'arriba a interpretar com un atemptat contra la democràcia, la llibertat, la unitat, el progrés i la cultura. En definitiva, les llengües no castellanes són un destorb.
Fins i tot es pot qualificar d'etnocida per la negativa a acceptar que el català, el gallec o l’eusquera siguin llengües pròpies de les nacions que parlen aquestes llengües des de temps immemorials. Així, fins i tot el mateix concepte de llengua pròpia és considerat una manipulació des dels nacionalismes perifèrics: les nacions gallega, basca i catalana no tenen ni dret a veure reconeguda com a pròpia la seva llengua ancestral.
Atesos els discursos i les accions quan han governat, l’espanyolisme lingüístic és compartit en gran manera per la majoria de partits polítics espanyols, així com per amplis sectors dels mitjans de comunicació, com ara la COPE, Onda Cero, El Mundo, La Razón, l'ABC, o El País, i en altres mitjans.

##### Limitació o prohibició de la discriminació positiva de les llengües no castellanes
Arribades molt afeblides a la monarquia parlamentaria actual, després de llargs períodes de limitacions i prohibicions, es plantejà la discriminació positiva de les llengües no castellanes. Fins i tot, Espanya signà la Carta Europea de Protecció de les Llengües Regionals i Minoritàries. Tot i això hi ha una forta i creixent tendència a promulgar lleis que exclouen les llengües no castellanes de l'ordenament i us diari, i els Tribunals Superiors de Justícia i el Tribunal Constitucional, àdhuc en contra de la pròpia jurisprudència i els tractats internacionals, limiten o prohibeixen la discriminació positiva de les llengües no castellanes.

##### L'educació
L’ensenyament és un dels camps en què l’espanyolisme lingüístic focalitza els seus atacs a les llengües espanyoles no castellanes. S'oposa a que les comunitats autònomes tinguin competències d’Ensenyament, com ara un sistema català d’ensenyament. Alhora s'ataca de forma ferotge la immersió lingüística en altres llengües que no el castellà. Cal recordar que en l’article 8 de la Carta Europea de Protecció de les Llengües Regionals i Minoritàries, signada per Espanya, es reconeix el dret d’escolaritzar íntegrament en aquestes llengües, entre les quals es reconeix el català, el basc i el gallec, i que la jurisprudència provinent de la Transició del Tribunal Constitucional espanyol i el TSJC, tot i que actualment s'obvii, també ho reconeixia.

###### Lingüicisme
El lingüicisme és considerar que l'educació en una llengua és intrínsecament pitjor que en una altra, i per lingüistes com en Juan Carlos Moreno Cabrera és una expressió de racisme. Hi apel·la l'espanyolisme lingüístic basant-se en un presumpte fracàs escolar i fractura social a Catalunya, amb el rerefons d'un suposat risc que la recuperació de les llengües minoritzades impliqui la pèrdua de coneixement del castellà o de llengües en general.

#### Eines de l'espanyolisme
En ser un nacionalisme promogut per l'Estat i les seves elits, l'espanyolisme compta amb un ampli arsenal d'eines de promoció pròpia, de desgast de les minories nacionals, i defensa dels interessos de les elits, categoritzables com a propaganda, desinformació, i repressió.
Al marge del nacionalisme banal, entre d'altres, es poden espigolar alguns exemples de l'acció d'aquestes eines, com ara:
- El 1855, el diari madrileny Las Novedades canvià el sentit de la primera vaga general a Espanya, iniciada a Barcelona, per evitar-ne l'expansió, qualificant-la de revolta secessionista. Altres diaris madrilenys incidiren en l'egoisme de la "rica" Catalunya.[102]
- La revolta proletària de la Setmana tràgica, el 1909, va ser publicitada com a secessionista a la resta de l'Estat per a tallar el contagi que començava a produir-se a altres ciutats.[103][102]
- Carta del general Severiano Martínez Anido a Miguel Primo de Rivera reclamant accions biopolítiques amb intencions incertes: «Hay que llenar Cataluña de lo peor que tenga España»[104][105]
- Felipe González, secretari general del PSOE, i president del govern espanyol declara durant un seminari sobre la Transició celebrat a Toledo el maig del 1984: “El terrorisme al País Vasco és una qüestió d'ordre públic, però el veritable perill és el fet diferencial català”[106][107]
- Després de la victòria del PP a les eleccions generals espanyoles, la multitud congregada a la seu del partit entonà com a càntic "Pujol, enano, habla castellano", amb la complicitat dels polítics reunits, inclòs el futur president espanyol, José Mª Aznar.[108]
- Negacionisme històric del rei Joan Carles I durant l'entrega del Premi Cervantes a Francisco Umbral, el 2001: "Nunca fue la nuestra, lengua de imposición, sino de encuentro; a nadie se le obligó nunca a hablar en castellano: fueron los pueblos más diversos quienes hicieron suya, por voluntad libérrima, la lengua de Cervantes".[109][110] Una afirmació que seria recolzada pels principals partits espanyols, PSOE i PP.[111]
- L'anomenada Operació Catalunya per tallar el creixement de l'actual sobiranisme català.

##### Folklorització
Un recurs del nacionalisme espanyol és donar la mateixa importància a manifestacions folklòriques com poden ser les tradicions, músiques, danses i vestits regionals, i a la cultura, història i literatura de les minories nacionals. Aquest recurs fou especialment emprat durant el franquisme. Per aconseguir aquesta fi, primer cal minimitzar la informació que arriba a la societat, p.e. en plans d'estudi, de la cultura de les minories nacionals.

Un exemple pot ser l’ordre de l’any 1939 del Ministerio de Educación Nacional espanyol:
"Es suprimeix l'ensenyament de filologia catalana, la història medieval de Catalunya, la història moderna de Catalunya, la geografia de Catalunya, el dret civil català, la història de les idees religioses a Catalunya, la història de l'art medieval català, l'escultura gòtica a Catalunya, etc."
reblada amb desinformacions com la proclamació que els idiomes peninsulars no castellans són dialectes, p.e. al Catecismo patriótico Español, del bisbe Albino González Menéndez-Reigada, del 1939 (on, a més es fa secessionisme lingüístic), i amb elements propagandístics d'unitat, com ara l'organització Coros y Danzas de España, també del 1939.
Aquesta manera de pensar no és només durant la dictadura franquista, atès que en democràcia també persisteix, si bé amb altres formes i incidència.

###### "Adoctrinament"
Un cop s'aconsegueix la folklorització, per exemple de la llengua catalana, els intents de recuperar-ne la normalitat són qualificats per l'espanyolisme com a adoctrinament ideològic, i sovint s'acompanyen amb més informacions falses o esbiaixades de gran impacte mediàtic.

##### Violència
Al marge dels episodis històrics protagonitzats per les dictadures nacionalistes de Primo de Rivera i Franco, també cal esmentar la violència exercida per diversos col·lectius amb el pretext de defensar la nació espanyola. Atenent només al segle xx, es pot esmentar com exemple l'atac a la revista satírica Cu-Cut i altres publicacions catalanes, seguit, poc temps després per l'aprovació de la Llei de Jurisdiccions.
Aquest tipus de nacionalisme va continuar molt present durant la dictadura de Miguel Primo de Rivera, i també a la Segona República Espanyola amb l'actuació dels grups d'extrema dreta espanyola especialment contra els nacionalistes catalans. En paraules de José Antonio Primo de Rivera, calia lluitar al carrer amb punys i pistoles.

El nacionalisme espanyol també té una influència cabdal en l'aixecament que va iniciar la Guerra Civil Espanyola, i en la brutal repressió posterior contra els acusats de trencar la unitat d'Espanya. Es pot esmentar les paraules d'en Franco al respecte, recollides pel El Diario Palentino, el 23 d’octubre de 1936, a l'article «España, una»:
El gloriós Cap del Govern de l'Estat espanyol, General Franco, ha fet per a un diari italià unes declaracions relacionades amb la propera entrada de l'Exèrcit a la capital de la República. "Immediatament després de l'entrada a Madrid -ha declarat- les nostres tropes emprendran la conquesta de Catalunya, que haurà de ser definitivament incorporada a la resta d'Espanya d'una manera efectiva..."...Els que sempre hem sentit la veu clara i acusada de la nostra consciència d'espanyols, contemplàvem amb dolor i indignació incontinguda els criminals maneigs per desmembrar la Pàtria. Hi són... les nostres vibrants campanyes contra el separatisme català que ens van valer persecucions i processos...En aquesta carrera cap a l'abisme s'ha arribat molt lluny. Encara avui Catalunya i una part de Bascònia viuen el seu somni separatista... Afortunadament va esclatar a temps el salvador moviment nacional per corregir aquest i altres perills de gravetat extrema... Salvarem la Pàtria que s'enfonsava al mar de la dissociació i de la degeneració racial...»
Amb l'arribada de la democràcia, sorgeixen grups que ataquen l'entorn nacionalista perifèric, com el Batalló Basc Espanyol o Guerrillers de Crist Rei. El terrorisme d'estat també es va practicar amb la creació del GAL. Referit al País Basc, hi ha, a més, un gran nombre de suposats casos de tortura a persones vinculades a l'esquerra nacionalista basca. I també hi ha casos referits a altres minories nacionals, com ara l'Operació Garzón.
El cas més recent de violència estatal fou la repressió policial de ciutadans pacífics durant la jornada de l'1-O.

##### Discriminació econòmica
Més enllà de la solidaritat interterritorial, la discriminació econòmica i en infraestructures entre territoris és una acció habitual de l'espanyolisme, tant vers territoris que no considera assimilats, com com a eina d'enriquiment de les elits que menen l'Estat.

##### Nacionalisme banal
Els mitjans de comunicació, i actualment les xarxes socials, són un vehicle de difusió de masses del nacionalisme banal espanyol acompanyant una xenofòbia, subtil o explícita, vers les minories nacionals. Sovint el missatge sorgeix de mitjans de comunicació o de grupúsculs ultranacionalistes per després incorporar-se de forma més clara o discreta al discurs dels partits espanyols, i d'aquí al seu gruix de votants. La incorporació de diferent grau de catalanofòbia al nacionalisme banal de grans capes de la societat espanyola es sublima en crits d'atac com el "a por ellos, oé" per part de la població però també de les forces de l'ordre espanyoles, durant la violenta repressió policial de 1-O del 2017.
Dins del nacionalisme banal hi ha tot un ventall de referències insultants als catalans emprades en castellà, com ara "catalufos", "catalinos", "catalardos" o "polacos", entre d'altres.

### Reivindicacions històriques i actuals
Dins del variat moviment que defensa aquest concepte d'Espanya hi ha diverses reivindicacions històriques compartides per la majoria. Destaca:
- Incorporació de Gibraltar a Espanya: destaca el dret històric d'absorbir aquest territori malgrat la voluntat contrària de la població local, expressat en referèndum.

- Dret a la immersió lingüística en castellà a tot el territori: que es considera un dret irrenunciable i vertebrador d'Espanya.

#### Irredemptisme
El nacionalisme espanyol no s'autoqualifica com a irredemptista, atès que l'única reivindicació territorial identificada com a “nacional” ha estat Gibraltar (des del segle xviii). La resta de les reivindicacions territorials han estat històricament les colonials o imperials (durant el segle XIX contra la independència de les colònies americanes i al segle XX sobre el Magrib, que es conserva al segle XXI sobre Ceuta i Melilla).
Ara bé, tenint en compte que la mitificació de l'origen de les nacions, com ara les peninsulars, és un fet comú, la mitificació de la Reconquesta (terme aparegut per primer cop a la Historia General de España del Modesto Lafuente, del s. XIX, en plena consolidació del nacionalisme espanyol) també origina una reclamació d'una primigènia Espanya. És un territori concebut com a unificat i uniforme culturalment, que coincideix amb la Península ibèrica, i/o amb l'estat nació espanyol modern. Això és un presentisme polític, que amb connotacions irredemptistes, dona lloc a reiterades accions i discursos d'assimilació cultural d'altres nacionalitats, com si d'una primigènia Espanya protocastellana s'haguessin despenjat modernament altres nacions.

Al llarg del temps, el xoc entre el relat de l'estat nació espanyol i la realitat causa estupor i indignació en prohoms, periodistes, polítics i militars espanyols, en trobar-se, per exemple a Catalunya, una vida normalitzada en català. Un de molts exemples pot ser una crònica periodística al diari ABC, del gener del 1924:
Más de una vez hemos oído decir que en el Colegio de Abogados de Barcelona, desoyéndose indebidamente la protesta de muchos colegiales y no disimulada jactancia por parte de los elementos lligueros, se usa para los actos de vida interna el catalán. La verdad es que no lo habíamos creído... Pero una vez más llega hasta nosotros la referencia, y esta vez documentada. En efecto, los recibos...
D'aquests xocs amb la realitat, de forma regular van naixent discursos ultranacionalistes, com ara el llibre El Peligro nacional. Estudios e impresiones sobre el catalanismo, del José Martos O'Neale i Julio Amado, del 1901, on es proposaven diferents lleis repressives per a retornar Catalunya a la "normalitat": d'excepció, desterrament, prohibició absoluta del «dialecto catalán» a l'espai públic, «incompatibilidad de los catalanes para ejercer cargos oficiales al servicio del Estado en Cataluña», substitució de tot el clergat local per eclesiàstics «de otras provincias españolas», supressió de l'aranzel proteccionista per castigar la burgesia fabril, etc.. Un altre exemple es pot trobar a la revista Ejercito y Armada, on el 1906 s'afirmava: «Hay que castellanizar a Cataluña... Hay que pensar en español, hablar en español y conducirse como español, y esto de grado o por fuerza».

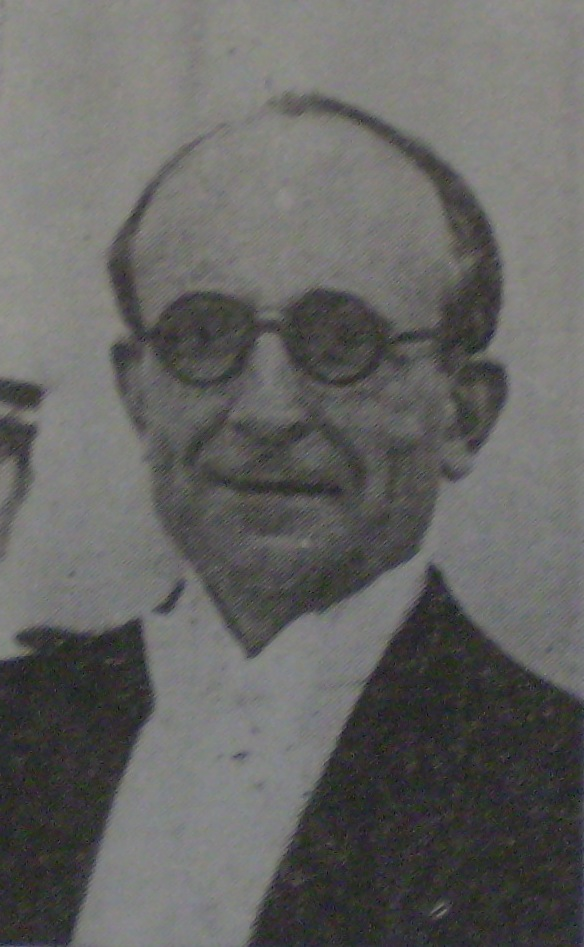
Salvador de Madariaga

També hi ha qui opta per falsejar la realitat, com en Salvador de Madariaga, l’any 1931, en el llibre España. Ensayo de historia contemporánea, on descriu que el català és poc més que una llengua morta:
El lenguaje catalán, único rasgo específico de la región, muere como lengua de cultura a principios del siglo XVI. Cataluña defiende sus libertades contra el rey... Pero su cultura es entonces castellana, como su lenguaje
I en aquest mateix llibre, en Madariaga expresa un irredemptisme peninsular vers Portugal.

L'irredemptisme també apareix, el mateix any trenta-u, al programa de les JONS (Juntas de Ofensiva Nacional-Sindicalista):
...todo cuanto contribuya a despertar nacionalidades artificiosas e imposibles será considerado por nosotros como un delito de alta traición. Nos batiremos contra las tentativas de los separatismos y juramos que antes de conseguir éstos desmenuzar la unidad de España habrá sangre de sacrificio, la nuestra, porque interceptaremos su camino con nuestro pecho de españoles...

##### La destrucció de l'herència andalusí
Així com el nacionalisme espanyol accepta l'herència ibera, romana i visigoda, n'expulsa i esborra l'herència andalusí, en considerar-la culturalment i religiosament aliena, tot i la brillantor i potència de caràcter continental que arribà a tindre.

Tot i pertànyer a un període especialment virulent com la dictadura franquista, es pot esmentar a l'Antonio Tovar, al seu llibre El Imperio de España:
Els visigots són -mirant des d'aquesta consideració bàsica- un episodi de certa importància, més que per la valuosa sang nòrdica que porten, per la ràpida assimilació d'aquesta sang... El regne visigot va ser més que un episodi, per la facilitat amb que es va convertir als postulats bàsics de la nostra història... A la llum d'aquestes consideracions es veurà que els àrabs i els jueus no són més que un episodi desviat, dels quals hem anomenat aberrants... No és només que ens sigui estranya la raça semita... ens en trobem llunyaníssims, com si les espases de la reconquesta l'haguessin arrencat d'arrel.
Dins el nacionalisme espanyol, és normal el presentisme respecte a la presència musulmana a la Península ibèrica, i àdhuc hi ha qui ha reclamat que els musulmans haurien de demanar perdó per haver estat a Espanya, com ara l'expresident Aznar: "Quina és la raó per la qual Occident sempre ha de demanar perdó i ells mai? Ells ocuparen Espanya durant vuit segles!"

##### Sefardites i antisemitisme
Als segles xix i xx hi ha un tractament ambivalent dels sefardites. Per un costat hi ha la identificació com antics espanyols d'un passat mitificat, però per l'altre pertanyen a l'ètnia jueva, racialment refusada a occident, i amb una càrrega ancestral de puresa de sang a Espanya. Així, des de mitjans del segle XIX, els sefardites van ser considerats una barreja cultural-històrica de jueus i espanyols. La identitat mixta dels sefardites causà que una part del nacionalisme esdevingués filosefardí, però, alhora, els sefardites mai van ser acceptats com a ciutadans de ple dret a l'Espanya Moderna. De fet, el discurs antisemita durant el primer terç del segle XX anà pujat de to fins a nivells comparables als del nazisme, assenyalant la població jueva espanyola i bastint un cens de jueus. L'actitud canvià quan l'Eix començà a perdre la Segona Guerra Mundial, en que es reconduí i reescrigué per mostrar un franquisme amic dels jueus. Tot i això, molt després d'aquell moment el nacionalcatolicisme encara insistia en la Conspiració judeo-maçònica.
Una variant de l'antisemitisme és l'anticatalanisme sota l'acusació de ser els catalans d'ètnia jueva, fins al punt que, durant el primer terç del segle xx, alguns escriptors i periodistes, com el Juan Pujol Martínez, difoneren que part de la població catalana tenia origen en els jueus conversos.

##### Portugal
Evocant el passat remot, però especialment enyorant la unió dinàstica entre els s. XVI i XVII, hi ha hagut diversos intents o projectes d'annexió de Portugal, com ara, al s. XX, el de l'Alfons XIII o el d'en Franco, i molt diferents de la unió lliure propugnada per l'iberisme.
En el primer cas, després de la Conferència d'Algecires, el 1906, la Gran Bretanya volia evitar l'hegemonia alemanya a la Mediterrània, i feu un apropament a Espanya, tot i ser Portugal el seu aliat tradicional. Això fou aprofitat per l'Alfons XIII per fer la proposta d'annexió, i la Gran Bretanya accedí, tant pel nou tauler internacional que es configurava, com per la desconfiança del nou règim portuguès de feia poc, una república. Alhora l'Alfons XIII plantejà l'annexió a l'Alemanya, que l'acceptà per deslliurar-se d'un aliat britànic. L'esclat de la Primera guerra mundial evità l'annexió.

Pel seu costat, sempre perseguit el somni imperial, les primeres peces eren Gibraltar i Portugal, atès que el franquisme considerava que Portugal no devia existir, tal com indicà en Serrano Súñer al ministre d'exteriors alemany Von Ribbentrop:
"Aquesta no pot oblidar la comprensiva actitud de Portugal durant la guerra civil espanyola. No obstant, un no podia evitar adonar-se'n en mirar el mapa d'Europa que geogràficament parlant Portugal no tenia dret a existir; tan sols tenia una justificació moral i política per a la seva independència al fet dels seus 800 anys d'existència"
I en aquest sentit, emmarcat en la negociació per a l'entrada d'Espanya a la Segona guerra mundial, hi ha els plans franquistes d'annexió de Portugal. Tot i que els documents que romanen s'han descrit com un exercici militar, el nivell de detall denota que és un document d'aplicació real.
També hi ha irredemptisme dins el nacionalisme lingüístic vers Portugal d'alguns intel·lectuals, com ara en Salvador de Madariaga, al seu llibre "ESPAÑA Ensayo de historia contemporánea",
l'abandó del castellà pels pobles de la Península és potser el símptoma més greu de la vesania separatista que pateixen tots, començant per Portugal

##### Antigalleguisme
El menyspreu als gallecs, si més no a la literatura, sembla ser una constant durant l'edat moderna (coincidint amb el moment que Galicia passa a dependre de Castella), i que ha continuat fins a temps actuals. Obviant possibles postulats polítics, indica en Miguel Herrero García al seu llibre Ideas de los españoles del siglo XVII, els antecedents socials del menyspreu anti-gallec per part de l'espanyolisme:
El tipus del gallec ha estat un dels tòpics satírics de la literatura espanyola més portats i abusivament portats. Aquesta posició antigallega tenia un fonament en la realitat històrica. La servitud tota de Madrid s'alimentava de Galícia.
Ara bé, atesa la formació de l'estat nació espanyol, l'espanyolisme modern considera a les nacionalitats no castellanes les seves antagonistes. Entre elles, si bé es considera Galícia assimilada políticament, no ho és culturalment, pel que apareix un antigalleguisme polític.
Des del temps de la guerra del francès, l'Església és l'encarregada de l'ensenyament a les escoles i d'aplicar les successives normatives que obligaven a emprar exclusivament el castellà, i per a evitar desviacions, sovint àdhuc s'ha procurat enviar religiosos monolingües castellans a les regions amb altres idiomes autòctons. En el cas de Galícia, això és denunciat l'any 1888 pel poeta Manuel Curros Enríquez a O Divino Sainete, on postula que l'antigalleguisme és l'antiprogresisme de l'Església projectat sobre Galícia, i presenta als religiosos com a enemics seculars de la patria gallega.
Durant el primer terç del s. XX, i especialment durant l'adveniment del feixisme, l'antigalleguisme prengué més força. El feixisme gallec, espanyolista i antigalleguista, serà protagonitzat per personatges com Santiago Montero Díaz, antic comunista i autonomista, que es retirà de l'Assemblea de Municipis pro-estatut Gallec a causa de la reclamació de l'oficialitat de la llengua gallega. En Montero Díaz fundaria el butlletí Unidad, amb sotscapçalera "Una, Grande y Libre", contra l'Estatut d'autonomia, i on col·laboraren diversos antigalleguistes.
Culturalment, al llarg dels segles fins a l'actualitat, la llengua gallega ha sofert nombroses prohibicions i coaccions per a mantenir-la en la ruralitat o extingirla, com està documentat al llibre "O libro negro da lingua galega".

##### Antiasturianisme
Tot i el sentiment de comunitat o ètnia que dona compartir una llengua i cultura, l'asturianisme no ha tingut històricament una traducció política forta. Hi ha una dispersió de petits partits en clau asturianista, com Unión Renovadora Asturiana, Conceyu Nacionalista Astur, el PAS, Ensame Nacionalista Astur, Liga Asturiana, Bloque por Asturies, etc. La manca de força política permet a l'espanyolisme minimitzar/prohibir sense impediments la llengua i cultura asturianes, començant per la cooficialitat, negada en el seu dia pel PSOE i AP.

##### Nacionalisme espanyol i aragonesisme
En el moment de bastir l'estatut d'autonomia aragonès, els partits polítics espanyols (PSOE, AP, IU) i un partit regionalista (PAR) negaren la cooficialitat a la llengua aragonesa, en perill extrem d'extinció, i del català de la Franja, en contra dels criteris d'altres partits aragonesistes. Tot i crear-se una Acadèmia aragonesa de la llengua, i fer-se lleis d'ús i protecció, les llengües diferents al castellà pateixen una situació de desinterès i desprotecció oficial, amb moments de dificultat agreujada segons el color polític del Govern d'Aragó. És el cas en què s'arribà a negar el mateix nom de les llengües, reanomenant-les LAPAPYP (llengua aragonesa pròpia de les àrees pirenaica i prepirenaica, per anomenar l'aragonès) i LAPAO (llengua aragonesa pròpia de l'àrea oriental, per anomenar al català).
Dins els procès iniciat amb els Decrets de Nova Planta, i seguit amb la construcció de l'Estat nació espanyol, a l'Aragó, com al País Valencià, Les Illes Balears, i Catalunya, el nacionalisme espanyol intenta substituir els antics llaços comuns per llaços a l'estat nació espanyol de matriu castellana, com a manera d'esborrar el rastre de l'antiga Corona d'Aragó, anterior a aquell.

##### Anticatalanisme
L'anticatalanisme del nacionalisme espanyol s'entronca amb l'antic anticatalanisme castellà originat després de la Unió d'Armes i la Guerra dels segadors. És un anticatalanisme estimulat pel Comte-duc d'Olivares que marcà l'inici de la catalanofòbia moderna en encarregar al Francisco de Quevedo, que escrivia propaganda per al millor postor, la primera propaganda en aquest sentit.
L'anticatalanisme és una constant del nacionalisme espanyol, amb èpoques de gran repressió, com les dictadures del s. XX, però també sovint recolzat per intel·lectuals, no necessàriament conservadors, per exemple l'Antonio Machado: "De aquellos que dicen ser gallegos, catalanes, vascos, extremeños, castellanos, etcétera, antes que españoles, desconfiad siempre. Suelen ser españoles incompletos, insuficientes, de quienes nada grande puede esperarse"
Tot i ser una constant del nacionalisme espanyol, durant la guerra civil es donen alguns dels episodis més radicals d'anticatalanisme, sovint esperonats per intel·lectuals i propagandístes.
Actualment, de manera més intensa que respecte a Galícia, atès que Catalunya està menys assimilada, a part de missatges polítics, hi ha un flux continuat de propaganda espanyolista anticatalanista des dels mitjans de comunicació afins a la dreta i a l'esquerra espanyola.
En l'actual democràcia, aquest flux té cicles de major intensitat en funció dels períodes electorals i pactes post-electorals. Per exemple, al període 1993-1998, el pacte entre Convergència i Unió i el PSOE dona lloc a una reviscolada de l’anticatalanisme a la premsa espanyola, però a partir del 1996, en pactar Convergència i Unió amb el PP, canvien les tornes i l'anticatalanisme als mitjans afins a la dreta espanyola es modera, mentre s'incrementa als afins a l'esquerra espanyola.
Alhora, en democràcia, s'empra un regionalisme anticatalà com a eina de contenció de les aspiracions d'autogovern i culturals catalanes.
L'anticatalanisme té dues finalitats segons en Josep Palou: crear un estat d’opinió advers a l'existència de la nació catalana, i dificultar la convivència dins del mateix territori català.

###### Propostes públiques de repressió i d'extermini
Tot i que al segle XIX també n'hi ha, com la coneguda proposta d'Espartero de bombardejar Barcelona cada 50 anys, durant el primer terç del segle xx, coincidint amb l'aparició del nacionalisme ètnic, hi ha propostes públiques d'arrasar Catalunya, d'arrasar Barcelona, en condició de capital de Catalunya, i àdhuc d'extermini dels catalans. Entre altres, es pot esmenat, per exemple, la del llibre el Peligro Nacional, del José Martos O'Neale i el Julio Amado Reyngondaud, on es demana exterminar el noranta vuit per cent dels catalans, la del Ramiro de Maeztu, demanant una guerra per acabar amb el problema catalán, la del Ramiro Ledesma Ramos, l'any 1931, a primers de juliol, suggerint la possibilitat d'enviar els exercits africans per convertir Catalunya en terra de colonia, i a darrers de juliol apel·lant a la "decisió suprema de la violència", la del murcià Juan Pujol, Cap de Premsa i Propaganda de la Junta de Defensa Nacional, que a part d'assenyalar una suposada ètnia semítica dels catalans, arribà a afirmar a La Voz de España
"La nostra croada és la salvació. Però aquesta salvació ha arribat tard per a Catalunya. El poble català, llevat d'aquelles excepcions que mereixen rarament el títol d'heroiques, ha arribat a un extrem d'abjecció incomparable amb la nostra orgullosa dignitat nacional. De Catalunya volem la terra; la terra generosa que no va cometre pecat. I la tindrem pel dret suprem de conquesta. Però la terra, la terra res més"
la del Millan Astray, el 12 d'octubre del 1936, a Salamanca, la de Luís Martínez de Galinsoga, a l'article a l'Heraldo de Aragón, "Delenda est Catalonia", la del Queipo de Llano, també de l'any 1936:
Transformarem Madrid en un verger, Bilbao en una gran fàbrica i Barcelona en un solar immens. El problema de Catalunya? Resolució facilíssima: S'exterminen tots els catalans!
o la del José Antonio Giménez-Arnau, l'any 1938, a Saragossa, advertint que polvoritzarien Catalunya.
L'any 1968, en una discussió vers l'activitat cultural en català, l'empresari català J.B Cendrós intentava que el ministre Fraga Iribarne aixequés l'ordre de retirada de circulació de la primera edició de la "Història de Catalunya il·lustrada". En Fraga acabà fent una apologia de les vegades que Espanya a atacat militarment Catalunya i es mostrà disposat a tornar-hi.

Més recentment, l'any 2012, el coronel Francisco Alamán amenaça amb una intervenció militar si els catalans obtinguessin la independència. L'any 2017, l'influent periodista i empresari Luís Cebrián demana l'ús de la força per impedir cap referèndum, i posteriorment, amb motiu de la suspensió de l'autonomia catalana i empresonament de part el govern català amb motiu del referèndum d'autodeterminació, hi ha hagut algunes veus demanant actuar més enllà, com ara la veterana i influent periodista Victoria Prego.
Cal actuar amb força. El 155 és poca cosa. Cal prendre la policia. Avui dia, som tan moderns que no podem aplicar la força. La força cal aplicar-la. Amb duresa.

###### Boicots comercials
Al llarg dels anys, sovint les reclamacions polítiques/econòmiques i les fites d’autogovern, a vegades tergiversades com a revolta secessionista, han rebut com a resposta una crida al boicot comercial contra Catalunya. És el cas de la creació de la Unió Regionalista, la creació de Solidaritat catalana, els fets del Cu-Cut, la Setmana Tràgica (que es publicità com a separatista per a que no s'estengués a altres poblacions espanyoles), creació de la Mancomunitat de Catalunya el 1914, participació de voluntaris catalans a la Primera guerra mundial i reclamació de la doctrina Wilson per a Catalunya, la creació i campanya de la Lliga Regionalista, el 1918, l’autonomia mitjançant l'Estatut de Núria, els Fets d’Octubre, o, més recentment, l’Estatut de Miravet. Més recentment hi ha hagut altres boicots relacionats amb l'expansió del sobiranisme català.

###### Fallides provocades
- El Banc de Catalunya i el Banc de Reus feren fallida després de la sobtada retirada de tots els fons que CAMPSA hi tenia, ordenada per Indalecio Prieto (llavors ministre d'Hisenda del govern provisional republicà),[274][275] el 5 de juliol, quinze dies després de la redacció de l’Estatut de Núria, que proclamava Catalunya com un Estat dins de la República espanyola.[276] El pànic dels clients i la manca de suport del Banc d'Espanya causà la suspensió de pagaments,[277][278][279] tot i que el Banc de Reus mantingué una situació de supervivència fins al 1934, quan signa un acord amb el Banc Hispano Colonial, amb el qual es considera el banc reusenc en estat de liquidació, fins al 1942, quan es fa efectiva la liquidació definitiva.[280] El Banc d'Espanya no va voler proporcionar una ajuda que hauria permès salvar els bancs,[279] i  la Generalitat republicana tampoc va semblar mostrar interès a salvar el Banc de Catalunya, per la vinculació amb la dictadura anterior.[281] Les fortes pèrdues recaigueren sobre els dipositants i els accionistes.[279]
- L'arribada totalment inesperada de Jordi Pujol a la Generalitat, el 1980,[282] causà que l'espanyolisme en cerqués la caiguda, atenent que havia sigut directiu de Banca Catalana fins al 1977. Tot i satisfer tots els coeficients que demanava el Banc d’Espanya, també el de caixa,[283] degut a la segona crisi del petroli, a partir del 1979,[284] que aprofundia la del 1973,[285][286][287] Banca Catalana patia desajustos financers. Això feu que es practiquessin algunes operacions il·lícites, amb una caixa paral·lela i societats instrumentals.[288] Els primers atacs a la solvència provingueren de mitjans de comunicació afins al PSOE i AP, assenyalant pactes ocults entre Adolfo Suárez i Jordi Pujol per a solucionar els suposats problemes de Banca Catalana. El 1981, el mateix any del cop d'Estat contra Adolfo Suárez,[289] tot i que Banca Catalana no tenia problemes de caixa, ni havia rebut cap ajut del Banc d’Espanya, una inspecció ordinària fou descrita per alguns mitjans com una confirmació d'aquests. El 1982 l'agència Europa Press informà que una entitat catalana, sense dir-ne el nom, preparava la suspensió de pagaments, originant el pànic. Tot i que el Banc d'Espanya i Televisió Espanyola ho desmentiren, hi hagué una retirada massiva de dipòsits. Abans de la fallida, el Banc d'Espanya passà a ser-ne supervisor, i havent acordat inflar les pèrdues, Banca Catalana passà a ser menada pel Fondo de Garantía de los Depósitos de las Entidades Bancarias (FGDEB), que acabà subhastant l'entitat, adquirida pel Banc de Vizcaya.[283][290] Posteriorment, la fiscalia presentà una querella contra Jordi Pujol i altres ex-càrrecs de Banca Catalana. Tot i que Pujol fou exculpat, i els altres directius impitats foren sobreseïts, hi ha mitjans d'informació que el segueixen acusant d'haver-se enriquit il·lícitament.[291]

###### Revisionisme històric/lingüístic
Sovint la història espanyola descriu una decadència "natural" de la llengua catalana i creixent substitució pel castellà entre els segles XVI a XIX, especialment a les classes cultes, arribant al s. XX com un folklorisme romàntic recuperat per "la burgesia" mitjançant la Renaixença. Aquesta versió és un revisionisme històric, atès que, a més d'altres estudis, una enquesta d'usos lingüístics del 1807, encarregada per Napoleó, indica que excepte als tribunals reials el castellà és absent de la vida quotidiana. De fet, no és fins a la dictadura franquista i la repressió cultural que la societat es torna bilingüe.

###### Espanyolitzar als alumnes catalans

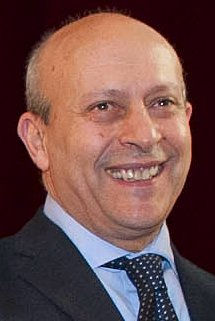
José Ignacio Wert, ministre d'educació pel PP, 2011-2015

Una altra de les conseqüències del xoc entre el relat de l'estat nació espanyol i la realitat són les reiterades accions contra l'escola en català al llarg del temps (vegeu Cronologia de la repressió del català).
En els darrers anys es pot destacar la llei estatal d'educació LOMCE (o Llei Wert), amb la intenció, segons el seu ponent, José Ignacio Wert, d'«espanyolitzar els alumnes catalans». Aquesta llei promoguda pel PP ha sigut substituïda per la LOMLOE (o Llei Celaá) del PSOE, que no reverteix la intromissió de l'Estat en el que era una competència exclusiva de la Generalitat, ans la manté.

##### Espanyolisme i nacionalisme canari
Si bé hi ha organitzacions i reclamacions regionalistes canàries anteriors, és el 1924, fundat a l’Habana el 30 de gener, quan apareix el Partido Nacionalista Canario, declaradament nacionalista, i amb la independència com a punt programàtic.
Uns anys després, les reunions interprovincials canàries per definir un estatut d’autonomia, foren avortades pel Cop d’estat feixista, que promogué una depuració general, inclosos els centres universitaris com el de La Laguna.
Durant els seixanta hi hagué un rosari d'independències tant a l'Àfrica com a Àsia, així com de revolucions a l'anomenat Tercer Món, que definien un marc de descolonització formal. En aquest context aparegueren dues organitzacions noves, Canarias Libre, sota la direcció d’en Fernando Sagaseta, i Movimiento Autonomista Canario, sota la direcció de l'Antonio Cubillo.

Aquest nacionalisme canari patí per un costat una forta repressió del règim franquista, i per l’altre el refús del Partit comunista espanyol. Canarias Libre fou desarticulada per la policia l'abril del 1962, i en Sagaseta i altres foren condemnats a presó. Pel que feia al MPAIAC (partit descendent del Moviment Autonomista Canario), en Cubillo també passà per presó i posteriorment s'exilià. A París es trobà amb Santiago Carrillo, que segons en Cubillo li digué que "alló de la independència era petit-burgés i insistia que Canàries era part de l'Estat espanyol". Instal·lat en Cubillo a Algèria, i esdevenint africanista, el MPAIAC encetà una campanya d'internacionalització del conflicte que causà problemes a la diplomàcia espanyola, tant amb l'OUA com amb l'ONU, on l'ambaixador Manuel Aznar intentà desactivar la reclamació internacional:
Hem dit i mantenim que no existeix als territoris sota la nostra jurisdicció cap assumpte, cap problema, a banda dels de la justícia i l'honor, que no es puguin resoldre per negociacions bilaterals amb els països que estimen tenir dret a una reclamació.
El 1976, després de la mort de Bartolomé García Lorenzo a mans de la policia espanyola, el MPAIAC creà les Fuerzas Armadas Guanches i emprengué la lluita armada. Alhora, el 1977, a la primera conferència del Partit de la Revolució canària, d’ascendència comunista, feu una severa crítica al MPAIAC. I arribada la Transició els principals partits i sindicats d’obediència espanyola i algunes organitzacions locals, deixant-ne fora al nacionalisme independentista, feren un pacte polític per aconseguir l’autonomia.
L'abril de 1978 en Cubillo serà víctima d'un intent d'assassinat a ganivetades per part de les forces policials espanyoles, que li deixaria seqüeles, i és ministre de la Governació, Rodolfo Martín Villa.
Actualment el nacionalisme canari té nombroses faccions i és minoritari a les illes, però tot i això és vigilat/reprimit, com ara el cas de la detenció de l'independentista Roberto Mesa pel fet d'escriure al seu Facebook "els borbons als taurons".

##### Conflicte basc

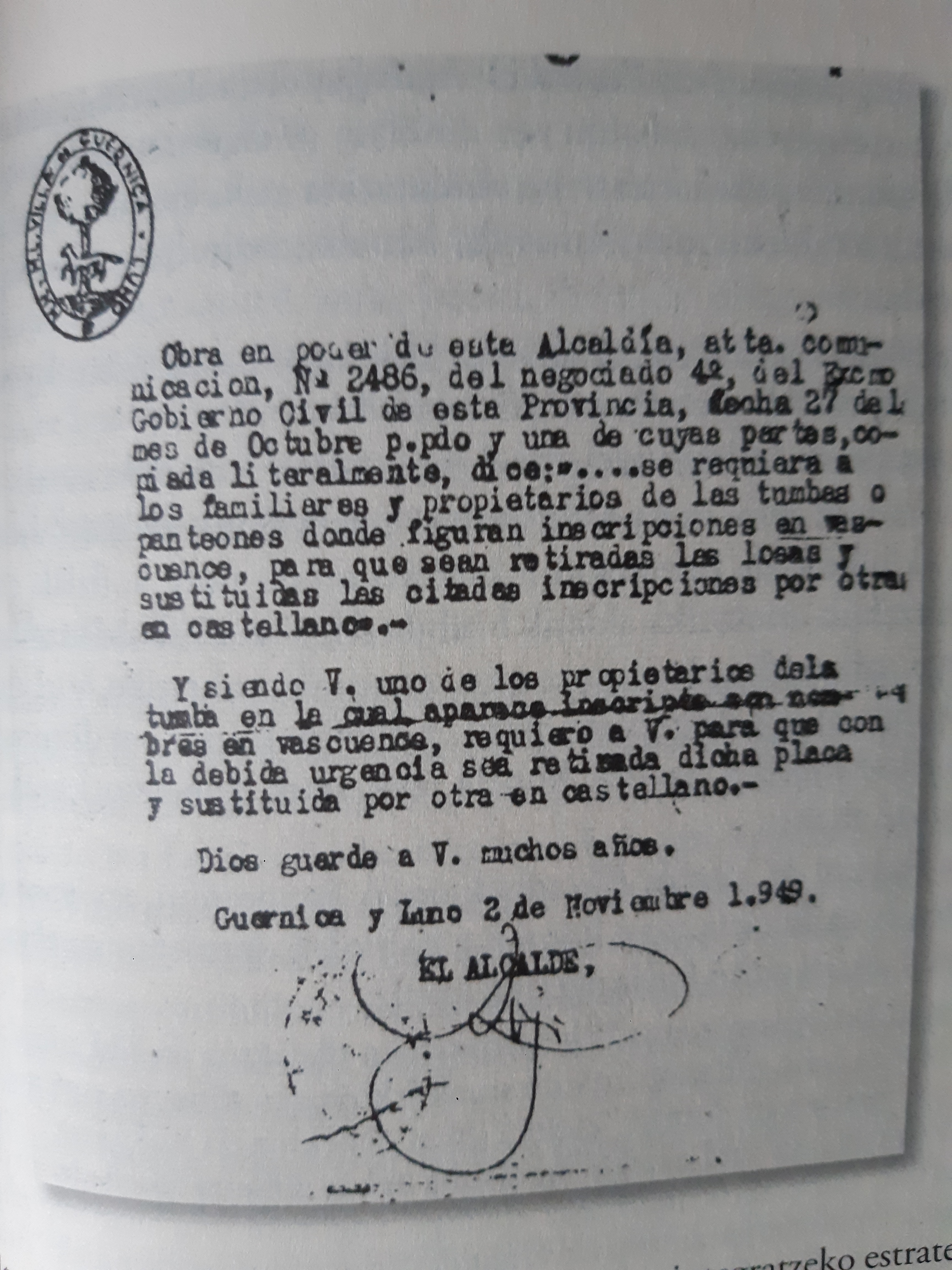
Ordre de retirar immediatament frases i noms escrits en basc a les tombes de Gernika i posar-los en castellà (1949)

El conflicte basc té antecedents al s. XIX, quan les reformes liberals que s'estaven duent a terme a França i Espanya, i les constitucions dels nous estats nació, xocaven amb les institucions legals i constitucionals del País Basc. Posteriorment, es pot destacar que el franquisme prohibí la llengua basca, la cultura basca i els símbols bascos en tots els àmbits públics, es suprimí el Govern basc de 1936 i les prerrogatives administratives de les províncies basques (principalment a Biscaia i Guipúscoa per ser províncies traïdores; Navarra i Àlaba en menor mesura), i milers de ciutadans bascos van ser assassinats, torturats i empresonats.
A mitjans del segle XX s'inicià una altra fase del conflicte, amb el Moviment d'Alliberament Nacional del País Basc d'una banda, i els governs espanyol i francès de l'altra. El fet de esdevindre un conflicte armat creà una tensió que afectà tota la societat tant basca com del conjunt d'Espanya.
L'existència d'un conflicte entre nacionalismes és un tema controvertit a Espanya. Els governs espanyols, la majoria dels mitjans espanyols, i els unionistes bascos, diuen que aquest conflicte no ha tingut mai una vessant nacional. Tot i les diferents negociacions polítiques secretes, una part de l'EAJ i el PSOE, la dreta i l'extrema dreta ho considera només una qüestió d'ordre públic, i atribueixen responsabilitat de tots o la majoria dels problemes a ETA. I alguns historiadors espanyols, com ara el Raúl Romo, responsable del Museu de la Memòria de les Víctimes del Terrorisme, asseguren que el concepte de "conflicte basc" és un mite inventat per ETA i ENAM. Per l'altre costat, les fonts properes a l'Esquerra Nacionalista situen l'origen en l'Estat espanyol, destacant el caràcter polític del conflicte. Alhora, la mirada estrangera indica l'existència d'un conflicte nacional.
De la mateixa manera, els mitjans espanyols i unionistes asseguren que els cossos policials (gairebé) no van torturar. En conseqüència, com han explicat alguns investigadors, per a alguns mitjans i polítics espanyols no hi ha hagut cap "conflicte del País Basc", i alhora aquests mitjans i polítics l'han convertit en un tabú que no es pot esmentar. D'altra banda, en opinió d'altres, s'ha qualificat com "el conflicte més llarg d'Europa occidental de la història moderna".
Per mesurar el conflicte basc és habitual donar el nombre de morts. Les estimacions varien i no hi ha consens sobre el nombre de morts. Pel que fa a ETA, l'ONG Argitez ha bastit una cronologia de les víctimes així com altres violacions dels drets humans. S'ha estimat 829 morts per ETA i grups armats nacionalistes bascos des del 1968, quan ETA va començar a cometre assassinats. Són també les xifres acceptades pel govern espanyol. Tanmateix, els diaris espanyols i, en particular, les associacions de víctimes d'ETA en compten més
En el cas del nombre de persones assassinades pel terrorisme d'estat, forces de seguretat, o grups paramilitars, les interpretacions són encara més variables. El reconeixement per les fonts oficials espanyoles ha sigut escàs. Les estimacions de la Fundació Euskal Memoria ha calculat 500 morts, dels quals el 49,2% no eren membres de cap grup o associació política o armada. De totes aquestes morts, gairebé la meitat (46,2%) van ser provocades per les forces de seguretat de l'estat espanyol, i el 16,8% van ser atribuïts a BVE, GAL o altres grups armats.

#### Contradicció del relat de l'estat nació espanyol

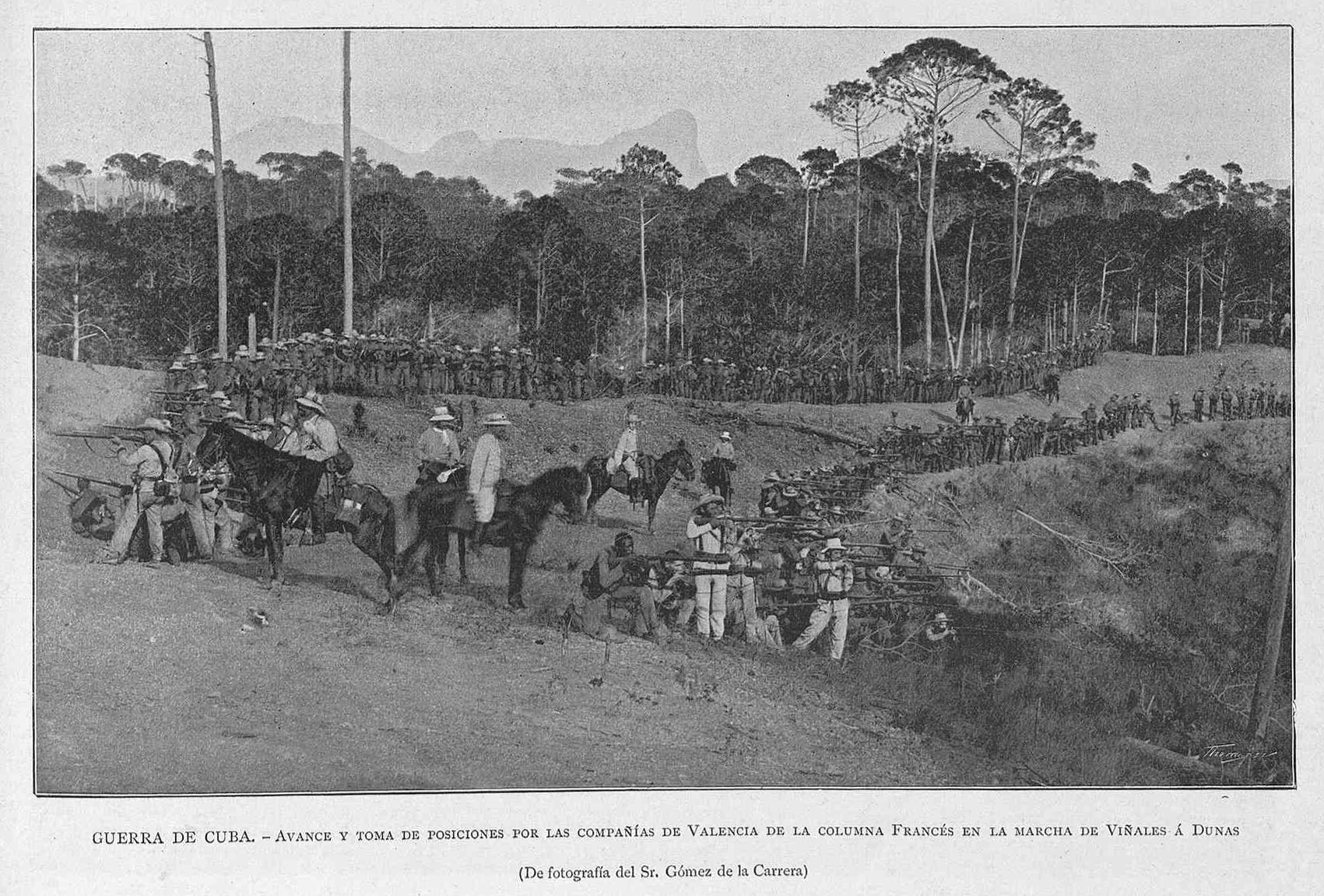

El relat de l'estat nació espanyol, unitari, es trenca quan es tracta de forma diferenciada parts de l'estat que coincideixen amb minories nacionals. Havent altres exemples, els més explícits es donen en situacions de crisi. Per exemple la diferència recaptatòria entre Catalunya i la resta de l'Estat, per sufragar la crisi colonial del 1898 (i que originaria el tancament de caixes).

Un altre exemple és, com acabada la guerra civil, es promogué la deslocalització d'empreses catalanes, com indica Josep Maria Marcet i Coll, que lluità al Front d'Aragó al bàndol franquista, i posteriorment fou alcalde de Sabadell i procurador a les Corts:
...La pressió fiscal a Catalunya és molt més severa, en molt, que en el Centre i en altres províncies, constituint gran avantatge tenir en ell o en elles el domicili social; això motiva que importants empreses de Catalunya hagin de fixar oficialment la seva seu a Madrid...

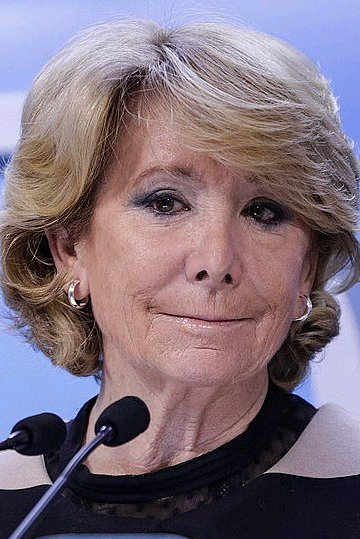
Esperanza Aguirre

De forma més moderna, el drenatge fiscal dels territoris de parla catalana és quelcom estudiat per nombrosos organismes públics i privats, des de Cambres de comerç a bancs, passant per la Generalitat. Això s'afegeix al dèficit inversor en infraestructures, i accions polítiques de deslocalització empresarial d'empreses catalanes, accelerat durant el procés sobiranista. És indicatiu l'actitud d'importants polítics espanyols, com ara l'Esperanza Aguirre durant les opes sobre Endesa (una empresa originàriament catalana que es deslocalitzà durant la presidència de José Maria Aznar), rebutjant públicament que una empresa llavors catalana Gas natural adquirís Endesa, i preferint que ho fes una empresa alemanya.

## La construcció nacional
Unificat l'Estat jurídicament, després dels Decrets de Nova planta, el següent pas en la construcció de l'estat nació és la construcció nacional. Per exemple, el 1835, a les Cortes del Estatuto Real, ho indicà el polític i ministre Antonio Alcalà Galiano:
un dels objectius principals que nosaltres ens hem de proposar és fer de la nació espanyola una nació, que no ho és ni ho ha sigut fins ara.
Així, el segle xix, per a imposar la matriu nacional castellana, l'Estat no té més remei que enfrontar-se a les altres nacions presents a Espanya, assimilant-les o eliminant-les. Atés que el nucli de les nacions pivota en quatre eixos: La història, la cultura, la llengua i l'autogovern i autonomia financera, són els que el nacionalisme espanyol ataca a partir d'aquest moment.

#### La construcció de la "història nacional"

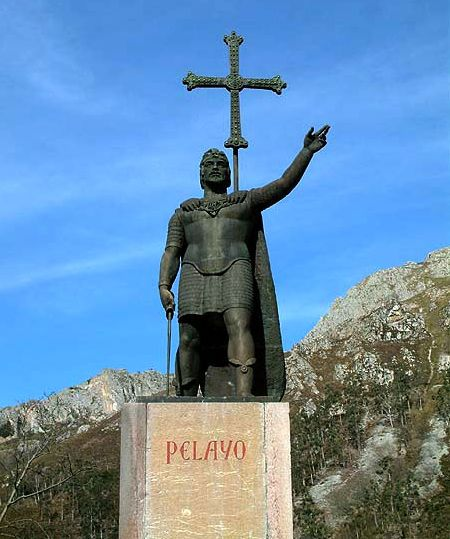
Monument a Pelai d'Astúries, realitzat l'any 1965 i instal·lat al Santuari de Covadonga

La unificació dels regnes sota l'Imperi Espanyol comportà la construcció de les cròniques des d'una perspectiva hispànica, en la qual va tenir un paper decisiu l'aparició de la monumental Història d'Espanya del pare Mariana. Posteriorment, la professió d'historiador es va institucionalitzar, amb les figures de Cronista Major, Cronista de les Índies i a partir del segle xviii, la Reial Acadèmia de la Història.
Però va ser al s. XIX quan seguint les tendències dels estats liberals europeus, la producció de la historiografia espanyola es dugué a terme d'una perspectiva nacionalista de matriu castellana, construint-se a partir de segments, esdeveniments, dades, cites o textos que potencialment tinguessin un caràcter nacional, eliminant-ne els elements inquietants o incòmodes per al necessari encaix del desenvolupament històric d'Espanya com a element unitari. Per a això s'empra materials antics, com ara textos visigòtics i del corpus de cròniques medievals, particularment complets als regnes d'Astúries, Lleó i Castella, sense que falten materials dels regnes orientals de la Península.
S'intentà, doncs, teixir els fets succeïts a la península per corroborar una genealogia d'Espanya com a nació, amb un poble dotat, des de l'antiguitat més remota, d'una trajectòria vital comuna. La història s'havia convertit així en el mitjà per construir la narrativa natural d'Espanya com a nació -castellana-. Les memòries alternatives, mites i llegendes dels nacionalismes perifèrics, van ser en gran part ignorats o fagocitats. Per aquest objectiu, en les dècades centrals del segle xix romàntic els historiadors van fer realitat la visió compacta d'un poble espanyol dotat d'ingredients perennes. Aquesta llista d' herois de la Pàtria, encarnacions del caràcter nacional espanyol o geni de la raça arribaria tant a Recared I i Guzmán El Bueno, com a Roger de Llúria, Rodrigo Díaz de Vivar, Guifré el Pilós, Ferran III de Castella, Jaume el Conqueridor, Hernán Cortés, Juan Sebastián Elcano, Daoíz i Velarde o l'Agustina d'Aragó. Si engrandian la història, àdhuc encaixava en aquesta llista tant els emperadors hispanoromans, com Trajà o Hadrian, com el rebel lusità Viriat.
Un paper nacionalitzador important va ser la inclusió de la història en els currículums, tant a nivell d'educació primària com de secundària, segons la Llei Moyano. Els corrents liberals (hegemònics a mitjan segle XIX: Modesto Lafuente, Juan Valera o reaccionaris (Marcelino Menendez Pelayo, que s'imposa des de finals del segle XIX) no tingueren diferències pel que fa a la seva inqüestionable identificació d'Espanya com a nació.

Durant el franquisme, la construcció de la historia nacional arribà al paroxisme, incloent, per exemple als llibres de batxillerat, destacats feixistes com el José Antonio Primo de Rivera o en Franco dins el llistat de grans figures històriques. La nacionalització de la història va des dels llibres de text a la literatura, de manera que, especialment pels infants, es fa impossible escapar a la versió del nacionalcatolicisme.
Hem tingut la fortuna de néixer a Espanya. Sota el seu rient cel es va gronxar el nostre bressol; en llengua espanyola ens va arrufar la nostra mare, i vam enlairar a Déu les primeres que van brotar dels nostres llavis infantils; per la glòria del sòl beneït en què hem nascut, per la independència de la Pàtria, van ser els nostres avis i els nostres pares la sorpresa del món, lluitant heroicament segles i segles a la terra i als mars, de Nord a Sud, i d'Orient a Occident (del text Patria, de Martín Chico).
La castellanització de figures d'un passat remot, fins i tot mític, no es va limitar al segle xix, al s. XX, en plena transició, i amb una metodologia molt personal i divergent, Fernando Sánchez Dragó va guanyar el Premi Nacional d'Assaig per Gárgoris y Habidis. Una història màgica d'Espanya (1978, premiat el 1979).

##### Mites i estereotips
Com altres moviments nacionalistes, el nacionalisme espanyol es basa en un cert nombre de mites fundacionals, derivats d'una lectura revisionista de la història. Es poden esmenar els següents:
- Numància, antiga ciutat prop de l'actual Sòria, que va resistir la conquesta romana durant vint anys, entre el 153 i el 133 A.C.[339][340]
- El setge de Sagunt, origen de la Segona guerra punica, al voltant del 220 A.C.[340]
- El regne visigot de Toledo com a primer regne espanyol,[340] sempre en associació amb el cristianisme.[56]
- El «pèrdua d'Espanya, resistència cristiana a Al-Andalus, amb personatges com Don Pelayo, El Cid[339][340]
- La Reconquesta contra «invasor» musulmà[339][340] (un mite del s. XIX que serà emprat profusament pel feixisme, durant la dictadura franquista, i els militars "africans", inclòs el mateix Franco, durant els conflictes al nord d'Àfrica)[341]
- La monarquia dels reis catòlics[339]
- La reivindicació del catolicisme, de la Inquisició (impulsat especialment pel Menéndez Pelayo), de la Unitat Catòlica d'Espanya[339][340][342]
- El "casticisme" (defensat per gent com Miguel de Unamuno)[340] i la Limpieza de sangre (puresa de sang)[339]
- La "missió" imperial d'Espanya[339]
- Establiment de la llengua comuna de la "nació espanyola" amb l'aparició del castellà a les Gloses Emilianenses.[85]
- El castellà com a llengua espanyola i "llengua de l'imperi"[339]

Entre altres, en Ramon Menéndez Pidal cercaria el volkgeist o esperit popular de l'espanyolitat, i l'identificaria amb la tradició i l'ortodòxia catòlica. Com altres historiadors espanyols, argumentava que "ni la desaparició del Regne Visigot, ni la dispersió dels segles següents", no "aniquilava la idea i el sentiment de la unitat nacional dels 'espanyols". La Reconquesta es va convertir en un dels principals mites fundacionals promoguts pel nacionalisme espanyol.
Un altre mite fundacional reivindicat pel nacionalisme liberal, però també per una part del nacionalisme conservador, encara que amb menys insistència, és el de la "guerra d'independència espanyola" (batejat així a posteriori), entre 1808 i 1814, i en particular l'aixecament del Dos de Mayo. Hi ha consens en la historiografia per considerar-ho el naixement del nacionalisme modern a Espanya, en particular per la implicació de la gent. Aquest conflicte, és només un episodi d'un conflicte més gran, el de les guerres napoleòniques, que van oposar França i el Regne Unit a Europa, però és rellegit pel nacionalisme espanyol com un acte de resistència de la nació i del poble espanyol contra l'invasor Francès. De fet, però, no va ser una invasió: excepte Catalunya, Napoleó no pretenia "annexionar" Espanya a França, sinó substituir el monarca al tron per un altre (el seu germà Josep Bonaparte) que li fos favorable. És per tant un conflicte semblant en aquest punt a la de la guerra de successió de principis del segle XVIII. A més, a nivell intern, el conflicte revela una desunió vers els afrancesats, i, per tant, es pot veure com una guerra civil, prou diferent de la suposada unanimitat “nacional” de les Corts de Cadis.
Després de la pèrdua de les darreres colònies, al tombant del segle xx, apareix un moviment "regeneracionista", com una reacció i un intent de contrarestar una representació extremadament negativa d'Espanya, de la història "nacional", percebuda com una "perpètua". decadència”, i dels tòpics antiespanyols, l'encarnació més famosa dels quals és la Llegenda Negra.

#### La cultura i llengua
El principal cavall de batalla, encara viu avui en dia, és la folklorització, prèvia a l'eliminació, de les llengües no castellanes. Accions repressives de caràcter personal a part, a llarg de la història hi ha un llarg reguitzell d'accions legals que imposen el castellà en detriment d'altres llengües de l'Estat. Això va acompanyat d'un relat històric a mida, que enalteix la cultura castellana i folkloritza altres cultures de l'Estat.
També hi ha nombrosos exemples d'escriptors catalans a qui els seus contemporanis castellans comminen a escriure en castellà, des del Narcís Oller, lloat per l'Emile Zola, però criticat pel Benito Pérez Galdós («es tontísimo que V. escriba en catalán»), o en Joan Maragall de qui el Miguel de Unamuno no entenia "la dèria" per escriure en català.

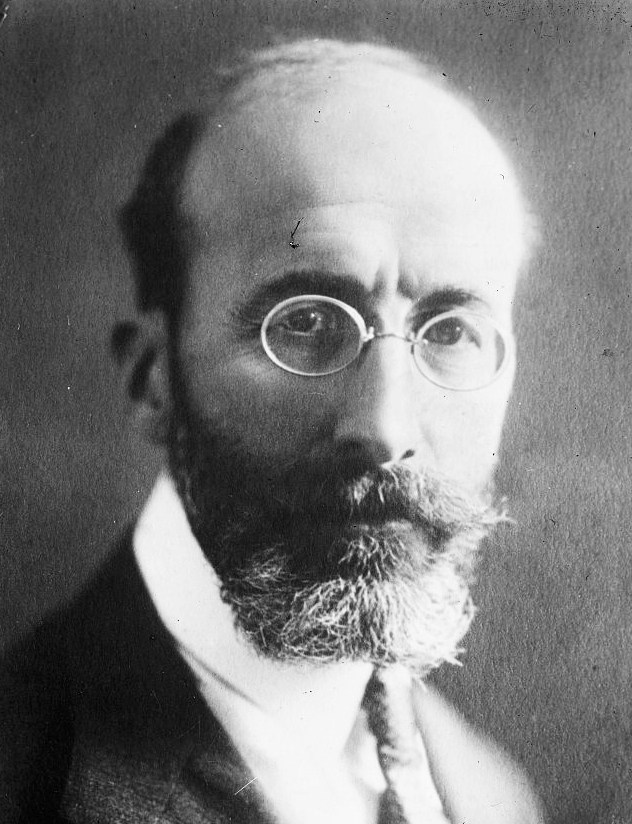
Ramón Menéndez Pidal

Altrament, la història oficial espanyola descriu una decadència "natural" de la llengua catalana i creixent substitució pel castellà entre els segles XVI a XIX, especialment a les classes cultes. És un discurs actual, però que ja es podia trobar, per exemple, a l'article titulat «Cataluña bilingüe», del Ramón Menéndez Pidal, on defensa el decret Romanones contra la llengua catalana, publicat a El Imparcial, el 15 de desembre de 1902:
«… allí veuran que les Corts de la Confederació catalanoaragonesa mai van tenir per llengua oficial el català; que els reis d'Aragó, fins i tot els de dinastia catalana, empraven el català només a Catalunya, i usaven l'espanyol no només en les Corts d'Aragó, sinó que les relacions exteriors, el mateix amb Castella o Navarra, que amb els reis infidels de Granada, d'Àfrica o d'Àsia, perquè fins i tot en els dies de més importància de Catalunya l'espanyol s'imposava com a llengua del regne aragonès i el català es reservava per als assumptes peculiars del comtat català...»
Aquesta història amb biaix xoca amb la realitat descrita per una enquesta d'usos lingüístics del 1807, encarregada per Napoleó, que indica que excepte als tribunals reials el castellà és absent de la vida quotidiana. S'indica que el català “se enseña en las escolas, se imprimeix y se parla, no sols ente lo baix poble, si que també entre las personas de primera calitat, així en tertulias, com en visitas y congressos”, indicant que es parla a tot arreu “a excepcio dels tribunals reals". També indica que el català es parla a més “en lo Regno de Valencia, en las islas de Mallorca, Menorca, Ibissa, Sardeña, Corcega y molta part de Sicilia, en la Vall d’Aran i Cerdaña”.
El procés nacionalitzador s'accelerà el s. XIX. Per un costat apareix el nacionalisme espanyol, el moviment social, polític i ideològic que intenta conformar una identitat nacional espanyola basat en una matriu castellana, en enfrontament a altres nacions històriques de l'Estat. Com ja s'ha dit abans, per un altre costat, va ser molt important la influència de les Corts de Càdis, en que es dibuixà una Espanya radial a imitació de França. Un model politic que prosseguí tot i els canvis de règim: a part del projecte de divisió provincial establert a Càdis, es derogaren els Drets Penal i Mercantil catalans, s'establí l'ensenyament uniforme en castellà, es creà el Tribunal Suprem a Madrid, es suprimí el Cadastre, que venia a ser una mena de concert econòmic, etc.
Posteriorment, les dues dictadures del s. XX, la del Primo de Rivera i la d'en Franco també intentaren residualitzar la llengua catalana. Per vilolenta i prolongada, l'acció de la dictadura franquista es pot elevar a categoria de genocidi cultural sobre els territoris de parla catalana, atès que abans de la dictadura eren majoritàriament monolíngües catalans, i després esdevingueren bilingües sota un règim que, ja en democràcia, continuà afavorint el castellà legalment i pressupostàriament.
Com a mostra de l'agressivitat feixista vers la llengua catalana, durant la Guerra Civil espanyola pràcticament derivà en un conficte ètnic, com s'ha recollit anteriorment, en Paul Preston indica a "L'Holocaust espanyol", que al principi de l'ocupació franquista de Lleida, sovint s'assassinava gent pel sol fet de ser catalanoparlant.

#### Nacionalisme i economia
En el marc dels estats no es pot deslligar el nacionalisme de l'economia, atès que sovint hi ha el que al llibre "Racisme i supremacisme polítics a l'Espanya contemporània" es descriu com a nacionalisme econòmic, que és el que empren les elits per fer passar per interessos de la nació els seus interessos particulars.
En qualsevol cas, pel que fa a la política econòmica, a través de pràctiques proteccionisme del textil català i els cereals castellans, al s. XIX es forjà un autèntic nacionalisme econòmic que a vegades es qualifica de mentalitat autàrquica, i que prosseguí durant el s. XX. Les demandes de lliure comerç vers el proteccionisme dels productes catalans no eren extensives als cereals castellans, ans al contrari, el fet que es comprés cereal a l'estranger, tot i els arancels més econòmic, va xocar repetidament amb els interessos de la burgesia agrària i l'oligarquia terratinent castellano-andalusa beneficiada de les desamortitzacions, vinculada a l'exportació de matèries primeres (agrícoles i mineres) i a l'obertura a la inversió estrangera.
Posteriorment, el deteriorament econòmic de la burgesia agraria castellano-andalusa combinada amb les demandes d'autogovern catalanes seria la llavor de la creació dels partits feixites espanyols (Falange...).
El triomf del proteccionisme és evident des de finals del segle xix (s'ha parlat del Torn Proteccionista Conservador, entre 1890 i 1892), i serà un dels distintius de la política de la dictadura de Primo de Rivera, quan van fundar un dels monopolis més antics del sector de les comunicacions - Telefónica, 1924 - o el monopoli del petroli - CAMPSA, 1927 -. També es van prendre altres mesures vagament inspirades pel Corporativisme que es desenvolupava simultàniament a la Itàlia feixista, així com una política d'obres públiques (embassaments, carreteres) que va ser continuada per la Segona República Espanyola. Aleshores, l'espanyola va ser qualificada com una de les economies més tancades del món (amb l'òbvia excepció de la Unió Soviètica), i encara es discuteix el grau positiu o negatiu d'aquest fet. Almenys sembla cert que a curt termini la Gran Depressió va afectar les economies més obertes i connectades amb l'exterior, però si hi havia una oportunitat no es podria aprofitar, donat el desastre tant de la guerra civil com de l'aïllament internacional del franquisme, més o menys voluntàriament intensificat amb una política econòmica autàrquica, que no es va superar fins al Pla Nacional d'Estabilització Econòmica de 1959. Tanmateix, durant les dècades següents de fort desenvolupament planificat, l'intervencionisme i el pes del sector públic en Sectors estratègics de l'economia (ferrocarrils - RENFE, 1941–, indústria - INI, 1941–, energia - ENDESA, 1944–) es va mantenir intensament fins a la reconversió industrial dels anys 80 prèvia a l'entrada d'Espanya a la Unió Europea, ja en democràcia i amb el govern socialista de Felipe González.
Posteriorment, amb l'arribada del govern conservador de José María Aznar hi hagué per un costat les darreres grans privatitzacions, però per l'altre l'inici d'una sèrie de deslocalitzacions de grans empreses privades cap a Madrid, que culminà anys després, durant el mandat del també conservador Mariano Rajoy, amb les lleis i accions directes de l'Estat per a deslocalitzar les grans empreses catalanes, començant pels bancs, en previsió que el sobiranisme del 2017 aconseguís reeixir.

## Antecedents

### Edat Moderna
L'any 1491, durant la guerra de Granada, les forces castellanes i catalano-aragoneses van conquerir aquest darrer reducte d'Al Andalus, un fet que a la historiografia nacionalista espanyola, creada al segle xix, es va començar a anomenar "la fi de la Reconquesta". Conquerit Al-Andalus, els Reis Catòlics emeteren edictes d'homogeneïtzació cultural, que van provocar la destrucció física i cultural dels moriscos i conversos, atès que derivà en una persecució religiosa-ideològica i àdhuc ètnica, en el que esdevindria una neteja ètnica. Durant el regnat d'aquests reis, també es sotmeteren i destruïren les comunitats guanxes de les Illes Canàries, com va assenyalar Bartolomé de las Casas.
L'any 1491, l'Antonio de Nebrija va escriure Gramática castellana, dedicada al seu mestre Ferran; en el qual afirma que "la llengua és la companya de l'Imperi", que el vençut ha d'aprendre la llengua del vencedor i per això la seva gramàtica serà útil. Ell i Juan López de Palacios Rubios també van elaborar informes per legitimar la invasió i conquesta de Navarra per part d'aquests reis (1512), com ara De bello Navariense (La guerra de Navarra, publicat el 1545). Aquesta mena de doctrina va passar a la conquesta de les Índies Occidentals.
En el context de la Guerra d'Itàlia, per primera vegada, les forces de Ferran II van començar a cridar "Espanya, Espanya, Espanya", quan antigament es referien a "Castella" o "Aragó", i aquesta designació va començar a agafar significació política. A la batalla d'Amaiur (1522), soldats de l'exèrcit de l'emperador Carles V cridaven "Castella" i "Espanya", mentre els defensors del castell cridaven "Navarra". Començava a prendre forma una identitat col·lectiva espanyola, basada en l'enemic comú i el vincle de la religió, tot i que no comportava cap dilució del sentiment de pertinença vers cada regne de la monarquia.

L'origen de l'espanyolisme actual comença a prendre forma al segle xvii i rau en la idea dels castellans de formar una única nació a tot el territori que en l'època romana s'anomenava Hispania, però també en factors més mundans com el fet que l'imperi espanyol menat pel Regne de Castella estava arruïnat, tot i les immenses riqueses que extreia d'Amèrica, i caigué repetidament en fallida durant els segles xvi i el XVII. Necessitava aconseguir diners per finançar-se, i això causà primer una revolta interna, la de les comunitats castellanes, i després amb la Unió d'armes del Comte Duc D'Olivares, i el Memorial secret per sotmetre els altres regnes a les lleis de Castella, causant revoltes a Portugal i Catalunya (però no al conjunt de la Corona d'Aragó). Un exemple del seu contingut és:
Tingui V.M. pel negoci més important de la seva Monarquia, el fer-se Rei d'Espanya; vull dir, Senyor, que no s'acontenti V.M amb ser Rei de Portugal, d'Aragó, de València, Comte de Barcelona, sinó que treballi i pensi amb consell madur i secret, per reduir aquests regnes que es compon Espanya, a l'estil i lleis de Castella, sense cap diferència en tot allò que mira a dividir límits, ports secs, el poder celebrar corts de Castella, Aragó i Portugal en la part que volgués, a poder introduir V.M aquí i allà ministres de les nacions promíscuament i en aquell temperament que fos necessari en l'autoritat i mà dels consellers, jurats, diputacions i consells de les mateixes províncies, quan fossin perjudicials per al govern i indecents per a l'autoritat real, que es podrien trobar mitjans proporcionats per a tot, que si V.M. ho arriba a serà el Principe més poderós del món. Conde-duc d'Olivares, «Gran Memorial», 1624 
Aquesta actitud va desembocar en la Guerra dels Segadors. Posteriorment Felip V d'Espanya va començar a portar a la pràctica després de la Guerra de Successió la idea d'unir tota la península sota un sol regne, una sola nació i una sola llengua:
Finalment mano, que l'ensenyament de primeres lletres, Llatinitat, i Retòrica es facin en llengua Castellana generalment, onsevulla que no es practiqui, cuidant del seu compliment les Audiències i Justícies respectives, recomanant-se també per l'El meu Consell als Diocesans, Universitats i Superiors Regulars per a la seva exacta observança i diligència a estendre l'idioma general de la Nació per a la seva major harmonia i enllaç recíproc . Article VIII de la Real Cédula, 1768
Després de la Guerra de successió, la dinastia borbònica va inaugurar una nova era basada en el poder absolut del rei. En Felip V va intentar crear una jurisdicció única sota la monarquia amb nous decrets (fins al 1716), derogant les lleis i institucions de l'Aragó, València, Balears i Catalunya (inclosos els costums), incorporant els usos castellans i la llengua castellana per als afers oficials o para-oficials (notaris). José Rodrigo Villalpando, fiscal general del Consell de Castella, va enviar instruccions secretes als corregidors del Principat de Catalunya, lloant la igualtat de la llengua i recomanant l'ús d'instruccions càlides i disfressades per a l'establiment del castellà. D'aquesta manera, seguirien el model aplicat a Navarra sobre la llengua basca. Així, es van consolidar les estructures de l'estat espanyol modern homogeni i centralista i es va abandonar l'estructura confederal interhorària de l'estat. Fou l'inici de l'estat nació actual.
El despotisme il·lustrat va reforçar la tendència al centralisme, centralitzant també l'Església. Alhora, a part del llatí durant els oficis, el castellà es convertí en la única llengua formal per a l'Església, s'establiren bisbes castellanoparlants a tota la monarquia, i als col·legis religiosos s'ensenyà exclusivament en castellà. Bevent del model absolutista francès, les estructures culturals oficials de les elits, com ara la Reial Acadèmia Espanyola de les Llengües (1713), i la Reial Acadèmia de la Història (1735), es van constituir per determinar directrius fixes i unificades. Amb l'excusa del racionalisme i del comerç més eficient, el despotisme il·lustrat va arribar al seu punt àlgid amb en Carles III (1759–1788). Va ser en aquesta època quan el castellà (castellà) esdevingué l'única llengua que es podia imprimir ("Idioma Nacional de l'Imperi", 1766, 1768), prohibint la resta, i acceptant només el castellà per a tots els nivells d'ensenyament. Al País Basc Meridional es van establir secretaris (comissaris) de litigis espanyols als països bascoparlants.

### Antecedents d'homogeinització social / ètnica - neteja ètnica

#### Expulsió dels jueus d'Espanya

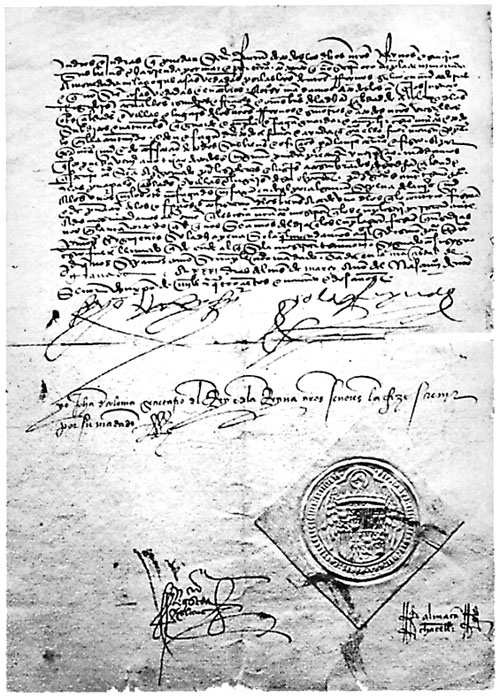
Còpia de l'ordre d'expulsió d'Espanya o Decret d'Al Hamra.

El 1492, Ferran II i la seva dona Isabel I van decidir eliminar els obstacles als seus objectius polítics d'unir els seus regnes i governar tot Espanya sobre la teoria d'una "Espanya plenament catòlica i unida". Amb aquesta finalitat, van depurar les poblacions musulmanes i jueves de la península Ibèrica.
La lluita, la sospita i la persecució dels jueus van portar molts a convertir-se al cristianisme al segle XV. En aquella època, la idea d'aconseguir una Espanya plenament catòlica era estesa a les elits. El 1480, els fanàtics catòlics espanyols aconseguiren que s'establissin tribunals inquisitorials amb amplis poders per exterminar les restes jueves o altres elements distorsionadors de la Fe (suposada bruixeria, etc).
Tanmateix, una combinació de les sospites d'Isabel i Ferran, les pressions dels cristians fanàtics, i probablement també una possibilitat d'enriquiment amb l'espoli dels bens jueus, van portar a l'expulsió dels jueus el 31 de març de 1492. Segons aquest decret, els jueus havien de convertir-se al cristianisme o bé abandonar Espanya.

#### Genocidi de la població de les Illes Canàries
Abans de la conquesta d'Amèrica, el destí dels indígenes guanxes a les illes Canàries anticipà el patró d'expansió europea d'extermini físic, destrucció cultural, i col·lapse ambiental. Així, l'aniquilació de les societats aborígens de l'arxipèlag canari, comunitats de parla amazic, representa el primer genocidi colonial d'ultramar de l'Europa moderna. El procés de destrucció social, iniciat pels traficants d'esclaus europeus a la primera meitat del segle xiv, fou continuat per conqueridors i colons espanyols al segle XV. A més de la violència massiva contra els guanches, i l'esclavitud i deportació gairebé total de les poblacions insulars, es va confiscar gairebé tota la terra. La violència sexual i l'ús de tàctiques de terra cremada també foren habituals. La població indígena restant patí una repressió cultural que acabà d'extingir la seva forma de vida.

#### Expulsió dels moriscs d'Espanya
Després de la caiguda de l'últim regne musulmà a Espanya, l'Emirat de Granada, la unificació religiosa dins els regnes espanyols esdevé un objectiu dels governants cristians. Una combinació de discriminació contra els musulmans, les sospites morisques d'ajudar els enemics d'Espanya, especialment l'Imperi Otomà, i altres pressions religiosos-culturals, com la prohibició de la llengua àrab, els ritus religiosos islàmics i l'ús forçat de roba europea, van provocar revoltes musulmanes, reprimides durament pel Felip II.
Com amb els jueus, tingué lloc una pressió creixent vers l'expulsió, no només per intolerència social i religiosa, sinó tambér per la cobdícia vers les propietats dels moriscs. Cal considerar que Castella no tenia prou diners per a mantindre els conflictes en que estava ficada, com ara al Països Baixos, i, tot i les riqueses espoliades a Amèrica, anava de fallida en fallida (el 1557, el 1575, el 1596, i el 1607, i anava de cap a una altra, el 1627).
Per tot plegat, l'abril de 1609 es decretà l'expulsió dels moriscs al nord d'Àfrica. A més de la limitació temporal, i les restriccions a endur-se riqueses, molts moriscs van perdre la vida, de camí o arribats a l'exili al nord d'Àfrica.

#### La Gran Batuda
La Gran Batuda, també coneguda com a Presó general de gitanos, va ser una persecució autoritzada pel rei d'Espanya Ferran VI i organitzada en secret pel marquès de l'Ensenada que es va iniciar de manera sincronitzada en tot el territori espanyol el dimecres 30 de juliol de 1749, amb l'objectiu declarat d'arrestar i d'«extingir» tota l'ètnia rom del regne.

### Antecedents de l'anticatalanisme
La Unió d'armes provocà un conflicte entre la Corona Castellana i la Corona d'Aragó que desembocà en la guerra dels segadors. Fou el temps en què el Comte-duc d'Olivares va marcar l'inici de la catalanofòbia moderna, encarregant al Francisco de Quevedo, que també escrivia propaganda per al millor postor, la primera propaganda en aquest sentit.

## L'espanyolisme en la història contemporània d'Espanya
En la seva concepció radical, l'espanyolisme entén Espanya com a unitat indivisible i no té en compte les diferències culturals entre els pobles que conformen l'estat espanyol. A més, històricament, el nacionalisme espanyol ha derivat en episodis catalanofòbics, bascofòbics, i en general de fòbia vers qualsevol fet diferencial en el si de l'Estat. Així, per exemple, la voluntat d'articular una llengua comuna per tots els ciutadans espanyols ha fet impulsar, de forma molt clara a partir del segle xviii, polítiques concretes d'ignorància o de prohibició de les llengües no castellanes, en els àmbits públics. L'objectiu d'aquestes polítiques no ha estat tan sols aconseguir el coneixement del castellà per part de tots els ciutadans espanyols, sinó eliminar la presència pública de les altres llengües, copiant d'aquesta manera el model francès. La voluntat unitarista no acaba en la llengua, sinó que s'estén a l'àmbit del dret, les infraestructures, les institucions, la fiscalitat, etc. com a part d'una estratègia global d'assimilació que pretenia que Espanya esdevingués un Estat nació centrat en Castella.
Aquesta estratègia netament espanyolista fou especialment dura, quant a la seva catalanofòbia i bascofòbia, durant les dictadures de Primo de Rivera i Franco, si bé s'ha manifestat també en èpoques democràtiques, en la Restauració, en la Segona República o en l'actual monarquia parlamentària. No obstant això, en aquests últims períodes, les polítiques actives de repressió dels fets diferencials no castellans han minvat, i les autoritats centrals espanyoles han mostrat una tolerància superior cap a la pluralitat de l'Estat i els nacionalismes perifèrics. En el cas català, diversos fets, com la presentació del Memorial de Greuges (1885), la creació de la Mancomunitat de Catalunya (1914), la restauració de la Generalitat i del Parlament (1932) o l'aprovació de l'Estatut (1980) demostren aquesta major comprensió. No obstant això, en comptades ocasions les institucions centrals espanyoles han fet passos endavant per al reconeixement del caràcter plural d'Espanya, i quan ho han fet ha estat per la pressió democràtica dels ciutadans o dels partits polítics de les regions no monolingües castellanes, i de Catalunya i el País Basc, molt especialment. Aquesta major tolerància no ha impedit, però, la continuïtat de polítiques espanyolistes fins i tot en època democràtica, i és per això que la tensió entre els nacionalismes (espanyol i perifèrics) segueix ben viva encara avui. Un exemple d'actualitat és la impugnació per part del Partit Popular espanyol, davant del Tribunal Constitucional, del nou Estatut d'autonomia català, aprovat per les corts espanyoles i ratificat pel poble de Catalunya l'any 2006. Aquest Tribunal ha de determinar-se amb relació a la constitucionalitat de l'Estatut, particularment en aspectes (llengua, nació, fiscalitat, relació entre institucions centrals i "autonòmiques") que podrien xocar amb la visió espanyolista-unitarista d'Espanya. Un altre exemple pretèrit, el 1981, fou l'aprovació, per part dels principals partits d'àmbit estatal del moment (Unión del Centro Democrático, Partido Socialista Obrero Español i Alianza Popular) de la Llei Orgànica d'Harmonització del Procés Autonòmic (LOAPA, en castellà) destinada a laminar el desenvolupament de l'Estat espanyol autonòmic, i que fou declarada inconstitucional posteriorment.

### S. XIX
La majoria dels experts creuen el nacionalisme espanyol modern va néixer a la Guerra del francès, juntament amb el liberalisme. Aquesta ideologia d'estat copiava el model francès, i va entrar en vigor en el Trienni Liberal, establint, encara que breument, el disseny igualitari de les actuals províncies espanyoles. Segons en Borja de Riquer, no va ser fins a la batalla d'Ayacucho de 1824 no es va passar d'un imperi de vincles polític-administratius entre diferents països a un projecte de la "nación española". Després de la mort de Ferran VII (1833), els liberals van arribar al poder a Espanya per donar suport d'alguna manera a la restauració del model de la Constitució de Cadis.I l'any 1833, Javier de Burgos, basat en el sistema departamental de França, va dissenyar i establir un sistema arbitrari de províncies. El 1837, amb l'esclat de la Primera Guerra Carlina, es va establir una constitució liberal sota el regnat de Maria Cristina de Borbó.

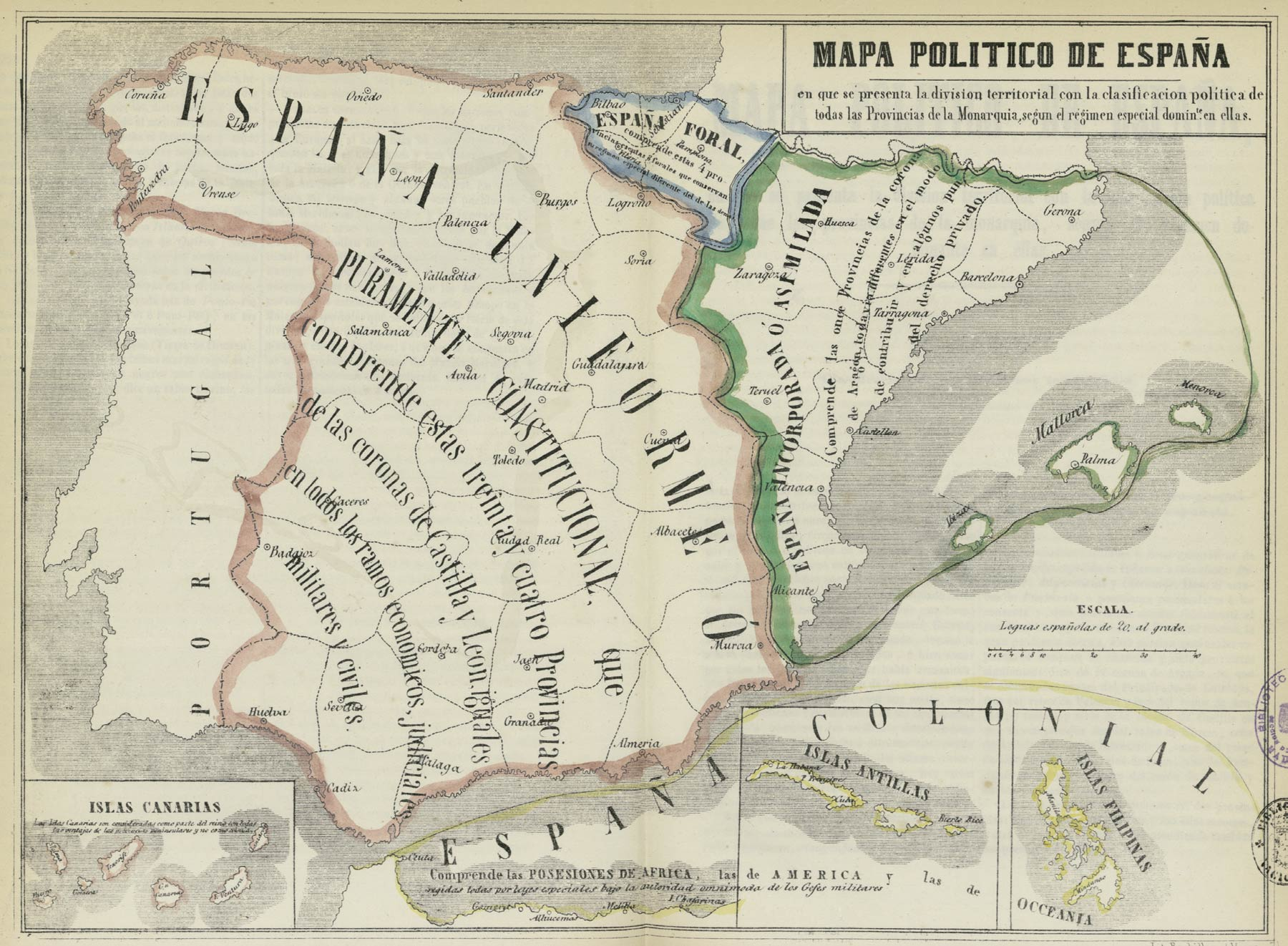
Mapa polític oficial d'Espanya del 1850

Durant el segle xix avança l'anul·lació de les institucions no castellanes, doncs en 1822 es derogà el Dret Penal Català, el 1825 s'establí arreu d'Espanya l'ensenyament uniforme en castellà, el 1829 es publicà el codi de comerç espanyol, a imitació del francès, anul·lant el Dret mercantil català i el Llibre del Consolat del Mar, el 1834 es crea el Tribunal Suprem a Madrid, el 1837 va ser el darrer cop que s'encunyà moneda catalana, el 1845 es suprimí el Cadastre, que venia a ser una mena de concert econòmic, i s'imposaren els tributs generals, el 1845 s'imposaren els consums i les quintes, i el 1862 la nova llei del Notariat prohibí les escriptures públiques en català.
I a darrers del s. XIX, recuperant-ne la validesa, l'Antonio Cánovas del Castillo, historiador i president del govern durant la Restauració borbónica, reproduí alguns dels paràgrafs més coneguts del Memorial del Comte-Duc d'Olivares al seu llibre Estudios del reinado de Felipe IV publicat el 1888, i considerà que el Memorial havia de llegir-se com un manifest en el que s'establien les bases del projecte d'Estat nació espanyol del valido del Felip IV.
Marcelino Menendez Pelayo, entre els essencialismes i els arguments històrics, afirmava que els espanyols eren una "raça" o "casta" amb una ortodoxia religiosa pròpia, i que mereixien la unitat de cultura i religió que havia guanyat amb molta lluita i turment.
En el sistema polític desenvolupat a partir de 1880 el frau electoral era habitual, però la presència del cos paramilitar de la Guàrdia Civil relativament nou permetia el control social. L'objectiu principal d'aquest cos policial era moure i establir la presència d'aquest estat nació a tots els racons, especialment a les zones rurals. Altrament, la situació al nord d'Àfrica, les Filipines i Cuba va provocar un nacionalisme popular espanyol. El 1898 va ser l'any que les Filipines i Cuba es van independitzar, causant un gran cop psicològic (El Desastre). El definitiu esfondrament de l'imperi va provocar un moviment que reflexionava sobre l'essència i el nucli d'Espanya a través de la seva pintura, novel·la, poesia i assaig, que pretenia revitalitzar Espanya. Era el regeneracionisme, que entroncà amb el degeneracionisme i el racisme provinents d'Europa, i entre els seus portanveus hi havia el Jose Ortega y Gasset.

#### Primera Guerra del Marroc
Després de continuats incidents, l'octubre del 1859 s'inicià la Primera Guerra del Marroc, amb un entusiame patriòtic per imitar els avenços colonials francesos a Algèria, i l'enlluernament per les oportunitats. Arreu es publicaren articles i llibres al respecte, alliçonant sobre la missió d'Espanya a l'Àfrica, i elaborant un relat que contraposava el Marroc i Espanya, identificant-los amb despotisme i llibertat, o integrisme i tolerància, respectivament, i s'enumeraven les gestes espanyoles al llarg de la Història.
També es feren nombrosos discursos, com el d'en Francisco Javier Simonet a l'Ateneu de Madrid, el 1859, legitimant el dret que assistia Espanya en la seua missió civilitzadora, atès que al seu parer, el nord d'Àfrica estava poblat per dues grans races, tamites (àrabs) i semites (berbers), ambdues en un estat d'ignorància i barbàrie.
Per se o a través del patriotisme dels mitjans de comunicació, la guerra actuà com a agent nacionalista entre la població. Tot i això, periodistes com Ruperto de Aguirre van més lluny, i parla de raça i degeneració aplicada a la població nordafricana, com també ho fa l'Emilio Castelar a la Crónica de la guerra de África, on elabora un text patriòtic on s'empra el concepte de raça ibèrica, i es descriu que té una missió civilitzadora, de la mateixa manera que la raça eslava havia de "civilitzar" Turkia, i també esmenta la raça indo-europea, «enfrontada des de feia segles a la raça semítica».

### S. XX
Al tombant del segle xx, la conjunció del nacionalisme ètnic i el racisme influencià, en major o menor mesura, tots els nacionalismes occidentals, i l'eugenèsia i el racisme foren temes de debat polític quotidià, també a Espanya.
Pel que fa a Espanya, fins ben entrat el segle xx, excepte durant la Segona república, el català va ser apartat de la vida pública i només vivia a les relacions socials dels catalans.

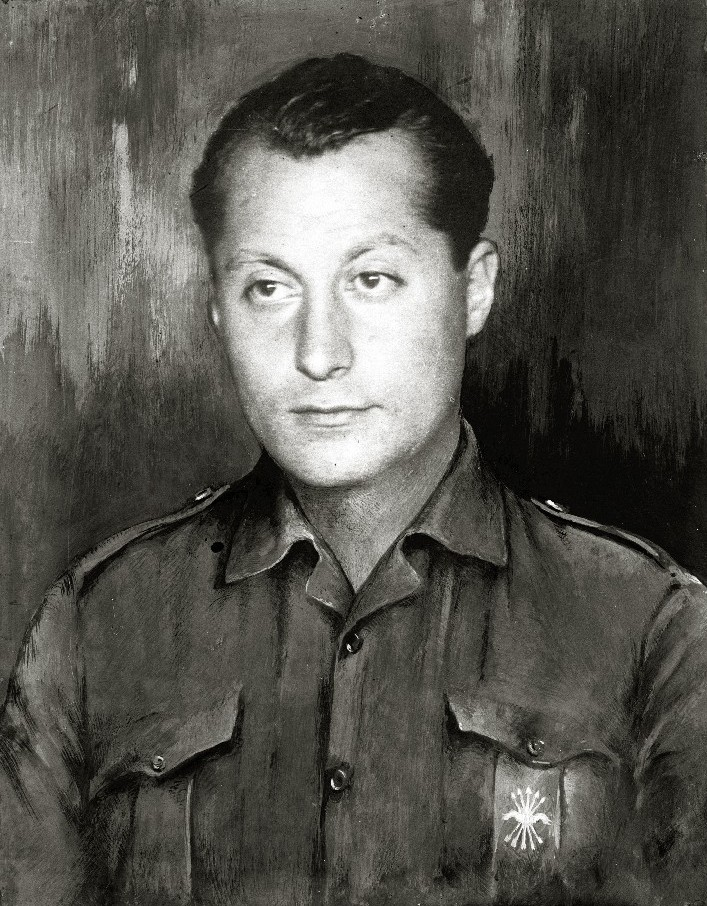
José Antonio Primo de Rivera, un dels dirigents de Falange i JONS

La imatge dels cercles reaccionaris espanyols es va estendre als cercles més reaccionaris d'Espanya: l'anomenada "conspiració jueu-maçònica". En conseqüència, l'extrema dreta, vinculada a la jerarquia de l'Església, va difondre el missatge que actuaven per una necessitat moral, i no tant per una iniciativa política. Giménez Caballero va escriure el llibre El Genio de España, el text bàsic de la Falange; advocava per una raça espanyola mixta, "la hispanitat", una raça llatinomediterrània de l'imperi espanyol, al llarg del camí obert per Ortega y Gasset, però incloent el factor de mestissatge racial. Al mateix temps, amb l'ajuda d'autors bascos, diversos intel·lectuals van argumentar que els bascos eren espanyols romanitzats incivilitzats, basats en la teoria del basco-iberisme.
En Giménez Caballero va ser membre de la Falange Caballero, un nou moviment fundat l'any 1933. Va beure de les idees d'Ortega y Gasset i les va tornar a imaginar: va explicar que Espanya "és una unió del destí en la universalitat", una visió quasi mística, com diu Joxe Azurmendi. El moviment de la falange va ser liderat per José Antonio Primo de Rivera, el fill gran de Miguel Primo de Rivera. S'hi van unir Onésimo Redondo i Ramiro Ledesma, fundadors del grup feixista JONS l'octubre de 1931. Van lloar la violència, tornant a les ‘essències' d’Espanya, demanant la Reconquesta, fent d’aquest concepte el centre del nacionalisme militarista espanyol. Doncs bé, les JONS i la Falange es van unir el març de 1934 per unir-se al cop d'estat de 1933 amb els monàrquics i militars africans.

El 8 de desembre de 1934, alguns polítics espanyols d'ideologia radical d'extrema dreta, entre els quals destaca José Calvo Sotelo, van proposar la creació del partit Bloc Nacional. Renovación Española, la dreta i altres partits més petits, es van sumar a la idea. Tot i que al final aquest partit no va reeixir, el partit CEDA, el partit reialista i la majoria dels altres partits de dretes van acabar la seva carrera política al voltant de la falange. La següent declaració del Bloc Nacional deixa clara la visió del nacionalisme catòlic espanyol de dreta. La idea del nacionalisme espanyol queda clara en el primer paràgraf
Doncs abans i per sobre d'Espanya. L'Espanya real, fidel a la història i a l'aparença: una i indivisible. D'aquí el primer punt del nostre programa d'acció: defensar i glorificar la unitat espanyola que la Monarquia i el poble van tractar durant quinze segles, vius o morts. (...) El catolicisme va ser un factor decisiu en la construcció de la nostra nacionalitat...Superat l'Estat anàrquic d'avui, volem un Estat integrador capaç d'establir autoritat sobre totes les classes socials i econòmiques. L'era de la lluita de classes arriba a la seva fi. Per tant, els espanyols proposem el Bloc Nacional que pretén conquerir l'Estat...
Alhora, hi ha un nucli intel·lectual i científic que aposta per una eugenèsia i/o racisme explícits, com ara l'Onésimo Redondo, el José Antonio Primo de Rivera, el psiquiatra Vallejo Nàgera, o el metge Misael Bañuelos, entre d'altres. Per exemple, aquest darrer va teoritzar sobre ètnies espanyoles, però també sobre la perdua de les colònies americanes:
Si els espanyols, per on van anar a l'època de les conquestes haguessin mantingut neta la seva sang i no s'haguessin creuat amb els indígenes, és gairebé segur que avui encara tindria Espanya tot el seu imperi colonial crescut considerablement, perquè els espanyols purs, siguin on siguin són espanyols, però el bastard, mestís o mulat, ja no és espanyol, encara que visqui a Espanya.
El missatge maniqueu que els estrangers i els seus aliats dins d'Espanya atacaven Espanya, va alimentar des del primer moment el cop d'estat contra la República. Aquesta intenció va ser fomentada per Victor Pradera; el seu model espanyol proclamava el nacionalisme tradicionalista espanyol basat en els seus territoris (españolismo) i, alhora, tractava un discurs violent contra l'Estatut basc. XIX. La iconografia, consolidada a finals del segle xx, es va vestir d'una nova connotació nacionalista-militarista, avalada per oficials militars dissolts durant la Guerra del Rif: Foguera del Cid, Reconquesta (Pelai), Croada i lluita contra els "moriscos" estrangers. Va ser en aquest context que va tenir lloc el cop d'estat del 18 de juliol de 1936 contra la República, liderat pels militars, que s'autoanomenaren "nacionals", és a dir, els que no van donar suport al cop d'estat no eren espanyols i, per tant, haurien de ser humiliats o destruïts.

#### Segona restauració borbònica al s. XX

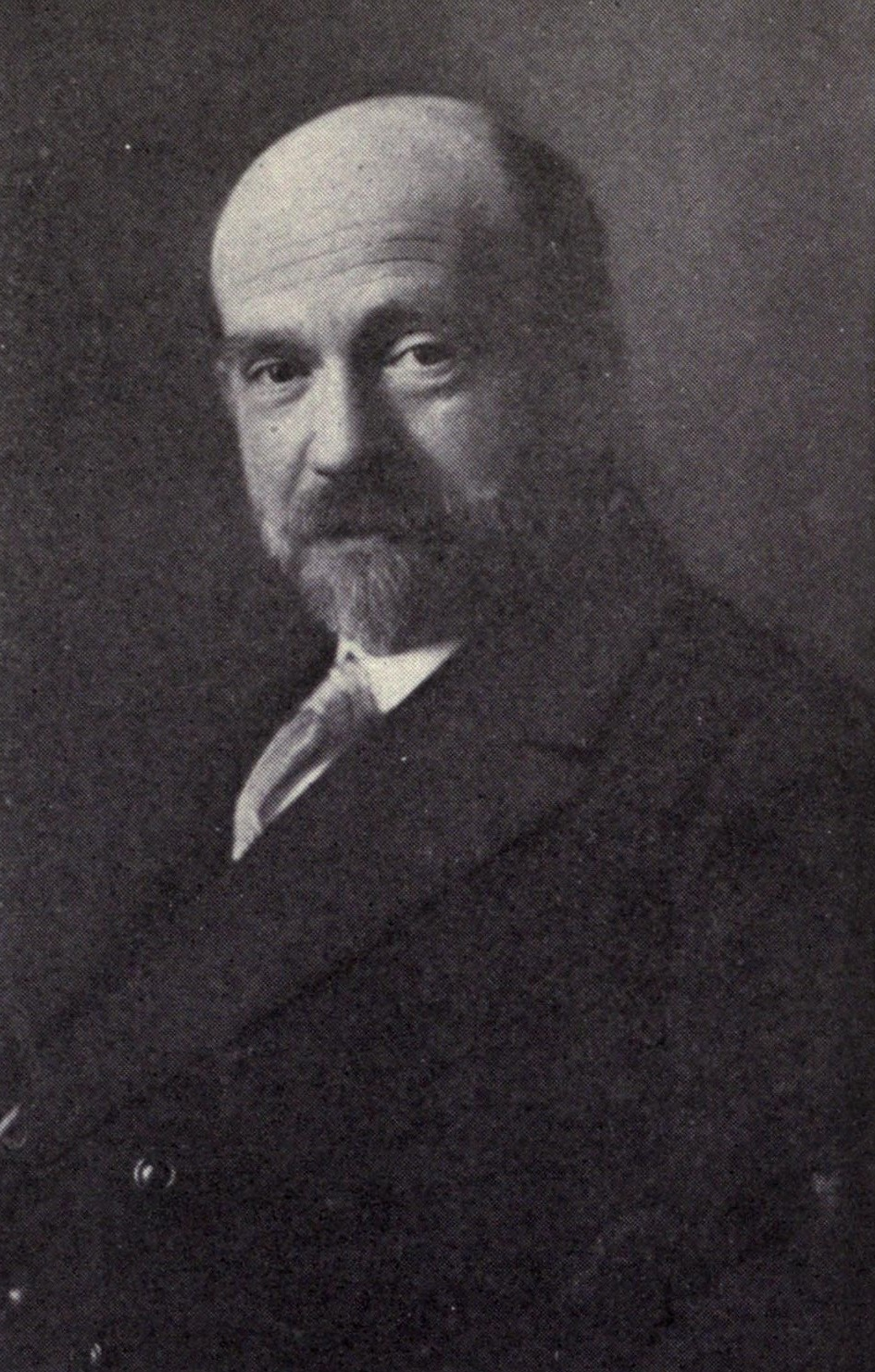
Pío Baroja

La fallida de l’imperi colonial espanyol indueix a un replegament interior, emergint una gran preocupació vers la unitat d'Espanya, però també en la necessitat de regenerar una nació mitificada. Alhora les protestes obreres, els atemptats anarquistes, i iniciatives com Solidaritat Catalana, del 1906, són vistos com greus amenaçes al sistema polític de la Restauració. Si bé Solidaritat catalana volia mitigar des de la política el tracte extractiu econòmicament i vexatiu culturalment de l'estat espanyol vers els catalans, la resposta fou inflamada. Una de les respostes del nacionalisme espanyol provingué de l'estament militar amb afirmacions com la de la publicació La Correspondencia militar: "El problema catalán no se resuelve, pues, por la libertad, sino con la restricción; no con paliativos y pactos, sino por el hierro y por el fuego". Una altra provingué d'importants intel·lectuals espanyols, com el Pio Baroja o el Blasco Ibáñez, titllant als catalans de "jueus", considerat un greu insult en aquella època en què el racisme agafava força.

Alhora que augmenta el nacionalisme espanyol, s'incrementa el discurs anticatalanista, esdevenint "la rica" Catalunya un enemic interior. Per exemple, s'assenyalà Catalunya per comprar blat estranger, i la creació de la Mancomunitat de Catalunya encaixà molt malament en els cercles més nacionalistes. Tot plegat causa articles com ara Por el monumento a los Comuneros, del 8 de desembre de 1918, al diari El Norte de Castilla:
«L'esperit regional sembla despertar a Castella: la que dona els seus fills, paga amb prodigalitat els seus impostos, rega els solcs amb la suor seva, perquè als seus productes, com si fossin obtinguts per serfs de la gleva, se'ls sotmeti a una injusta taxa i amb aquesta mesura s'omplin arques d'avars, reminiscència de raça judaica»

##### Lerrouxisme
L'aparició del lerrouxime aporta un prisma nou a l'espanyolisme, atès que un dels seus elements principals fou l'anticatalanisme explícit i sovint violent, a més de l'anticlericalisme, la propaganda antimonàrquica, el populisme i una peculiar demagògia obrerista, sovint enfrontada a l'anarquisme. Tot i considerarse un moviment d'esquerres, en aspectes socials i territorials era conservador, i, de fet, al final de la seva carrera política en Lerroux acabaria governant al costat de la CEDA.
Si bé una part del catalanisme reaccionà amb disgust a les primeres onades migratòries de primers de segle, amb una cultura recolzada pels poders de l'estat, just el contrari que la cultura catalana, el Lerrouxisme va posar les bases d'un discurs cultural/ètnic històricament fals però encara present transversalment dins l'espanyolisme, segons el que la classe obrera i oprimida era castellanoparlant/immigrant/espanyola, mentre que l'oligarquia/burgesia era catalanoparlant/catalanista.

D'en Lerroux, l'Andreu Nin afirma:
Lerroux va ser enviat a Barcelona pel govern central per oposar-se per la creació d'un moviment republicà popular al moviment catalanista que començava a inquietar seriosament els polítics madrilenys.
L’abril del 1922, l'Adolf Hitler proclamà que entre les característiques racials, la "raça ària" considerava el treball com la base del manteniment de la comunitat, mentre que la "raça jueva" el considerava el mitjà per a l’explotació d'altres pobles. En aquella época, i de forma creixent en anys posteriors, el nacionalsocialisme alemany esdevení un referent ideològic molt important del nacionalisme espanyol conservador. I en aquest context, el discurs lerrouxista sobre la explotació burgesa/catalana vs. els espanyols es solapa amb les tesis nacionalsocialistes, refermant afirmacions anteriors sobre la influència semítica dins l'ètnia catalana, i fixant un marc ideològic.

##### L'anticatalanisme com a expressió de l'espanyolisme
L'any 1905, la celebració dels resultats a les eleccions municipals a Catalunya fou mal entomada per l'espanyolisme, que no tolerà les manifestacions de catalanitat (senyeres i cant dels Segadors), ni crits en contra del lerrouxisme, que causaren que alguns seguidors radicals ataquessin violentament als catalanistes. Això coincidí amb els fets del Cu-Cut, en que uns dos-cents militars assaltaren i destrossaren les redaccions del Cu-cut i La Veu de Catalunya. Els militars no foren sancionats, sinó lloats pel seu patriotisme, atès que el Cu-cut faltava al respecte contínuament a "Espanya i els espanyols", segons el diputat Soldevilla. El Govern espanyol va suspendre les garanties constitucionals a la província de Barcelona, i al Congrés, quan el diputat catalanista Frederic Rahola va voler protestar per tot plegat, la Cambra en ples va exigir que cridés "Viva España", cosa que el diputat va haver de fer. Després de tot plegat, el Govern espanyol va aprobar l'anomenada Llei de Jurisdiccions, que permetia a la jurisdicció militar perseguir, jutjar i condemnar als qui questionaven el centralisme polític i la uniformitat cultural.

##### Pèrdua colonial, regeneracionisme i Hispanitat
La pérdua de les darreres colònies, alhora que causà una onada de nacionalisme, fou percebuda com un fracàs més del nacionalisme espanyol, segons l'historiador José Álvarez Junco:
...la situació del nacionalisme espanyol en les darreres dècades del segle XIX es resumia de manera senzilla: havia fracassat als dos terrenys. Al de la reforma política interna, la revolució liberal estava congelada; a l'àmbit exterior, l'imperi colonial s'havia perdut o estava en trànsit de perdre's...
Aquesta desolació es pot copsar en les paraules de l'Antonio Cánovas del Castillo:
Per on sigui que avui es miri, sobren raons per envejar a la raça germànica i perquè doblegui humiliada el cap tota la gent llatina. Inferior ja anteriorment a l'organització social ia les ciències, eren els darrers baluards de la seva grandesa la Roma pontifical i l'exèrcit francès, i les catàstrofes simultànies que hem presenciat, posen el segell a una decadència potser de totes sorts inevitable. 

La pèrdua colonial també donà lloc al regeneracionisme. Hi ha nombroses manifestacions de la necessitat de regenerar la nació, en les que també comença a fer-se notar la barreja de nacionalisme i raça, com ara a l'article «Compulsación de la lealtad» del J. Samperiz Janin, publicat a La Voz de Aragón, el 9 de novembre de 1934:
...L'avenç, el progrés material, en oberta desproporció amb el moral, amb l'espiritual, és factor d'enfonsament i decadència. Ni som tan bons ni tan nobles ni tan lleials com els nostres grans... Estem més engarrotats, més subjectes a la vida moll i regalada... Conseqüències? La degeneració de l'espècie i de la raça i la desconfiança i la rancúnia entre els uns i els altres. Per aquest camí anem directament al més ombrívol abisme...

I fins i tot s'hi pot trobar la influència de l'Übermensch d’en Nietzsche (del llibre Així parlà Zaratrusta) a escrits com el d'en Ramiro de Maetzu a Hacia otra España:
Creiem que només hi ha dues races d'homes; la dels homes que coneixen el seu ofici, raça superior que troba a la feina el seu plaer i viu segura de si mateixa i del provenir, en un present que millora de dia en dia, i la raça dels homes desconeixedors del seu ofici, raça menyspreable que s'arrossega penosament per la vida, condemnada a subsistir en força d'enganys o gràcies a la pietat dels altres... Doncs bé, a la nostra Espanya desventurada, per una lamentable derogació de les lleis dinàmiques, per una inversió de les taules de valors socials, ha prevalgut, erigint-se en directora i dominadora, la raça dels inútils, dels ociosos, dels homes d'engany i de discurs, sobre la dels homes d'acció, de pensament i de treball, que era precisament la única digna de conservar la vida nacional i perpetuar-la

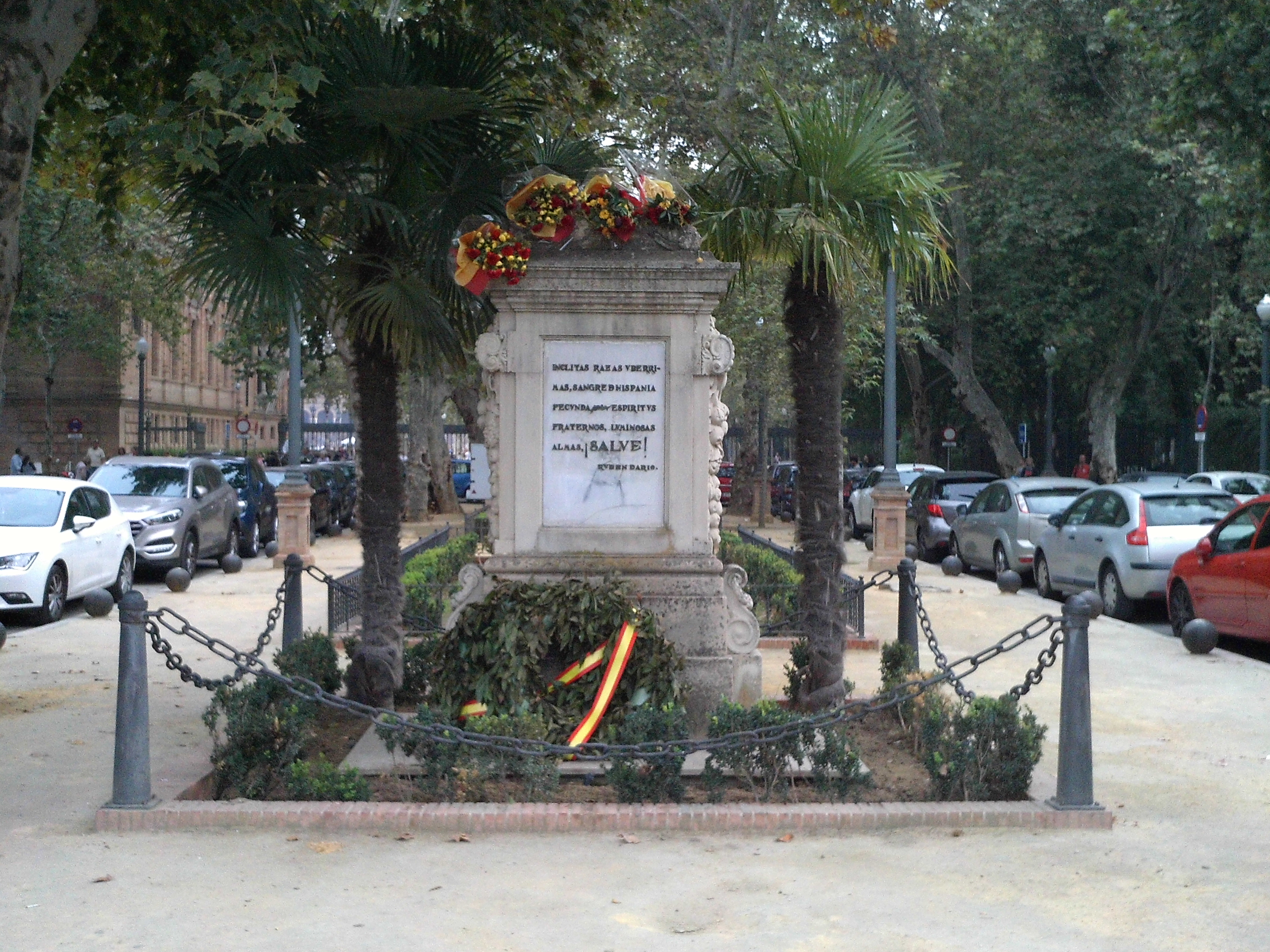
Monument a la Raça a Sevilla, del 1929, amb flors el 12 d'octubre

En mig d'aquesta la decadència política i cultural (atès que les literatures americanes segueixen altres camins que l'espanyola) el nacionalisme espanyol basteix el concepte d'Hispanitat, que aniria agafent importància fins esdevindre un dels nous carreus ideològics nacionalista, que si originàriament només tenia sentit cultural, seria profusament emprat pel feixisme afegint també una connotació racial, com ara la celebració del Dia de la Raza.

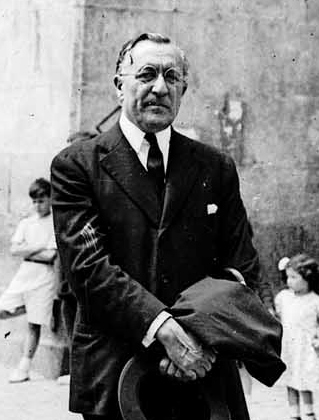
Ramiro de Maeztu

Si bé el mot Hispanitat era anterior, s'atribueix al Miguel de Unamuno la seva reintroducció, el 1909, en emprar-la, l'11 de març de 1910 en un article titulat "Sobre l'argentinidad", publicat al diari La Nación de Buenos Aires, en el que comentava el llibre La restauración nacionalista del Ricardo Rojas. L'Unamuno va associar l'expressió als pobles que parlen el castellà.
Un dels personatges més decisius en l'establiment del concepte d'Hispanitat fou en Ramiro de Maeztu, des de la revista Acción Española, i, després, des del llibre Defensa de la Hispanidad. Una característica que en De Maeztu dona a la Hispanitat, recollida i repetida pel franquisme, és que la Hispanitat va crear la Història universal i no hi va haver obra al món fora del cristianisme comparable a la seva, i incideix en que la crisi de la Hispanitat s'inicià al segle xviii, en que canvià el sentit evangèlic per l'econòmic.

##### Relacions nacionalisme espanyol - nacionalisme argentí
Moltes de les persones implicades en l'establiment del mot Hispanitat tenen relació amb l'Argentina, per viure-hi, com l'escriptor español José María Salaverría, resident a l'Argentina entre 1910 y 1913, el sacerdot espanyol Zacarías de Vizcarra, resident en Buenos Aires, o el Ramiro de Maeztu, ambaixador a l'Argentina entre el 1928 i el 1930.

De fet, durant tot el primer terç del S. XX hi ha una relació fluida entre el nacionalisme espanyol i el nacionalisme argentí, que inclouria la creació de material de gran repercussió a ambdós costats de l'Atlàntic, com ara el llibre El Solar de la raza, de l'argentí Manuel Gálvez, del 1913. Un impacte que abastaria fins a la Guerra civil espanyola, per exemple en les instruccions de la Fiscalía del Ejercito de Ocupación, del gener de 1939, preparant l'ocupació de Barcelona, que unificaven els criteris de les fiscalies militars en la Memoria de la Fiscalía de Ejercito de Ocupación, amb instruccions com ara:
«Cal desinfectar el solar patri. I heus aquí l'obra -feixugesa i glòria- encomanada per atzars del destí a la justícia militar... Aquesta immensa foguera en què s'està eliminant tanta escòria... Cal ressuscitar la Inquisició,... d'espanyolíssima originalitat... [Cal] una nova edificació jurídica al solar de la raça... desposseïda de tot sentiment de pietat personal... Els enemics són faccions de reus del delicte de Rebel·lió Militar, faccions de rebels davant la Pàtria»
Potser es pot encabir dins les relacions amb el nacionalisme espanyol el fet que, durant el pogrom del 1919 a l'Argentina, durant la Setmana Tràgica argentina, es cridà a atacar indistitament a jueus i catalans. Les raons no són clares, més tenint en compte que, en el cas de Buenos Aires, la colònia catalana, establerta principalment al barri de Montserrat, provenia de la mateixa fundació de la ciutat. Podria apuntar-se al fet que el nacionalisme espanyol ja en aquella època qualificava als catalans com d'ètnia semítica.

#### Dictadura del Primo de Rivera

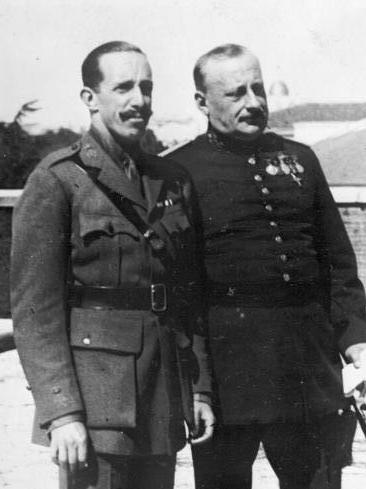
Alfons XIII i Miguel Primo de Rivera

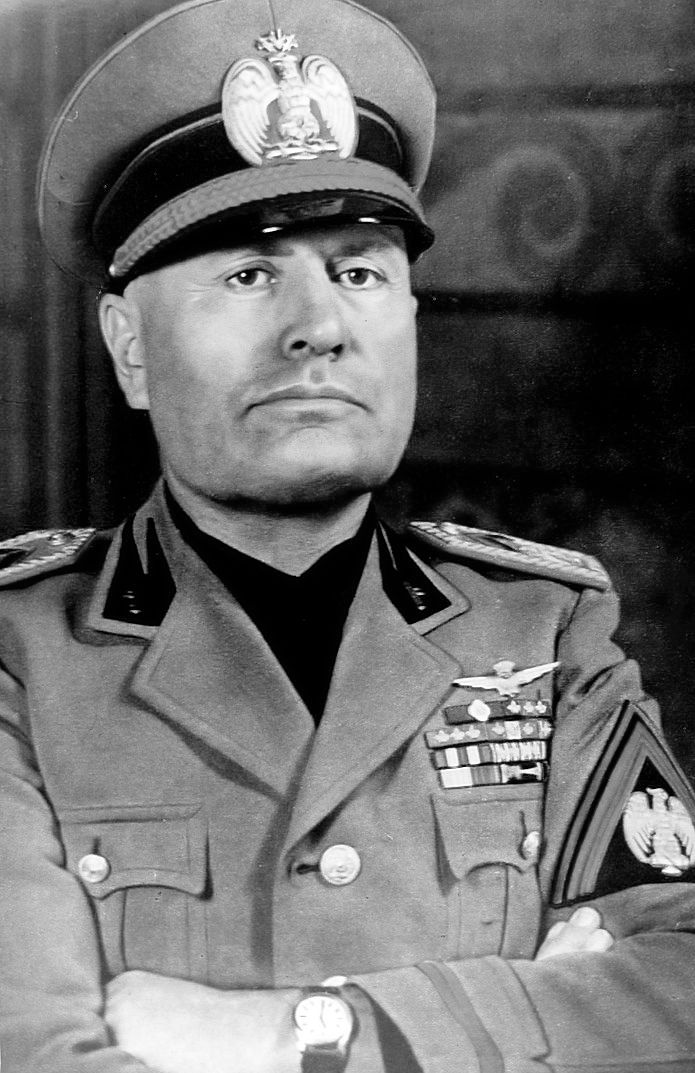
Benito Mussolini

Després del cop d'estat del general Primo de Rivera, amb el vist-i-plau del PSOE i la Lliga, en connivència amb l'Alfons XIII, en Primo de Rivera agafà una línia política pròpia, que incloia l'anticatalanisme. De fet, el sollevament estava previst per al 15 de setembre de 1923, però els aldarulls entre catalanistes, exigint un règim autònom, i espanyolistes per l'altre, durant la commemoració de l'11 de setembre, el dugué a avançar la data a l'endemà, 12 de setembre, declarant l'estat de guerra a Catalunya i demanant l'adhesió a altres Capitans generals. Tot i una constant història d'intervenció militar en la política espanyola, aquest cop d'estat del 13 de setembre de 1923 va ser diferent, atés que no es transferí el poder a un grup polític, sinó que l'exèrcit va prendre el poder com a institució amb la intenció de nacionalitzar Espanya. Hi tenia a veure la admiració de Primo de Rivera pel Duce i el feixisme italià, arribant a descriure a en Mussolini com l'Apòstol de la Campanya, segons l'historiador Javier Tussell, i de fet l'Alfons XIII considerava a en Primo de Rivera com una mena de Duce espanyol.
En contra del que creia la Lliga en donar-hi suport, aviat hi hagué mesures espanyolizadores, com ara el Reial decret de 18 de novembre, que prohibia taxativament l'ús d'altres idiomes diferents del castellà —«que és l'oficial de l'Estat espanyol»— en actes oficials de qualsevol tipus i per qualsevol autoritat, encara que «l'expressar-se o escriure en idiomes o dialectes, les cançons, balls, costums o vestits regionals no són objecte de cap prohibició». El mateix decret permetia utilitzar idioma diferent del castellà en la vida interna de les institucions locals i provincials a condició de portar obligatòriament en castellà els seus llibres oficials.

També hi hagué una nacionalització de l'educació primària centrada en el seguiment del professorat (p.e. que no s'emprés el català a l'escola), i les celebracions patriòtiques extracurriculars, i es donà a l'exèrcit la tasca d'adoctrinament patriòtic.
Senyors, han pensat mai que durant els propers deu anys aproximadament un milió d'espanyols completaran el servei militar? Imaginin... Un milió d'espanyols! Imaginin que aquells homes quan surten per darrera vegada de la caserna s'emporten incrustada al cervell la idea de la pàtria. [Perquè] la pàtria és un bé comú que se'ns ha volgut i hem de transmetre íntegrament als nostres successors. Emilio de Rueda.

#### Segona República
A resultes de la negociació amb en Macià després de la proclamació de la Republica Catalana dins de la Federació de repúbliques ibèriques (un marc que presumptament s'havia acordat en el Pacte de Sant Sebastià), la Segona República acceptà una autonomia administrativa a les nacions diferents de la castellana, en el cas de Catalunya, mitjançant l'Estatut de Núria.

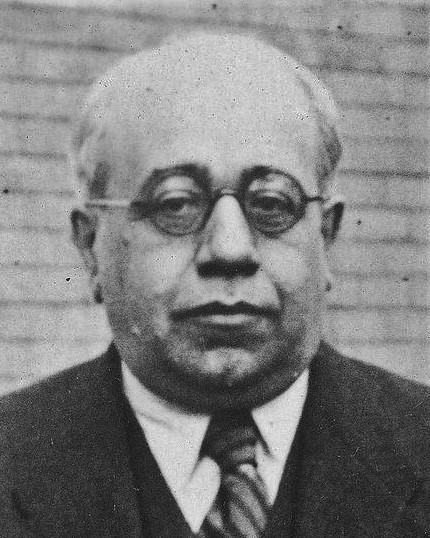
Manuel Azaña

Malgrat això, tant des de la dreta com des de l'esquerra espanyola es veia amb gran recel el catalanisme, atès que la major part dels republicans (començant pels seus dos presidents, Niceto Alcalá Zamora i Manuel Azaña) no eren menys nacionalistes espanyols que els seus oponents, i alguns, ni tan sols menys centralistes, com es podia observar en els debats parlamentaris, en què José Ortega y Gasset amollà el terme conllevancia per a designar la relació amb els nacionalistes perifèrics. Alhora, en els debats previs a l'aprovació de l'Estatut de Núria, alguns diputats de l'esquerra es feren ressò dels postulats del centralisme liberal vuitcentista. En la creença que el desconeixement del castellà pels obrers afavoria a «les burgesies nacionalistes», interessades a fomentar els «idiomes vernacles», el socialista Antonio Fabra Ribas va defensar:
Pel que fa a l'ensenyament, no ja del castellà, sinó també en castellà, la República no pot fer la menor concessió, sota pena de faltar a un dels seus més sagrats deures, especialment pel que fa als treballadors.
El també diputat socialista Andrés Ovejero, catedràtic de teoria de la literatura a la Universitat de Madrid, també s'expresà en els mateixos termes:
Voldríem un Govern que prohibís els Jocs Florals (...), que no permetés la literatura regionalista i que acabés amb tots els dialectes i totes les llengües diferents de la nacional.
Tot i això, en coherència amb les futures autonomies, el Govern Provisional de la Segona República Espanyola declarà que l'educació primària «havia de fer-se en la llengua materna», i derogà el 29 d'abril de 1931 (quinze dies després de la proclamació de la República) les disposicions contràries a l'ús del català en aquesta educació primària que tenien el seu origen en la dictadura de Primo de Rivera . L'ensenyament del català a les escoles durant el període històric de la República va permetre integrar culturalment, abans de la Guerra Civil, a una part significativa dels immigrants a Catalunya provinents de regions exclusivament castellanoparlants.  Però alhora l'article 4 de la Constitució de la República Espanyola del 9 de desembre de 1931 va establir, per primera vegada en la història en termes legals, l'oficialitat del castellà com a llengua nacional, diferenciant-lo de les altres llengues, que esdevenien «llengues regionals», i com a tals de segona categoria (i per tant àdhuc prescindibles), i oficialitzant la diglòsia.

#### Guerra civil

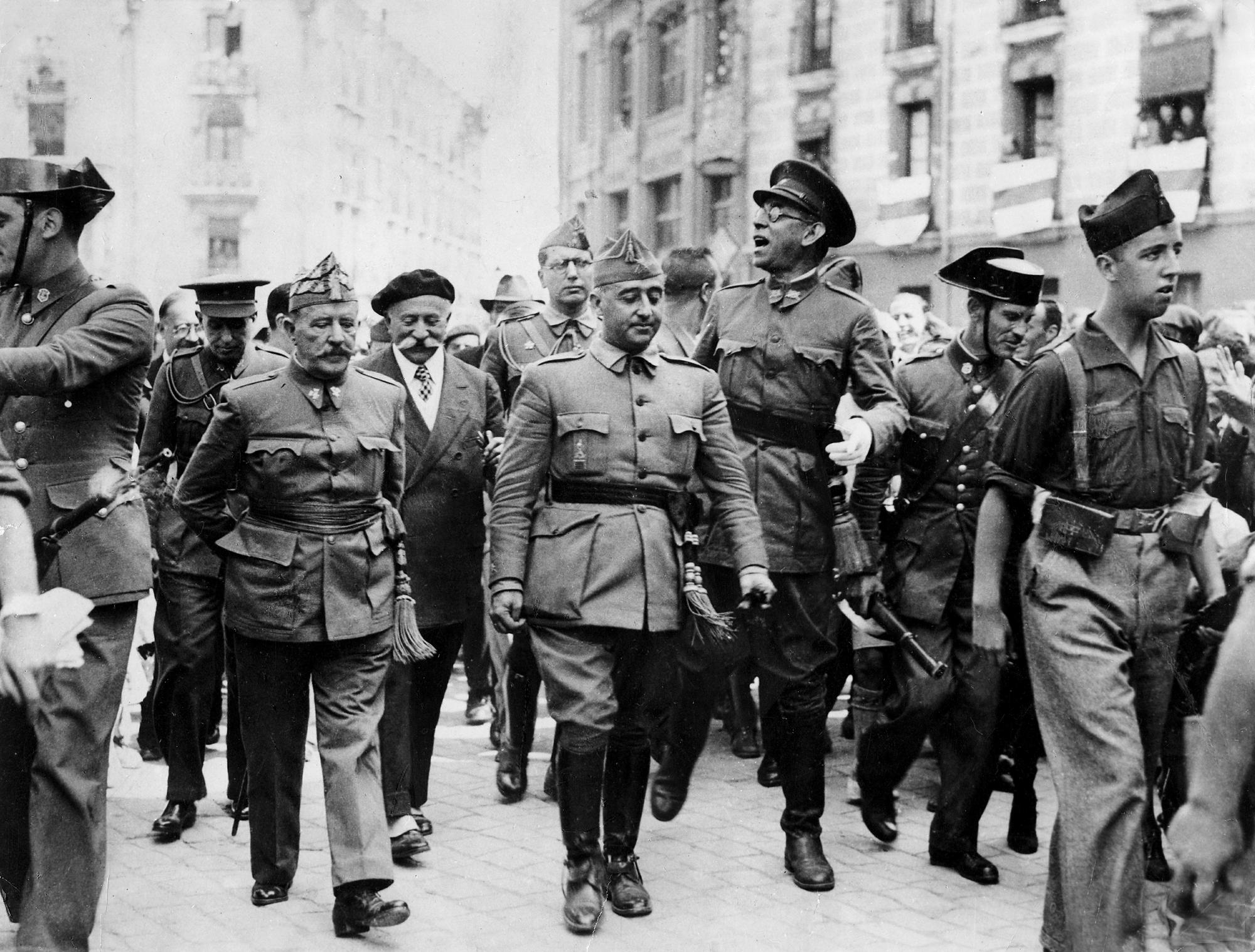
Franco i Mola a Burgos, 1936

En autodenominar-se "nacional" el bàndol rebel fa alhora una declaració d'intencions i una gran maniobra publicitària, complementada amb la denominació de bàndol roig vers els republicans, i de forma general d'Anti-Espanya a tots els que consideraven enemics. És una acció propagandística reeixida, atès que actualment encara hi ha qui anomena als bàndols (o a ràdio "nacional") amb la denominació feixista. En cadascuna de les preses d'una població, es repetia el lema Entra Espanya o Ja és Espanya; i a més d'identificar al bàndol republicà com a rojos i antiespanyols, també ho feien amb Rússia i els jueus. En el cas de Rússia es va continuar fent-se obsessivament després de la guerra amb els temes, convertits en clixés, de Rússia és culpable i L'or de Moscou). En el cas dels jueus, després de la caiguda de l'Eix, minvà dràsticament la culpabilització pública.
Per part del bàndol republicà, per anomenar als rebels s'emprava l'expressió feixistes, i es referia a l'enorme quantitat de tropes estrangeres, d'Alemanya, Itàlia, i magrebines (com a tropes de xoc), per a remarcar l'espanyolitat del bàndol republicà. Alhora, els seus missatges sempre van ser molt internacionalistes (no és casual que es triés el nom de Brigades Internacionals per a les formades per voluntaris estrangers) i procuraven utilitzar l'argumentari pacifista propi de la Societat de Nacions.

En el context de la guerra civil el bàndol revoltat emetia ordres de caràcter ultranacionalista:
Ordeno i Mano:
Article 1r: Tot element extremista que en donar-li el crit de VIVA ESPANYA, no contesti d'igual forma, serà executat passat per les armes en l'acte.
Article 2n: En presentar-se les autoritats als voltants dels seus domicilis i no surti el personal que hi hagi dins del mateix abans de l'arribada de la força amb els braços oberts enlaire cridant VISQUI ESPANYA seran passats per les armes en l'acte (...)
- Falces, 11 d'agost de 1936. L'Excm. Sr. Comandant militar de la plaça.

##### Racisme i eugenèsia dins el nacionalisme espanyol franquista

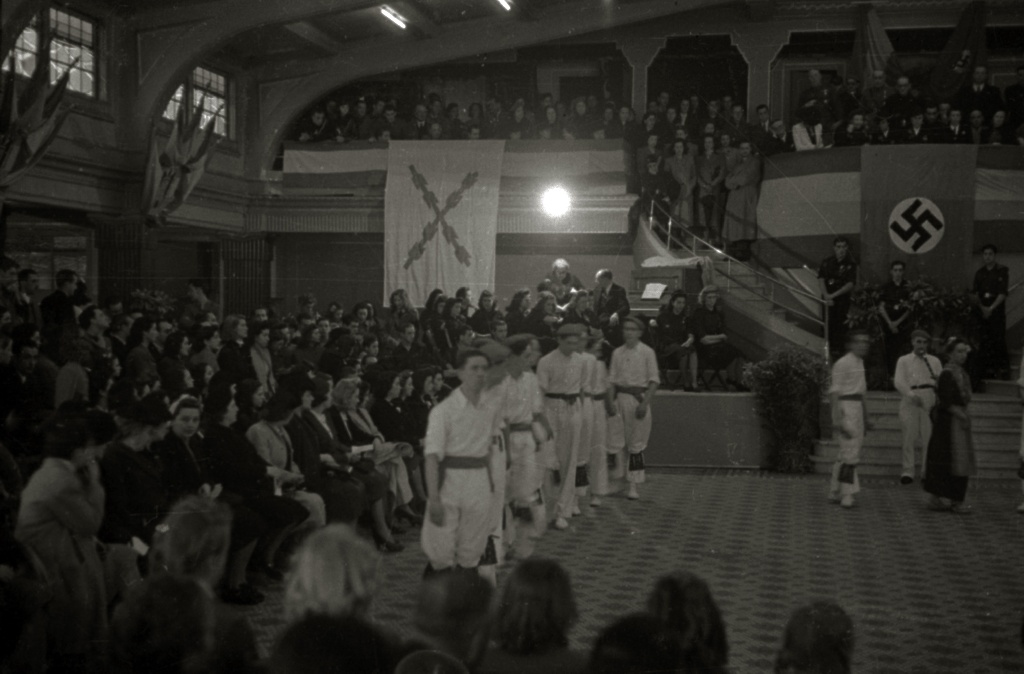
Acte de la Falange a Donòstia (1941)

Prèviament, durant i després de la guerra civil, el nacionalisme espanyol s'impregnà fortament de racisme. Àdhuc l'influent José Antonio Primo de Rivera escrigué un assaig anomenat "Germànics contra Berbers", amb clares connotacions racials. Els discursos, articles i arengues dels feixistes anaven plens d'alusions a la raça espanyola. Atès que no sembla haver tingut conseqüències no s'ha investigat gaire, però hi ha treballs que postulen que la guerra serví per a una depuració d'impureses dins la raça espanyola. El fet és que, a més de polítics, diversos científics i intelectuals franquistes proposaren una selecció racial, com ara l'Antonio Vallejo-Nájera:

«...recibió la raza elementos parásitos hebreos y árabes, que continuaron adheridos a ella, no obstante el exilio de judíos y moriscos. Hoy como durante la Reconquista, luchamos los hispano-romano-godos contra los judeos-moriscos. El tronco racial puro contra el espúreo».

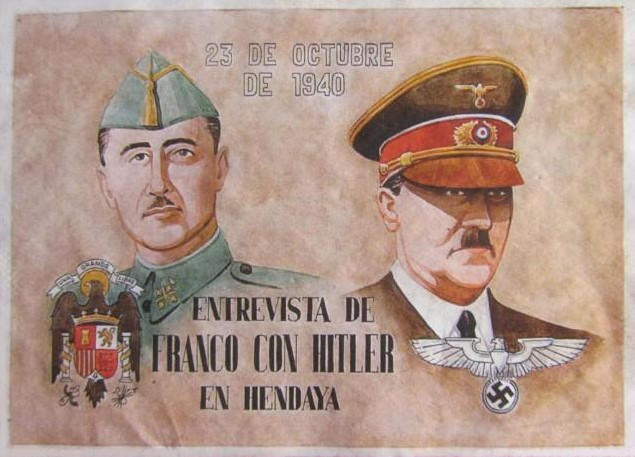
Cartell informatiu de la trobada de Franco amb Hitler a Hendaia

Com en el cas de l'Alemanya nazi, els jueus eren el màxim enemic, la raça a extirpar. Hi ha exhortacions a tots els nivells polítics en contra seva, començant pel mateix general Franco, i amb la pràctica absència de jueus a la península, excepte la comunitat a Catalunya formada per sefardites i katalanim retornats després de la primera guerra mundial, la violència es redirigí de forma abstracta vers aquells espanyols amb suposades "restes semítiques". Un altre objectiu eren els espanyols amb "restes racials morisques", cabilencs se'ls anomenava, atès que encara coia les derrotes a la Guerra del Rif. I el darrer eren els maçons, servidors dels jueus en els seus plans de domini de les nacions.
El model racial espanyol era el castellà, mitificat per un passat imperial de "conquistadores" i riquesa aconseguida mitjançant la conquesta. I les persones a depurar individus que, malgrat l'antiga expulsió de jueus i moriscs, tenien rastres racials semítics i berbers, i eren sensibles "a contraure" el comunisme i el separatisme. Eren identificables per la manera de guanyar diners, mitjançant la indústria, el comerç, o la banca, en comptes de la conquesta i l'agricultura, i per l'antipatriotisme, pel fet de no acceptar la castellanitat i obstinar-se en l'autogovern o en parlar català, per exemple.

###### Infrahomes
A Espanya, a més del terme infrahome, sovintegen els termes subhome i degenerat en discursos i articles, especialment a partir dels anys 30. Són paraules emprades amb naturalitat a la premsa, que augmenten de intensitat durant els Fets d'octubre, . i durant la guerra civil.
Durant i guanyada la guerra, de forma transversal al règim franquista hi ha un discurs de caràcter ètnic i eugenèsic, i es propugna, igual que a l'Alemanya nazi, la distinció entre homes i no-homes/infrahomes, i  la recerca de l'home nou.

###### Regeneració/purificació nacional
De tot plegat sorgiren propostes purificadores, de les que es poden escollir tres, una del Felipe Aparicio Sarabia:
«La guerra de España ha puesto sobre el tapete el problema impostergable de las purificaciones... La población española del porvenir ha de ser rígidamente controlada. Y para ello hay que partir de la purificación, o sea una previa selección que defina a los habitantes… no solo en el interior de España, sino también en el exterior… Se opondrán a ellas los indeseables, los malvados…»
una altra de l'Antonio Vallejo-Nágera que proposava la guerra com a ambient que permetia fer una selecció sense desatendre els mandats cristians:
«En política racial, pueden seguirse dos criterios: el genetinista y el conductista. Propugnan los genetinistas la selección de los biotopos de buena calidad y la eliminación de los inferiores biológicos... Los conductistas actúan modificando las condiciones ambientales que obran sobre el biotipo, con el objeto de alcanzar su mejoramiento progresivo en el curso de las generaciones. Regenerar la raza a beneficio de la selección de los mejores tiene la contrapartida de la eliminación -imposible y anticristiana- de los genotipos deteriorados... La degeneración de la raza hispana -en lo que respecta a la pérdida o decrepitud de los valores raciales éticos específicos y adquisición de taras morales incrustadas en el genotipo- proviene del mefítico ambiente espiritual... Han florecido al calor de la guerra con extraordinario vigor, los gérmenes de regeneración de la raza... Es el yunque de la guerra instrumento apropiado para forjar los grupos selectos, pues elimina de las filas de combatientes a los de mal temple de espíritu e ínfima calidad biológica. Tiene la guerra el inconveniente de que sucumben muchos de los mejores, por ser los que más se arriesgan. Serán los héroes supervivientes los regeneradores de la raza. De los cobardes y de los emboscados no puede esperarse otra progenie que la raquítica de cuerpo y de espíritu. Ha de concederse al héroe del frente... la calidad de selecto, por su vigor físico y su temple moral... Selección de los mejores en el frente; luego forja en la retaguardia para que retornen al combate con la responsabilidad del mando... Constituyen las Academias militares el modo ideal pera formar la aristocracia eugenésica que propugnamos en nuestro «Programa de Higiene Racial...»
I la darrera del Juan José López Ibor, anys després de la guerra
«Se ha sentido… España, quebrantada en la misma médula de su historia, y... han chocado en su superficie, de un modo más puro, las fuerzas positivas y negativas. Así, el español, en esa terrible purificación de la guerra, se ha podido purificar como pueblo y como destino, y tras la noche oscura de una vida sin profundidad, entregado a remediar su necesidad cotidiana, ha sentido la iluminación súbita de su propia esencia»
Les decalaracions dels ideòlegs són reblades per les declaracions del Portaveu dels "nacionals", en Gonzalo de Aguilera:
"Hem de matar, matar; sap vostè? Són com animals, sap?, i no cal esperar que es lliuren del virus del bolxevisme. Al cap i a la fi, rates i polls són els portadors de la pesta. Ara espero que comprengui vostè què és el que entenem per regeneració d'Espanya... El nostre programa consisteix... a exterminar un terç de la població masculina d'Espanya..."
La depuració assenyalava desenes de milers de persones a títol individual arreu de l'Estat, però també una atenció especial als territoris perifèrics que havien sigut independents de Castella: Galícia, el País Basc, l'antic Al-Andalus (Andalusia i Extremadura), on la repressió fou brutal, i de forma especial la Corona d'Aragó, on la repressió fou continuada en el temps fins consolidar-se com a política d'estat.

El matís supremacista/xenofòbic queda patent si llegim el que assenyalen el falangista Maximiano García Venero:
"Podia escoltar-se amb freqüència en uns certs mitjans l'afirmació que Catalunya hauria de ser sembrada de sal. S'arriba a uns nivells tan alts de xenofòbia que ha de ser el propi general Franco qui emeti una ordre per a atallar el genocidi que s'estava cometent"
o en Paul Preston a «L'Holocaust espanyol»:
«Els dies posteriors a l’ocupació de Lleida (…) els presoners republicans identificats com a catalans eren executats sense judici. Qui fos que sentissin parlar en català era molt possible que acabés arrestat. La brutalitat arbitrària de la repressió anticatalana va arribar a tal punt que Franco mateix va haver d’emetre una ordre disposant que s'havien d’evitar els errors que més tard es poguessin lamentar»...«Hi ha exemples de l’assassinat de pagesos per cap més raó aparent que la de parlar català» 

##### Nacionalisme en el bàndol republicà
Iniciada la guerra, donada la manca d’operativitat de l’exèrcit republicà després del cop d’estat feixista, les columnes de milicians feren temporalment el seu paper. I dins aquestes iniciatives, també hi hagué una expedició recolzada per la Generalitat de Catalunya per recuperar Mallorca. La manca de suport del govern espanyol a la causa de fons de ser la Generalitat qui movia l'operació i per propaganda catalanista-pancatalanista amb què es promogué l’allistament de voluntaris obligà a la retirada. El president Azaña qualificaria la iniciativa com a "Aquella absurda operació va néixer de la tiranesca vanitat, petulància i ambició desvariant d'alguns polítics barcelonins". No reconquerir Mallorca tindria una importància cabal en el futur decurs de la guerra.

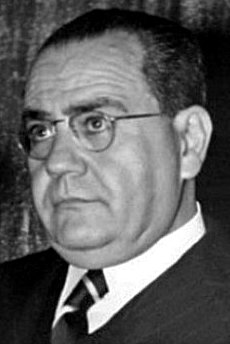
Juan Negrín

Les relacions entre el govern de la República i la Generalitat eren tibants, com testimonien els anomenats Tretze punts d'en Comorera, en resposta al President Negrín. En Comorera hi criticava la influència anticatalanista del PCE al govern de la República, causant una política centralista i anticatalana, amb la intenció de debilitar la presència política i social del PSUC a Catalunya en benefici del PSOE i la CNT, i alhora, es retallaven i suprimien cada cop més competències de la Generalitat.
La República, impedida de comprar armes a l’estranger per l'acord internacional de neutralitat, que tant Alemanya com Itàlia obviaven, requeria amb urgència material bèl·lic. En aquest context, la Generalitat bastí una xarxa d'indústries de guerra reconvertint indústries civils. Quan el govern republicà es traslladà a Barcelona, el 1937, prengué a la Generalitat el control de les indústries de guerra. Però sota el seu control la producció baixà de forma dramàtica, amb el consegüent impacte en el proveïment als fronts de guerra.
Alhora que passava això, el President Negrín tractà amb notable deslleialtat al President Companys, a qui arribà a deixar abandonat a la frontera Francesa, després de quedar-se els fons de reserva de la Generalitat per a l’exili.

Tot plegat es pot resumir amb la declaració nacionalista del Negrín recollida pel Julián Zugazagoitia:
No estic fent la guerra contra Franco perquè ens rebroti a Barcelona un separatisme estúpid i pallús. Estic fent la guerra per Espanya i per a Espanya! Per la grandesa i per la grandesa! S'equivoquen els que suposin una altra cosa. Només hi ha una nació: Espanya! Abans de consentir campanyes nacionalistes que ens portin a desmembraments que de cap manera admeto, cediria el pas a Franco sense cap altra condició que la que es desprengués d'alemanys i italians.

#### Dictadura franquista
El franquisme va adoptar la idea de la nació espanyola de José Maria Pemán basada en un tradicionalisme reaccionari. En opinió de Pemán, una monarquia militar espanyola i l'"ideal catòlic" havien sigut la base per construir la nacionalitat espanyola al segle XVI.
D'altra banda, el mal s'identificava amb la no-hispanitat, l'Anti-espanya com ara jueus, maçons, rojos i separatistes. En aquest mateix sentit, el règim va mobilitzar les masses contra les crítiques que venien de l'estranger. Per exemple, va anar en contra de la Declaració de Múnic (anomenada pel règim " Contuberni de Múnic"), o contra la Comunitat Econòmica Europea, atès que refusava l'entrada d'Espanya en no ser un règim democràtic. Els titulars nacionalistes del règim es repetien a través de mitjans de comunicació, i a les celebracions i dates especials, per exemple als homenatges al José Antonio Primo de Rivera o l'Emilio Mola. En aquest context, l'Església va ser la base del nacionalcatolicisme, però com a conseqüència del Concili Vaticà II, les relacions entre el règim i l'Església es van deteriorar. En aquest context, Antonio Añoveros, bisbe de Bilbao defensà el dret del poble basc a tenir una llengua i una cultura pròpies, que el règim va prendre com una declaració "contra la unitat d'Espanya", i va provocar una greu crisi amb l'Església. El Govern d'Arias Navarro posaria el bisbe sota arrest domiciliari i fins i tot va enviar un avió a Bilbao per expulsar-lo d'Espanya, tot i que les converses amb l'Església finalment ho van impedir.

Dins la política nacionalista va tindre un especial relleu la castellanització lingüística, malgrat que algun intel·lectual falangista volia mantenir la diversitat cultural, es va imposar de bon principi la linia dura. Així, tota propaganda oral i escrita ha de passar pel mateix tamís. Segons en Josep Montagut, no es permetran ni al·locucions, ni mítings, ni conferències que no es pronunciïn en castellà, i quedarà proscrita tota publicació, llibre, fullet, revista, diari, que no es redacti en el llenguatge oficial d'Espanya, que és el verb de la raça i de tots els seus fills d'aquí i d'allà l'Amèrica Espanyola.
hem d'entrar a Catalunya amb les banderes desplegades en nom d'Espanya i parlant el llenguatge rude i clar de Castella, que per sobre de tots els altres és el d'Espanya, ja que aquest llenguatge ho entenen tots els catalans i l'estimen, malgrat les campanyes aferrissades dels enemics d'Espanya, al costat dels quals es troben, potser inconscientment, alguns camarades que ara preconitzen com a procediment tàctic l'ús del català. Ja li sobrarà temps a Falange i a Espanya per a demostrar a Catalunya que no sent odi ni menyspreu per la seva llengua i per les seves peculiaritats dignes de tenir-se en compte.

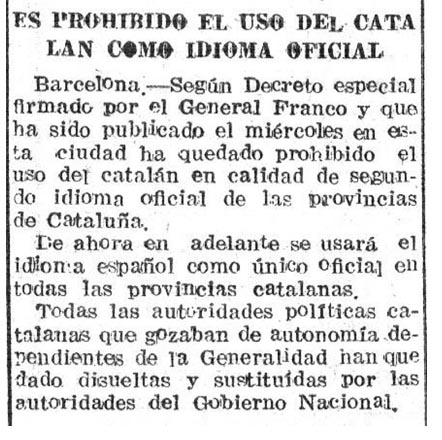
Extracte del Diario de Navarra del 17 de febrer del 1939, de títol «Es prohibido el uso del catalán como idioma oficial» (traduïble com a «Es prohibeix l'ús del català com a idioma oficial»). Destaca que es prohibí el català com a llengua oficial de segon rang a «les províncies de Catalunya» i en dissolia totes les institucions polítiques amb autonomia, per decret del dictador espanyol Francisco Franco.

A més de nombroses lleis, es va desincentivar l'ús del català en tota mena d'àmbits (Si ets espanyol, parla espanyol), fins i tot en els religiosos, la qual cosa va produir conflictes amb les autoritats eclesiàstiques, comprensives en altres temes; i es va prohibir en àmbits oficials (fins i tot en el registre civil dels noms). Fins i tot s'emprà a les escoles llibres com el Catecismo patriótico Español, del bisbe Albino González Menéndez-Reigada, del 1939, en que s'afirmava que el català i el gallec eren dialectes (de l'espanyol) i a més s'hi fa secessionisme lingüístic català.
També cal esmentar l'asignatura Formación del espítiru nacional (FEN), que s'ensenyava a les escoles, així com la continuació del relat de guerra (bàndol nacional) en forma de nacionalisme banal, per exemple afegint l'adjectiu nacional a organismes estatals de servei ciutadà (Radio Nacional de España, RENFE, CTNE, INI, etc).

Durant el franquisme s'anomenava molts càrrecs públics sense elecció, com ara alcaldes. Es el cas dels nomenaments de càrrecs sensibles a territoris com Catalunya, com a la Diputació o l'Ajuntament de Barcelona, el rectorat de la Universitat i fins i tot la direcció del periòdic La Vanguardia (que va passar a dir-se La Vanguardia Espanyola), malgrat ser de capital privat (Compte de Godó), o el més que un club Futbol Club Barcelona. Uns exemples poden ser el Galinsoga, autor de llibres com Delenda est Cataluña, i posterior protagonista de l'Afer Galinsoga, a La Vanguardia, o el Wenceslao González Oliveros, fervent admirador d'en Hitler, seguidor de les teories racistes des del Gobineau al Rosenberg, i admirador de les pràctiques eugenèsiques alemanyes de millora racial, com a Governador civil, que només arribar, l'agost del trenta-nou, deixà ben clara la seva missió:
Cuarenta años de progresiva desespañolización de Cataluña exigen un esfuerzo inmediato y continuo de signo contrario. En la reespañolización cultural de Cataluña espero poner lo principal de mi empeño, desde la primera enseñanza a la alta cultura
En González prenia el relleu al general Eliseo Alvarez, que com a Cap dels serveis d'ocupació, i exercint de Mando único político-militar, ja havia prohibit l'ús públic del català.
Pel que fa al futbol, els clubs bascos eren explícitament posats com a exemple virtuós en alinear únicament jugadors espanyols (a l'ésser de la seva localitat o així). El futbol va ser àmpliament emprat com a vàlvula de fuita de tensions socials i territorials (Pa i futbol), i com a vehicle d'identificació nacional.

##### Relacions nacionalcatolicisme espanyol - nacionalsocialisme alemany
Al marge dels contactes de polítics i militars espanyols amb dirigents nazis, també hi ha una influència més amplia del nazisme dins la societat espanyola, a través dels centres culturals alemanys a Espanya. Després de la primera guerra mundial, l'Alemanya havia de suportar sancions econòmiques i boicots científics. Per sortejar els obstacles a una relació internacional, l'Alemanya optà per una política exterior cultural, especialment intensa amb els països que havien esdevingut neutrals. Entre ells, Espanya passà a esdevenir un objectiu preferent, per si mateixa i com a pont vers l'Amèrica llatina. S'establiren escoles alemanyes i centres culturals a Barcelona i Madrid, i en sentit recíproc, s'obriren instituts iberoamericans a l'Alemanya. I amb l'arribada del partit nacionalsocialista al poder a l'Alemanya, els centres a l'estrangers anaren esdevenint en instruments de propaganda.

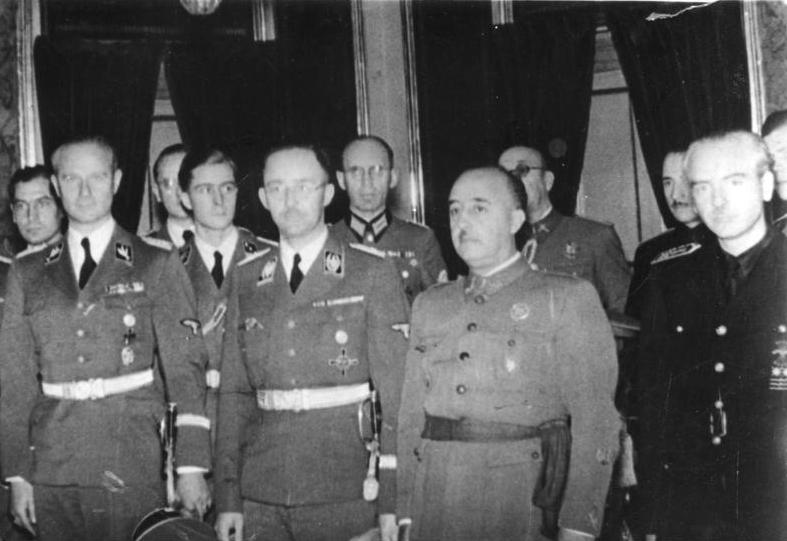
Von Ribbentrop, Himmler, Franco i Serrano Suñer

A més de militars de la Unión Militar Española, molt activa en la propagació d'ideari nacionalista espanyol i colpista, tant gent de la CEDA com de la Falange, com els respectius partits, tingueren relacions amb el nazisme, i iniciada la revolta contra la República Espanyola, s'establí una intentsa col·laboració, nombrosos militars alemanys col·laboraren amb els rebels espanyols, i àdhuc unitats militars, com la Legió Condor, hi combateren.
Alhora, el govern nacionalsocialista alemany cercà establir relacions amb personalitats de la societat civil favorables al cop d'estat franquista, amb prioritat amb els que ja havien tingut contactes amb la cultura alemanya, tant a Espanya com a l'Alemanya (p.e., mitjançant les antigues beques de la JAE -Junta per a l'Ampliació d'Estudis-), per exemple, l'Antonio Vallejo-Nágera. També es promogueren visites a Alemanya (inclosos els primers camps de concentració) de personatges influents de la dreta espanyola, com el Gil Robles o mossén Tusquets.
La col·laboració cultural s'estenia a molts altres àmbits, com ara el cinema, o la intensa cooperció entre l'Ahnenerbe i arqueòlegs falangistes, en la que, àdhuc, el secretari de la Falange, José Luis Arrese, informà personalment en Himmler sobre l'interès de crear una mena d'Ahnenerbe espanyola dependent de la Falange per a investigar la prehistòria espanyola, com ho feia l’organisme nazi, amb qui es volia coordinar. També es pot esmentar que, des del 1937, les Joventuts Hitlerianes i les Organitzacions Juvenils de FET i de els JONS, organitzaren algunes activitats conjuntes i intercanviaren material com ara revistes, o la col·laboració entre la Secció Femenina de la Falange i les organitzacions femenines nazis (juvenil i adulta: Bund Deutscher Mädel y NS-Frauenschaft) entre el 1936 y el 1945.

##### Antiespanya
El concepte d’Antiespanya prové de la guerra del francès, segons indica el diplomàtic Luis Mariñas Otero a La herencia del 98, el 1823 «aparece por primera vez la acusación «Antiespaña», lanzada en nombre de la teocracia contra los enemigos del absolutismo».
És un concepte aillacionista vers les potències estrangeres, que suposadament cerquen el mal a la pàtria, però també idees estrangeres alienes a l'espanyolitat propugnada pel nacionalisme espanyol. Durant el primer terç de segle XX i la guerra civil, el concepte s'amplia als mals espanyols, segons el criteri del nacionalisme feixista. Això esdevé una carta blanca per a la repressió dins d'Espanya, i en el cas dels exiliats se'ls arriba a deposeïr de nacionalitat, convertint-los en apàtrides, i causant que part d'ells acabessin als camps de concentració nazis.

Al s. XXI, si bé no anomenat així, el concepte d'Antiespanya (així com el del càncer de la nació d'en Millan-Astray) continua viu en determinats cercles polítics, com demostren afirmacions com les de l'ex-ministre Jaime Mayor Oreja a la revista Horizons del CIRSD:
La derrota dels republicans i del Front Popular a la Guerra Civil de 1936 va comportar el naixement d'un projecte polític i social amb l'objectiu de trencar Espanya i l'ordre social basat en fonaments cristians a mitjans dels anys cinquanta... Com que només hi ha un moviment, no hi pot haver cap moviment nacionalista basc com a entitat separada dels altres. No hi ha moviments nacionalistes bascos, catalans o gallecs que operen independentment els uns dels altres. Sempre hi ha hagut, i continuen existint, interconnexions entre ells. El que canvia és l'avantguarda i la rereguarda del moviment nacionalista... En definitiva, no hi ha problemes individuals bascos, catalans i gallecs. Hi ha un problema que ha consistit essencialment en un complex d'inferioritat que han tingut tots els espanyols, per això el moviment nacionalista ha sabut abusar-ne... En abraçar constantment el mal menor, tard o d'hora ens trobarem davant del mal més gran. El càncer d'aquesta presa de decisions fa molts anys que està present a Espanya i ha fet metàstasi.

##### Infrahomes-subhomes-individus degenerats vs. l'Home nou
Arreu d’Occident hi ha un pensament polític de substrat darwinista i eugenista, segons el qual la civilització (i segons el nazisme i el feixisme, la democràcia) desfavoreix als millors individus i afavoreix als degenerats. Especialment a partir dels anys 30, a Espanya sovintegen els termes infrahome i subhome, degenerat, i àdhuc rifeny, a diversos discursos i articles. Són termes que també es poden trobar en publicacions republicanes, si bé amb un significat més aviat sociocultural.

El feixisme proclama una exigència regeneradora, tant en el que fa a la depuració de degenerats, com a l'autoexigència. Un exemple d’aquest darrer cas pot ser l'editorial "No basta" a la publicació falangista Imperio, del 4 de novembre de 1936:
"No n'hi ha prou amb la camisa blava i, trenats en vermell, el jou i el feix de fletxes simbòliques. No n'hi ha prou... Res de aparatoses exhibicions. La Falange no vol als seus quadres «ninots uniformats», sinó homes forts, forts de cos i ànima, que siguin brots vigorosos del tronc regenerat de la raça..."
Espanya havia de ser la llar de l'Home nou, un concepte propi dels règims dictatorials del primer terç del segle xx, des del nazisme al comunisme.

##### Dinàmica artificial de poblacions
Hi ha controversia entre els historiadors sobre els plans del franquisme vers la població catalana, atès que segons el doctor Franz-Berndt Speicher, professor d'història contemporània de la Universitat d'Hamburg, tenia intenció de desplaçar-la als territoris del protectorat francès al nord d'Àfrica, que en Franco volia que en Hitler l'hi cedis, i la repoblació de Catalunya i els territoris catalanoparlants amb gent d'altres llocs d'Espanya. Atesa la derrota de l'Eix a la segona guerra mundial, el règim franquista veié imposibilitzada aquesta deportació. Per això, la biopolítica franquista vers els Països catalans hauria tingut tres eixos:
- intensa purga política similar a la de la resta de la població espanyola, però afegint el factor cultural com a les raons polítiques[355]
- promoció de l'emigració des d'altres zones d'Espanya[493]
- prohibició de l'idioma català i manifestacions culturals no castellanitzades, i ensenyament exclusivament en castellà[11][354][190][356]

En qualsevol cas, la població masculina dels Països catalans en general i de Catalunya en particular patí una dràstica davallada durant la guerra. Quan a poc a poc les fàbriques recuperen l'activitat es fa evident que manca mà d'obra, pel que es promou la immigració des d'altres regions. Ara bé, la promoció de la immigració no s'atura quan ja no és precisa més mà d'obra, pel que es converteix en una onada substitutòria que en algunes poblacions arriba a guetificar la població autòctona. Hi ha controversia entre els historiadors de si això és fruit d'una biopolítica planificada o no, però es poden esmentar declaracions i documents, com les del Leopoldo Calvo Sotelo, antic ministre franquista i expresident democràtic, pertanyent a un llinatge de polítics ultraconservadors:
"La jugada maestra para nuestros intereses fue llenar Cataluña y Valencia de españoles"
"Hay que fomentar la emigración de gentes de habla castellana a Cataluña y Valencia para así asegurar el mantenimiento del sentimiento español que comporta"
Es pot afegir a aquestes afirmacions la recomanació del Consejo Nacional del Movimiento, a les seves sessions plenàries, el febrer de 1971, ponència «Defensa de la unidad nacional»,
"Hay que desechar la idea, por estéril, de que la unidad se puede imponer por la sola enérgica autoridad. Hay que buscar nuevos y eficaces caminos. Hay que llegar a conocer, descubrir cómo y por qué se forma la mentalidad del separatista y, conocido este origen, atacar sagaz, inteligentemente con firme energía sus causas. En este orden, la atención a la actividad asociativa de todo tipo, al deporte, a las manifestaciones culturales, etc. parece fundamental. (...) Las masas immigrantes del campo a los centros industriales vascos y catalanes, en medio de un ambiente lingüístico hostil, pueden convertirse en compañeros de viaje de un separatismo disgregador. (...) Debemos impulsar la implantación de "CASAS Y CENTROS REGIONALES" para evitar que los emigrantes, que vienen esforzándose por el engrandecimiento de Cataluña, sean presa del mesianismo de doctrinas sectarias"

##### Camps de concentració franquistes
Els camps de concentració franquistes foren establerts a Espanya entre 1936 i 1947 coordinats pel Servei de Colònies Penitenciàries Militaritzades. Acabaven en aquests camps de concentració des d'excombatents republicans de l'Exèrcit Popular, les Forces Aèries i la Marina de Guerra, fins a dissidents polítics i els seus familiars, catalanistes, indigents, independentistes marroquins, homosexuals, jueus, gitanos i presos comuns. En acabar la guerra, la concentració i classificació de presos es va seguir portant a terme atès que resultava molt eficient. En aquest procés, doncs, els camps de concetració eren una peça clau. A Catalunya, el País Valencià i Les Illes hi va haver nombrosos d'aquests camps.
A més del càstig, una de les grans missions per a les quals es van constituir els camps de concentració va ser la “reeducació” dels interns, almenys dels considerats “recuperables” per a la causa nacionalista. Per fer-ho, es van utilitzar tècniques de sotmetiment, humiliació, propaganda i rentat de cervell per tal d'aconseguir la progressiva deshumanització dels captius. Cada dia eren obligats a formar un mínim de tres vegades, cantar el Cara al sol i altres himnes franquistes, així com saludar a la manera feixista.

##### Robatori d'infants
El Franquisme vist des d'una biopolitica àmplia, que inclogui la dinàmica artificial de poblacions, va aplicar com a acció eugenèsica el robatori de desenes de milers de nens republicans per donar-los en adopció a famílies afectes i evitar-ne la degeneració, de manera que creixin com a fidels seguidors de les consignes franquistes i com a tals fàcilment controlables. Segons "Racisme i supremacisme polítics a l'Espanya contemporània", si bé "en aquell moment era normal el robatori d'infants a mares solteres a països feixistes com Itàlia o ultracatòlics com Irlanda, la diferència era que a Espanya es robaren també a dones casades (empresonades o amb el marit empresonat). Els robatoris espanyols a famílies són semblants als robatoris d'infants en algunes zones ocupades pels nazis (per exemple en determinades zones poloneses que els nazis consideraven àries), on la raça es considera correcta, però no el medi familiar".

Això encaixa amb els postulats que l'any 1939 pronunciaria en Vallejo Nágera al llibre La locura y la guerra, com ara:
“la ideologia depenia de una predisposició genètica observable en el fenotip, però actuant sobre l'ambient es podia modificar aquests gens nocius”
Amb el temps l'eugenisme donà pas al senzill negoci de tracta de nadons, que continuà fins ben entrada la democràcia.

##### Autarquia
L'autarquia és el sistema econòmic segons el qual una nació és capaç de proveir-se a si mateixa i subvenir a totes les seves necessitats amb un mínim d'intercanvi comercial amb l'exterior i rebutjant els capitals estrangers.
Al marge del bloqueig económic internacional, després de la guerra civil, l'autarquia era concebuda pel franquisme no només com una resposta a una situació temporal d'emergència, sinó com una política d'Estat. Franco va arribar a afirmar: "L'experiència de la nostra guerra haurà d'influir seriosament en totes les teories econòmiques defensades fins fa poc com si fossin dogmes".
Segons Juan Antonio Suances, ministre de Comerç i Indústria de l'època, primer president de l'INI, i un dels ideòlegs de l'autarquisme espanyol: "L'autarquia és el conjunt de mitjans, circumstàncies i possibilitats que garanteixen un país per si mateix el seu existència, honor, la seva llibertat de moviment i per tant, la seva total independència política, li permeten el seu normal i satisfactori desenvolupament i la satisfacció de les seves justes necessitats espirituals i materials".
Per als dirigents franquistes, el desenvolupament s'havia d'assolir perseguint els nivells màxims d'autoproveïment, i alhora sota el control d'una autoritat forta, contraria a la llibertat econòmica que, deien, havia conduït a l'endarreriment i a l'enfrontament. Alhora es considerava que l'important era aconseguir els objectius quantitatius marcats sense importar a costa de què ni amb quina eficiència econòmica.

#### Transició i Monarquia constitucional
Amb la restauració democràtica el catalanisme s'implica fortament en la construcció d'una nova Espanya democràtica i descentralitzada, parella a un nou espanyolisme allunyat del franquisme. Participà en la redacció de la Constitució vigent, participà en la fundació d'Aliança Popular, que havía de ser un partit de dretes democràtic homologable als europeus, financià la fundació del diari progressista El País, i donà estabilitat al régim durant les diferents crisis polítiques i econòmiques. En contraprestació, el catalanisme cercava un espanyolisme democràtic i tolerant, i un disseny territorial autonòmic que s'atansés al federalisme, si més no a les autonomies anomenades històriques (les que ja havien tingut estatut d'autonomia durant la Segona República, a les que s'afegiren algunes més).
El cop d'estat del 23F seria el punt d'inflexió a partir del qual, de mà del PSOE i la LOAPA, començà una homogeneització i involució, que continuaria de forma creixent en successius governs espanyols, així com un progressiu retorn a l'espanyolisme pre-democràtic.

##### Batalla de València
Durant els anys 75 a 82, amb diversos mitjans, incloses bombes, grups ultraespanyols ataquen llibreries, revistes i persones afins al valencianisme/catalanisme, de forma especial al País Valencià, on els fets reben el nom de Batalla de València.

##### Llengua democràtica i de progrés
Durant la Transició a Catalunya, i especialment al País Valencià, nombrosos pares valencianoparlants començaren a parlar castellà als fills, interrompent la transmissió de la llengua. L'argument era que era progresista i universalista respecte al franquisme, tot i que en realitat reafermava la imposició castellana d'aquell. Com en altres ocasions, aquesta substitució s'iniciava a les classes dirigents.
Respecte a Catalunya, diverses personalitats, com ara els polítics Txiki Benegas, José Prat, Luís González Seara, o Alejo Vidal-Quadras, els acadèmics Julian Marías, Claudio Sánchez Albornoz, i Gregorio Salvador, els escriptors Rafael Sánchez Ferlosio, Antonio Muñoz Molina, Antonio Gala, Arturo Uslar Pietri, Francisco Umbral, o Jesús Tobado, els periodistes Carmen Rico-Godoy, Antonio Crevette, Luís María Ansón, Jaime Capmany, o Federico Jiménez Losantos, el sociòleg Amando de Miguel, el filòsof Eugenio Trias, o l'actriu Carmen Maura, entre d'altres, denuncien l'ús del català com un element retrògad/tribal/provincial, així com discriminador vers els espanyols castellanoparlants.

###### Manifest dels 2300
El Manifest dels 2.300 va ser un manifest aparegut el 25 de gener del 1981. Fou signat per un grup de persones que en principi residien a Catalunya, entre ells Federico Jiménez Losantos, Santiago Trancón, Amando de Miguel, Carlos Sahagún i José Luís Reinoso i suposadament fins a 2.300 persones més. En aquest es criticava la política lingüística, especialment en educació, del nou govern de la Generalitat de Catalunya després de la transició espanyola. Els primers l'acusaven de discriminar el castellà i d'insolidaritat respecte d'Espanya.
El manifest, tot i que redactat el 25 de gener del 1981, havia de ser publicat a finals de febrer a Diario 16, que llavors dirigia el periodista Pedro J. Ramírez. Però eren temps convulsos; el 29 de gener, havia dimitit Adolfo Suárez i el cop d’estat del 23-F en va endarrerir la publicació fins al 12 de març, un dia abans que s'aprovés la LOAPA.

##### Cop d'estat del 23 de febrer de 1981
El cop d'estat del 23 de febrer, normalment anomenat del 23-F, fou un intent de cop d'estat militar contra el govern d'Espanya i els parlamentaris del Congrés dels Diputats escollits per sufragi universal, lliure i directe democràtic i legítim d'Espanya que es va produir el 23 de febrer de 1981.
Una de les conseqüències més notòries del 23-F va ser la realització d'una nova política respecte a les autonomies. El nou govern del PSOE va iniciar un procés d'involució autonòmica mitjançant l'aprovació de la LOAPA que tenia com a objectiu frenar la descentralització de l'estat Espanyol i limitar el sostre competencial de les comunitats autònomes.

##### Els GAL
Els Grups Antiterroristes d'Alliberament (en castellà Grupos Antiterroristas de Liberación) o GAL foren grups armats parapolicials espanyols que practicaren el que es coneix com a Guerra bruta o terrorisme d'Estat a Espanya i França durant la dècada del 1980 amb la col·laboració d'alts funcionaris del Ministeri de l'Interior espanyol, aleshores dirigit pel PSOE del president Felipe González per intentar posar fi al santuari de l'organització ETA a França, establerts a partir del document del CESID Acciones en Francia de 1983. Algunes de les accions dels GAL que més van transcendir foren la tortura i assassinat de José Antonio Lasa i José Ignacio Zabala, l'atemptat de l'Hotel Monbar o el segrest de Segundo Marey.

##### Operació Garzón
L'Operació Garzón fou una operació policial en que es detingueren 45 persones de molts àmbits professionals, vinculades al moviment independentista català, per presumpta pertinença a l'organització armada Terra Lliure, en aquell moment en fase de dissolució. L'operació fou dirigida principalment pel titular del jutjat central d'Instrucció núm. 5, Baltasar Garzón, i s'acusà l'operatiu de efectuar detencions indiscriminades i tortures, tot i que des de la Guàrdia civil es negà.
Preparada des de 1990, es precipità pel temor a un hipotètic atemptat coincidint amb els Jocs Olímpics d'estiu de 1992 de Barcelona. El 1995, 25 dels detinguts foren jutjats i, d'aquests, 18 foren condemnats per pertinença a l'organització armada. L'eco dels fets, però, s'allargà en el temps a causa de les denúncies de tortures de 17 dels detinguts. Arran d'aquestes denúncies, s'engegà un procés judicial que acabà al Tribunal Europeu dels Drets Humans el 2004 i que condemnà l'Estat Espanyol per haver-se negat a investigar les denúncies de tortures.

##### Assetjament dels mitjans de comunicació aliens al nacionalisme espanyol
L'espanyolisme no es tolerant amb cosmovisions y relats històrics que no coincideixin amb el seu, per això practica un assetjament als mitjans de comunicació que generen un relat alié al seu relat.
Per exemple, els diaris catalans en general són acusats de bescanviar subvencions per propaganda política, tot i que arreu d'Espanya els mitjans de comunicació reben subvencions i publicitat institucional.
Un altre cas és el de TV3, assetjada des del seu mateix naixement, bé l'empresa en si, bé els repetidors que, per subscripció popular, la gent havia instal·lat al País Valencià o a Les Illes per poder-la veure. Altres emisores en català, com Canal 9 o IB3 també han estat en el punt de mira de l'espanyolisme, en el primer cas, reduint-ne el pressupost i manipulant-la fins a esdevindre un mitjà residual que acabà tancant-se.
I un cas especial es el del diari basc Egunkaria. Tot i que accions com les del GAL són més greus, el tancament del diari Egunkaria dona la mesura de l'actuació represora del nacionalisme espanyol emprant les eines de l'Estat. Sobtadament, per ordre judicial, el 20 de febrer del 2003 va ser tancat el diari Egunkaria, i els seus responsables van ser detinguts, incomunicats i torturats. Set anys després, una sentència de l'Audiència Nacional els va absoldre i va denegar les acusacions de col·laboració amb ETA.

##### Secessionisme lingüístic com a instrument del nacionalisme espanyol als territoris de l'antiga Corona d'Aragó
És interessant assenyalar la barreja de secessionisme lingüístic i anticatalanisme que apareix als territoris que formaven, amb Catalunya, l'antiga Corona d'Aragó: a l'Aragó, al País Valencià, i a les Illes. Sovint és propiciat des de grups polítics que abracen l'espanyolisme com a antídot contra la catalanitat. L'esquema i discurs és el mateix, i alhora que és tolerat per l'esquerra espanyola, acaba incorporant-se sense problemes als grans partits espanyols, PP i PSOE, i influint al seu gruix de votants, i posteriorment a l'acció de govern estatal, com ara secessionisme lingüistic català, i afavoriment del castellà. Fragmentant el català en tantes llengues com territoris, se'l fa inoperatiu, se l'asfixia econòmicament, i se'l converteix en una joguina política en mans dels polítics territorials.
A Navarra succeix un fenomen semblant respecte al País Basc, durant la Transició en nom del provincialisme navarrés aparegueren grups polítics regionalistes amb un marcat discurs antibasquista, alhora que amb un marcat nacionalisme espanyol.

##### Revisionisme històric
Apareix durant la democràcia un revisionisme històric que afecta els periodes més foscos de la història, per exemple la conquesta americana per la monarquia hispànica, o bé dictadures com la franquista, i, sovint, alhora inverteix la culpa i la projecta sobre les minories nacionals.

### S. XXI

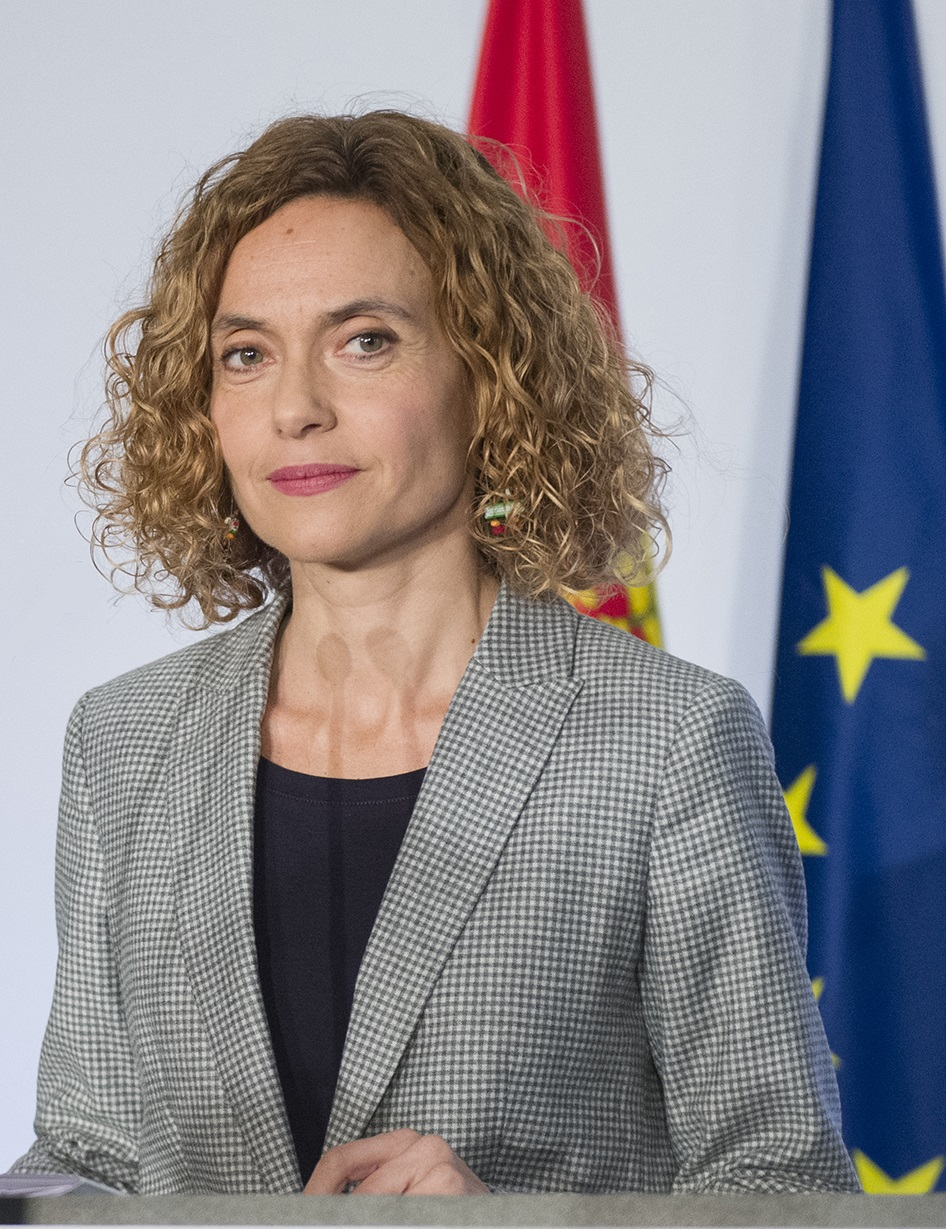
Meritxell Batet, diputada pel PSOE, i des del 21 de maig de 2019, presidenta del Congrés dels Diputats.

El s. XXI, el nacionalisme espanyol persisteix en la formació de l'estat nació espanyol iniciat el s. XVIII, consolidant un règim asimètric de bilingüisme, en el que progressivament s'ha teixit una teranyina de lleis i ajuds que priviligien el castellà respecte altres llengues estatals, que esdevenen les llengues febles del bilingüisme als seus territoris, i en conseqüència amenaçades de desaparició. En la mateixa linea, fins al setembre de 2023 (47 anys després de la mort de Franco), s'ha impedit l'ús al Congrés espanyol, així com l'oficialitat a Europa, a diferència de llengües menys parlades com ara el gaèlic irlandès. En altres àmbits institucionals, com ara la justícia, Plataforma per la Llengua ha denunciat catalanofòbia.
La demanda d'un nou estatut per part de Catalunya (Estatut de Miravet) que revertís la involució nacionalista iniciada després del cop d'estat del 23F, ocasioná un increment del nacionalisme espanyol. Com a exemple, es pot esmentar que el novembre del 2005 Òmnium Cultural organitzà una trobada d'intel·lectuals catalans i madrilenys al Círculo de Bellas Artes per mostrar el suport a un nou estatut d'autonomia català que pretenia solucionar les tensions territorials, i entre altres coses, protegir millor la llengua catalana. Pel costat català es noliejà un vol xarter un centenar de representants del món cultural, cívic, intel·lectual, artístic i esportiu de Catalunya, però pel costat espanyol, excepte Santiago Carrillo, polític provinent de la Segona República Espanyola no acudí ningu més. El posterior fracàs de la reforma estatutària respecte els seus objectius obriria la porta al creixement de l'Independentisme català, que alhora ha causat una radicalització de l'espanyolisme.
A part de discriminacions lingüístiques per part de funcionaris públics, p.e. als hospitals, la prohibició actual d'emprar la llengua catalana a les institucions de l'Estat, com ara el Congreso, tot i ser l'antiga Corona d'Aragó, amb tres territoris catalanoparlants, un dels cofundadors de l'actual estat espanyol, no és més que la continuació de l'estrangerització dels catalanoparlants del primer terç del s.XX, en ple auge del racisme d'estat i el feixisme.
Com a detall no menor del nacionalisme espanyol que entronca únicament en Castella, es pot esmentar la jura de bandera de la infanta Elionor de Borbó, futura reina, l'octubre del 2023, en graduar-se a l'Academia militar de Saragossa, en que s'emprà una bandera amb només l'escut de Castella.

#### Noticies falses
No és estrany trobar acusacions d'imposició o àdhuc supremacisme i racisme per part de l'espanyolisme, sovint basades en anècdotes, tergiversacions, o àdhuc mentides, invertint els termes per acusar les minories nacionals d'atacar l'espanyolitat. L'anomenada Operació Catalunya també és un exemple de com les clavegueres de l'Estat han filtrat notícies falses, en aquest cas contra polítics catalanistes.

#### Operació Catalunya
L'Operació Catalunya és una conspiració policial impulsada pel Govern del Regne d'Espanya que va tenir per objectiu frenar el procés independentista català. La trama va comportar proves falses, manipulació de dades, informes irregulars, agents secrets, filtracions interessades a la premsa, amenaces per obtenir informació confidencial. És només una de les branques de l'ofensiva contra l'independentisme català. Tot i que és de les que s'havien mantenir ocultes s'ha convertit en la més sorollosa, i ha permès conèixer alguns dels noms d'allò que s'anomenen «les clavegueres de l'estat».

#### Intent d'assalt a la seu de la CUP
Dins del marc de l'Operació Anubis, sense tindre cap ordre judicial, la Policia espanyola va intentar assaltar la seu central de la CUP, al carrer Casp de Barcelona. Membres i simpatitzants del partit van aconseguir impedir-los l'entrada, i també foren recolzats per polítics aliens a la formació, com el Jaume Asens, la Gala Pin, l'Alfred Bosch, o el Xavier Trias. El desplegament es va mantenir durant vuit hores i finalment van marxar sense fer cap escorcoll ni detenció.

#### Limitació de drets mitjançant la plantilla antiterrorista
Tot i ser el sobiranisme català un moviment polític pacífic, i com a tal se'l permet concòrrer a eleccions (però no aplicar el seu programa si venç), hi ha un discurs que l'assimila amb la violència per així aplicar la plantilla antiterrorista basca de limitació de drets. Un exemple pot ser la inclusió per part de l'Estat del sobiranisme català en un informe de l'Europol sobre terrorisme.

##### Catalangate
Catalangate és un cas d'espionatge, perpetrat principalment amb el programa espia Pegasus de l'empresa NSO Group, contra el moviment independentista català, inclosos els quatre presidents de la Generalitat de Catalunya des del 2010, dos presidents del Parlament de Catalunya i altres càrrecs electes, fins i tot europarlamentaris, a més d'activistes, advocats i desenvolupadors informàtics i, en alguns casos, els seus familiars.

##### Espanyolisme lingüístic
A part d'accions legislatives i propagandístiques, un episodi destacable de l'espanyolisme lingüístic, en tant que vulneració de drets fonamentals, és l'espionatge governamental a l'entitat Plataforma per la Llengua, dedicada a la promoció del català. Aquesta entitat ja anteriorment havia demandat judicialment al diari El Mundo per haver-la acusat de filoterrorista, i havia rebut acusacions del partit nacionalista espanyol Ciudadanos en el mateix sentit.

##### Infiltració de policies espanyols en moviments socials dels Països Catalans
La Infiltració de policies espanyols en moviments socials dels Països Catalans dels anys 2020 és una de les tècniques d'espionatge emprades pel Cos Nacional de Policia espanyol per obtenir informació sobre els moviments socials. El juliol del 2023 es coneixien quatre casos de policies infiltrats en l'activisme independentista, antiracista, i per la defensa del dret a l'habitatge de Barcelona, Girona i València. Els quatre espies van establir relacions afectives estables amb les persones que enganyaven per aconseguir informació per la policia espanyola,en un quadre homologable a règims dictatorials.

#### Llei audiovisual
El maig del 2022, el govern espanyol dels partits PSOE i Podemos va aprovar l'anomenada Llei audiovisual en que s'actualitza el marc normatiu a Espanya, incloent-hi les plataformes de pagament. Aquesta llei regula també l'idioma dels doblatges i subtítols, i obliga a que a la suma del 6% dels continguts també estigui en alguna de les altres llengües oficials a l'estat, residualitzant-les respecte al castellà. Alhora, tot i basar-se en una norma europea que obliga al conjunt d'empreses, la llei espanyola només obliga a les empreses amb seu a Espanya, pel que les plataformes estrangeres no tenen cap obligació de doblar o subtitular en català, gallec o euskera.

## El reflex de l'espanyolisme en el marc jurídico-polític actual d'Espanya
En l'actual monarquia parlamentària espanyola, la translació de determinats postulats espanyolistes a les principals normes jurídiques estatals és molt abundant, ja sigui en l'àmbit de l'educació, de l'economia o de les institucions. Així, per exemple, les lleis estatals vetllen perquè tots els espanyols arribin al final de l'escolarització obligatòria dominant el castellà, mentre ignora les altres llengües de l'Estat. Paral·lelament, els òrgans de govern dels jutges espanyols s'han mostrat reiteradament en contra dels intents dels legisladors "autonòmics" (regionals) d'exigir el coneixement de les llengües diferents del castellà en aquells territoris on són cooficials: a parer dels jutges, l'única llengua que els pot ser requerida és la llengua comuna castellana. Totes aquestes regulacions troben l'empara en la Constitució espanyola aprovada el 1978, que en el seu títol preliminar (art. 3) estableix que "el castellà és la llengua espanyola oficial de l'Estat", la qual "tots els espanyols tenen el deure de conèixer" i "el dret a usar-la". El privilegi atorgat pel poder constituent a la llengua castellana, única que és mencionada en la carta magna, és un exemple d'aplicació dels principis de l'espanyolisme.
Tot i així, multitud de preceptes constitucionals desenvolupen idees espanyolistes, com l'atribució de la sobirania al poble espanyol en exclusiva (i no pas als diferents pobles que conformen l'Estat), la consideració d'Espanya com l'única nació (front les "nacionalitats" o "regions" que la conformen), l'atribució a les Forces Armades de la missió de defensar la integritat territorial de l'Estat, o la potestat del govern espanyol d'imposar a un president "autonòmic" (regional) el compliment d'obligacions que emanin de les lleis estatals o de la mateixa Constitució, marcant així una certa relació de jerarquia entre les institucions centrals i les autonòmiques (regionals), més enllà de la relació lògica de competència. Aquests preceptes espanyolistes es veuen contrapesats per d'altres que obren la porta al reconeixement de les llengües no castellanes com a cooficials en llurs àmbits lingüístics respectius, així com en la creació d'institucions regionals (dites comunitats autònomes) per descentralitzar l'Estat. No obstant això, en allò essencial (llengua comuna, sobirania única, dret comú i institucions centrals compartides) la Constitució espanyola de 1978 o bé transposa idees espanyolistes o bé es manté ambigua, deixant en mans de la dinàmica política conjuntural l'adopció de polítiques concretes més o menys espanyolistes.
A la pràctica, la configuració de les majories a les corts espanyoles de 1977 ençà ha permès l'adopció de polítiques espanyolistes en els períodes de majoria absoluta de partits estatals, mentre que quan els nacionalismes perifèrics han pogut influir en la governabilitat d'Espanya, aquestes s'han atenuat i el procés de descentralització autonòmica s'ha accelerat.
En aquesta línia, una de les qüestions que de forma recurrent apareix en l'àmbit polític és la voluntat de limitar la presència dels partits dits "nacionalistes" (partits que no tenen un referent d'àmbit espanyol, només amb seu "autonòmica") al parlament central, per evitar que puguin influir en la governabilitat de l'Estat, impedint les polítiques espanyolistes.
Finalment, tot i que la carta magna espanyola de 1978 obria la porta, encara que de manera ambigua, a una diferenciació, quant al poder "autonòmic", entre nacionalitats i regions, cosa que hauria permès un major sostre d'autogovern, per exemple, per a Catalunya i el País Basc, a la pràctica totes les regions han reclamat el mateix sostre competencial. Això ha derivat en un model autonòmic uniformitzat, anomenat de "cafè per a tots", beneït pel govern espanyol per evitar conflictes entre territoris. Aquest model entronca en certa manera amb els principis uniformistes de l'espanyolisme.
En conclusió, perviuen encara en la Constitució espanyola de 1978 molts preceptes que recullen principis de l'espanyolisme, tals com l'existència d'una llengua comuna obligatòria, d'un dret i unes institucions comunes, d'una sola nació, Espanya, i d'una sobirania única que recau en el conjunt del poble espanyol. El canvi respecte a etapes polítiques anteriors ha vingut per la major tolerància respecte a les altres llengües de l'Estat i, molt especialment, pel procés de descentralització política i la creació de governs i parlaments regionals, que han permès l'establiment de polítiques regionals pròpies en certes matèries. Aquest marge de maniobra regional es veu permanentment amenaçat per les actituds espanyolistes dels partits d'àmbit estatal o bé per les interpretacions més o menys restrictives de la Constitució espanyola que faci el Tribunal constitucional, intèrpret suprem de la carta magna.

### Democràcia ètnica?
La Democràcia ètnica és un concepte que descriu sistemes polítics que funcionen segons el principi democràtic, però tracten un determinat grup ètnic de manera particular respecte al conjunt. A Espanya es donen varies condicions de la descripció del teòric Sammy Smooha d'una democràcia ètnica:
- El domini ètnic precedeix l'aparició de la democràcia.[628]
- El nacionalisme ètnic precedeix l'aparició de la democràcia.[628][629]
- Es percep un perill real que requereix una mobilització ètnica sostinguda i generalitzada.[630]
- Desvinculació a la democràcia.[630] El compromís democràtic està subjecte a limitacions, atès que competeix amb els objectius del principi ètnic.

La Transició des d'una dictadura feixista amb un nacionalisme espanyol de matriu castellana agressiu i marcadament ètnic, mancà d'una ruptura amb el model nacional franquista, en especial en aspectes econòmics i culturals. El tracte a les minories nacionals, començant pel no reconeixement, fa avalular la possibilitat que Espanya sigui una democràcia ètnica, atès que compleix la majoria de punts descrits per l'Smooha:
- El nacionalisme ètnic dona preponderància a una nació basada en l'ètnia principal.
- L'estat separa la pertinença a la nació ètnica i la ciutadania de ple dret.
- L'estat és propietat i està governat per la nació ètnica principal.
- L'Estat mobilitza la nació ètnica principal.
- Els grups étnics no principals tenen drets individuals i col·lectius incomplets.
- L'estat permet als grups étnics no principals dur a terme activitats parlamentària i extraparlamentària.
- L'estat percep els grups étnics no principals com una amenaça.
- L'estat imposa cert control als grups étnics no principals.

## La difusió de l'espanyolisme en la societat espanyola
El nacionalisme espanyol abraça una gamma molt variada d'ideologies que van des de la ultraesquerra fins a la ultradreta, passant per totes les ideologies intermèdies. No forma cap mena de grup homogeni i això evita que sigui organitzat. Hi podria haver moltes maneres de classificar les tendències que hi conviuen. Es troba en totes les classes socials, edats i territoris espanyols. L'espanyolisme és transversal i majoritari en els territoris monolingües castellans, mentre que la seva influència social és menor en aquelles regions de l'Estat on el castellà conviu amb una altra llengua oficial, particularment a Catalunya i al País Basc, on als respectius parlaments les forces polítiques vinculades a partits polítics amb seu a Madrid estan en minoria respecte als partits d'estricta obediència "autonòmica". No obstant això, precisament en aquests indrets, la condició de minoria social ha fet aparèixer amb força grups organitzats políticament que tenen en l'espanyolisme la seva font d'inspiració principal, tals com Ciutadans-Partido de la Ciudadanía, a Catalunya, o Unión, Progreso y Democracia (UPyD), liderada per l'ex-dirigent socialista basca, Rosa Díez.
Fora de l'àmbit polític, les mostres d'espanyolisme han estat freqüents en la història recent de l'Estat espanyol, també en l'àmbit de la societat civil i dels mitjans de comunicació, sovint vinculades amb la catalanofòbia o bascofòbia mencionades anteriorment. Així, fou especialment remarcable el boicot a productes i a empreses catalanes arran del procés d'aprovació del nou Estatut d'autonomia de Catalunya, l'any 2006, o les campanyes contra les polítiques de promoció de la llengua catalana del govern català, promogudes per mitjans de comunicació amb seu a Madrid (la ràdio COPE, el diari ABC, etcètera). Al mateix temps, també determinades manifestacions en contra del terrorisme d'Euskadi Ta Askatasuna (ETA) han estat utilitzades per estigmatitzar el nacionalisme democràtic basc.
Recentment ha aparegut un manifest signat per intel·lectuals espanyols, tant d'esquerra com de dreta, que ha rebut el suport d'entitats i grups empresarials espanyols, en defensa de la llengua comuna castellana i en contra de les polítiques de promoció de les llengües no castellanes que es porten a terme en algunes comunitats autònomes, com Catalunya, el nou Estatut de la qual preveu el deure dels ciutadans de Catalunya de conèixer tant el castellà com el català. Aquest manifest, anomenat Manifiesto por la Lengua Común, s'inspira clarament d'idees espanyolistes, i molt especialment de la concepció del castellà com a llengua preeminent, comuna de tots els espanyols. Una de les empreses que ha donat suport al Manifiesto és la cadena de televisió Telecinco.
Un altre episodi que posa en relleu la contradicció entre espanyolisme i defensa de les llengües no castellanes fou la negativa de l'empresa Air Berlin d'utilitzar la llengua catalana en els vols amb les Illes Balears, amb el mateix pretext que l'única llengua comuna és el castellà. L'actitud hostil d'Air Berlin vers el català motivà la reacció del Govern de les Illes Balears així com de diverses entitats cíviques, i fins i tot el Futbol Club Barcelona es negà a volar amb aquesta companyia en ocasió d'un desplaçament, degut al seu menyspreu vers la llengua catalana.
Segons una enquesta de 2005, un 80% dels espanyols considera intolerable que qualsevol altra entitat espanyola a banda de l'estat central es pugui definir com a nació, si bé no s'especifica si això està motivat per simple nacionalisme espanyol o bé perquè ho estimen contrari al marc legal, estatal i internacional, vigent. Cal indicar que els mitjans de comunicació juguen un paper important en aquesta percepció, i trobem periodistes capaços d'afirmar el que el director de l'ABC Bieito Rubido, que la unitat d'Espanya està per sobre de la veritat.
Recentment, arran de diversos èxits internacionals de ciutadans espanyols (Rafael Nadal, Pau Gasol, Ferran Adrià, la selecció espanyola guanyadora de l'Eurocopa 2008, etc.) ha aparegut un sentiment d'espanyolitat o d'espanyolisme molt potent i vinculat a les capes populars i la gent jove, col·lectius que anteriorment s'havien mostrat indiferents davant el fet nacional espanyol. Així doncs, ha aparegut un nou espanyolisme, fonamentat en les virtuts de l'espanyolitat o de la "marca Espanya" (frescor, joventut, espontaneïtat, valentia, etc.), i no pas (almenys de moment) en aspiracions o objectius polítics concrets. La novetat d'aquest fenomen és que ha provocat adhesions no només en els territoris monolingües castellans, tradicionalment més proclius a les expressions d'espanyolitat, sinó també a Catalunya o el País Basc. Així, per exemple, la victòria de la selecció d'Espanya a l'Eurocopa 2008 comportà imatges poc habituals, com la celebració massiva de la victòria pels carrers de la ciutat de Barcelona, amb profusió de banderes espanyoles i d'altres símbols de l'espanyolitat. Caldrà veure si aquest fenomen incipient d'espanyolisme fonamentat en valors i actituds es consolida, i té una translació en els comportaments electorals dels ciutadans, fora de moments puntuals.

## Connotació del mot "espanyolista"
La paraula espanyolista tradicionalment ha tingut una connotació negativa i ha estat utilitzada de manera crítica per part d'aquells sectors que defensaven una concepció plural d'Espanya que, en major o menor mesura, donés cabuda a les diferents identitats presents a l'Estat. El fet que els governants espanyols més identificats amb el totalitarisme (Franco, Primo de Rivera) fessin de l'espanyolisme abrandat una de les seves principals senyes polítiques, accentuà la imatge negativa dels grups que s'identificaven com a espanyolistes. Tot i l'adveniment de la democràcia, a partir de 1977, aquesta connotació negativa de l'espanyolisme s'ha mantingut, i fins i tot aquells grups polítics i socials que el defensen obertament de fet, no s'autoqualifiquen com a espanyolistes de paraula. Això els porta a qualificar-se simplement d'"espanyols", o "no nacionalistes", per bé que la seva concepció de l'Estat (única nació, única sobirania, única llengua comuna i institucions centrals fortes) els porti a defensar polítiques concretes que clarament desenvolupen postulats espanyolistes, com s'ha detallat amb anterioritat.

## Iberisme
Fora de l'espanyolisme es poden trobar moviments iberistes, alguns dels quals defensen la reconstrucció d'un estat com la Unió Ibèrica, del que formessin part els actuals estats d'Espanya i Portugal. Aquest estat rebria el nom d'Ibèria.

## Futbol
Esportivament, el mot espanyolista fa referència també a la persona que és seguidora de l'equip Reial Club Deportiu Espanyol, als quals hom anomena també pericos pels colors de la seva samarreta (blanc i blau) i la mascota del seu equip que és aquest animal.